# タイ王国

タイ王国
ราชอาณาจักรไทย

国の標語：ชาติ ศาสนา พระมหากษัตริย์
（タイ語: 国家、宗教、国王）
国歌：เพลงชาติไทย（タイ語）
タイ国歌王室歌：สรรเสริญพระบารมี（タイ語）
国王賛歌

タイ王国（タイおうこく、タイ語: ราชอาณาจักรไทย Ratcha Anachak Thai [râːt.tɕʰā ʔāːnāːtɕàk tʰāj]）、通称タイ（タイ語: ประเทศไทย Prathet Thai [pràtʰêːt tʰaj] ( 音声ファイル)）は、東南アジアに位置する立憲君主制国家。首都はバンコク都で、州都であると同時に最大の都市である。
東南アジア諸国連合（ASEAN）加盟国、通貨はバーツ、人口7170万人（2023年、WHOによる）である。

## 概要
国土の面積は日本の1.4倍の大きさ、インドシナ半島中央部とマレー半島北半を占める。南はマレーシア、東はカンボジア、北はラオス、西はミャンマー（旧国名ビルマ）と国境を接する。東南側はタイランド湾に面する。マレー半島中部では西にアンダマン海及びマラッカ海峡があり、それらを挟んでインドネシアやインド領アンダマン・ニコバル諸島に向かい合う。また、南東にベトナム、南西にインドネシアおよびインドと海上で国境を接している。
タイは東南アジアにおいて波乱万丈かつ劇的な歴史を紡いできた国家である。始まりは東アジアの中国南西部から東南アジア大陸部へタイ族が6世紀から11世紀にかけて移住したことに遡る。モン王国、クメール王国、マレー諸国などインド化した王国の数々がこの地域を支配し、互いに敵対関係にあったゴエンヤン、スコータイ、ラーンナー、アユタヤなどのタイ地域圏諸国と競合していた。
ヨーロッパ人との接触は1511年、ポルトガル帝国の外交使節がアユタヤを訪れたことに始まり、アユタヤは15世紀末までにこの地域の勢力を拡大した。アユタヤは18世紀に最盛期を迎えたが、ビルマ・シャム戦争で滅ぼされた。タークシン大王は分裂した領土を再統一し、短命ではあったが自らが唯一の王であったトンブリー王国（1767年～1782年）を建国した。 1782年、現チャクリー王朝の初代君主であるプッタヨートファ・チュラローク（ラーマ1世）が王位を継承し、シャム王国が成立。シャム王国（以下、シャム）は西洋帝国主義のアジア時代を通じて、外国勢力による植民地化を免れた地域で唯一の国家であったが、領土貿易や不平等条約での法的譲歩を強いられることが多かった。シャムの政治体制はチュラロンコーン（ラーマ5世）の1868年から1910年の統治下で中央集権化され、近代的な単一絶対君主制へと変貌を遂げた。第一次世界大戦では、シャムは不平等条約を修正するという政治的決断により連合国側についた。1932年の無血革命の後、シャムは立憲君主制となり、正式国名を現在の「タイ王国」に変更し、第二次世界大戦では日本の同盟国となった。 1950年代後半、サリット・タナラット率いる軍事クーデターにより、王室は歴史的な影響力のある政治上での役割を再び担うようになった。冷戦期には、タイはNATO加盟国以外ではアメリカ合衆国の主要な同盟国となり、1977年に解散したSEATO加盟国として、地域における反共産主義的な役割を果たした。
タイは、1970年代半ばから1990年代の短い議会制民主主義の期間を除き、民主主義と軍政を定期的に繰り返してきた。2000年代以降、タイでは2度首相に選ばれたタクシン・シナワットの支持者と反対者の間で政治的対立が続いており、その結果2度のクーデター（2006年と2014年）が発生し、現在の憲法が制定された。2019年の総選挙後は名目上では民主的な政府が誕生し、 2020年から2021年には、前例のない王室改革の要求を含む大規模な民主化運動が行われた。2019年以降は名目上は議会制立憲君主制であるが、実際には憲法の構造的な利点により、軍部が政治へ影響を与え続けている。
タイは国際情勢においてミドルパワー（中堅国）の一国であり、ASEANの創設メンバーである。東南アジアにおいては第2位、購買力平価（PPP）では世界第23位の経済規模を誇り、名目GDPでは第29位となっている。また、タイは新興工業国に分類され、製造業、農業、観光業が主要産業となっている。

## 国名
正式名称は、ราชอาณาจักรไทย（タイ語: ラーチャ・アーナジャク・タイ）で、ราชは「王」、อาณาจักรは「領土」、ไทยは「タイ」を意味する。現地での通称は、เมืองไทย（タイ語: ムアンタイ）。
公式の英語表記は、「The Kingdom of Thailand」、略して「Thailand（英語発音: [ˈtaɪlənd] タイランド）」。国民、形容詞ともに「Thai」。日本語表記は、タイ王国、通称はタイ。タイランドと称されることも多い。漢字で泰（タイ）と表記されることもある。
1939年までの正式国名は Siam（[sàˈjǎːm] サヤーム、英語発音: [saiˈæm] サイアム）。この Siam という語は古くポーナガルのチャム語碑文（1050年）、バガンのビルマ語碑文（1120年）、アンコール・ワットの刻文（12世紀頃）などに見える Syām という語に原型を見ることができる。歴史学者・言語学者のチット・プーミサックはその著書『タイ族の歴史』で、この語がビルマのシャン族のシャン、インドのアッサムやアーホーム族のアーホームの語源になったとしている。西洋においては Siam とはポルトガル語の Sião, Syão からきた語とされる。また、1592年、ジェームス・ランカスターが最初に Siam という語を用いたとされる。
この Siam が正式な国号となるのは1855年英タイ間でボウリング条約が締結されたときであった。
日本においては、かつて暹羅と記した。
『明史』巻三百二十四に見える、暹（せん）という国と羅斛（らこく）という国が合併したからとされる。なお、暹という国はスコータイ、羅斛はラウォー（ロッブリー）とするのがポール・ペリオによる研究以来からの定説であったが、『大徳南海誌』の「諸蕃国」に見える一文「暹国管上水速孤底」という記述があることを理由に山本達郎は暹とはアユタヤではないかとする見解を発表し、これが2002年に石井米雄によりタイの学会に紹介され新たな定説となった。なお「暹羅」の読みについて、1712年刊行の『和漢三才図会』ではこの語にしゃむろ、シヱンロウという読みを与えている。しかし、明治期以降シャムの読みが定着した。また、同時代の外交においては暹羅国と表記された。
このほか、タイを示す「シャム」「暹羅」以外の系統の語として、ビルマ語のヨウダヤー （ယိုးဒယား）があげられる。この語はもともと、シャムを語源とするタイ北方のタイ族を呼ぶ言葉「シャン」とは別に、チャオプラヤー川流域のタイ族、およびタイ南部のタイ族を指し示す言葉で、語源はタイに過去に存在した王朝の名前アヨータヤー（アユッタヤー）であると考えられている。ただし、この言葉はタイに対する蔑称とされる。
一方、20世紀前半までにシャム/ Siam が国名として定着したが、1939年6月24日、時の首相ピブーンは国名をタイに変更した。これはシャムがチャオプラヤー川流域のタイ族を指す外国からの言葉であり、タイ族の自称である「タイ」に変更するのが適切であったと説明されるが、一方でチャオプラヤー川流域以外のタイ族をも取り込もうとしたピブーンの意図も読み取れる。その後、セーニー内閣時の1945年9月17日にいったん国名はシャムに戻されたが、返り咲いたピブーンにより1949年5月11日、国名がタイに戻された。時は下ってサリット政権時代に、議会で国名にタイがふさわしいかどうか議論がなされたが、結局は国名を維持することになった。しかし現在でも、タイという名前に反対する知識人が見られる。

## 歴史

### 国家成立
タイの民族国家成立以前、中国華南に住んでいたタイ民族は、インドシナ半島を南下して現在のタイの位置に定住するようになった。当時、タイには、モン族、クメール人等が先住していた。

### スコータイ王朝
13世紀初頭にクメール帝国と異教の王国が衰退した後、様々な州がその場所で繁栄した。タイ人の領域は、現在のインドの北東部から現在のラオスの北部およびマレー半島に存在していた。13世紀の間、タイ人の人々は既に中核となる土地に定住していた。
1240年頃、地元のタイの統治者であるフォークンバンクランハオは、クメールに抗議するために人々を結集した。その後、1238年にスコータイ王国の最初の王となった。タイの主流歴史家は、スコータイをタイの最初の王国と見なしている。スコータイはラームカムヘーンの治世中（1279年頃-1299年頃）、さらに拡大した。しかし、それは主にスコータイへの忠誠を誓った地元の領主のネットワークであり、スコータイに直接支配されていなかった。スコータイはマハタマラチャ1世（1347〜1368年）の統治下で上座部仏教を採用した。

### アユタヤ王国・シャム国（暹羅国）

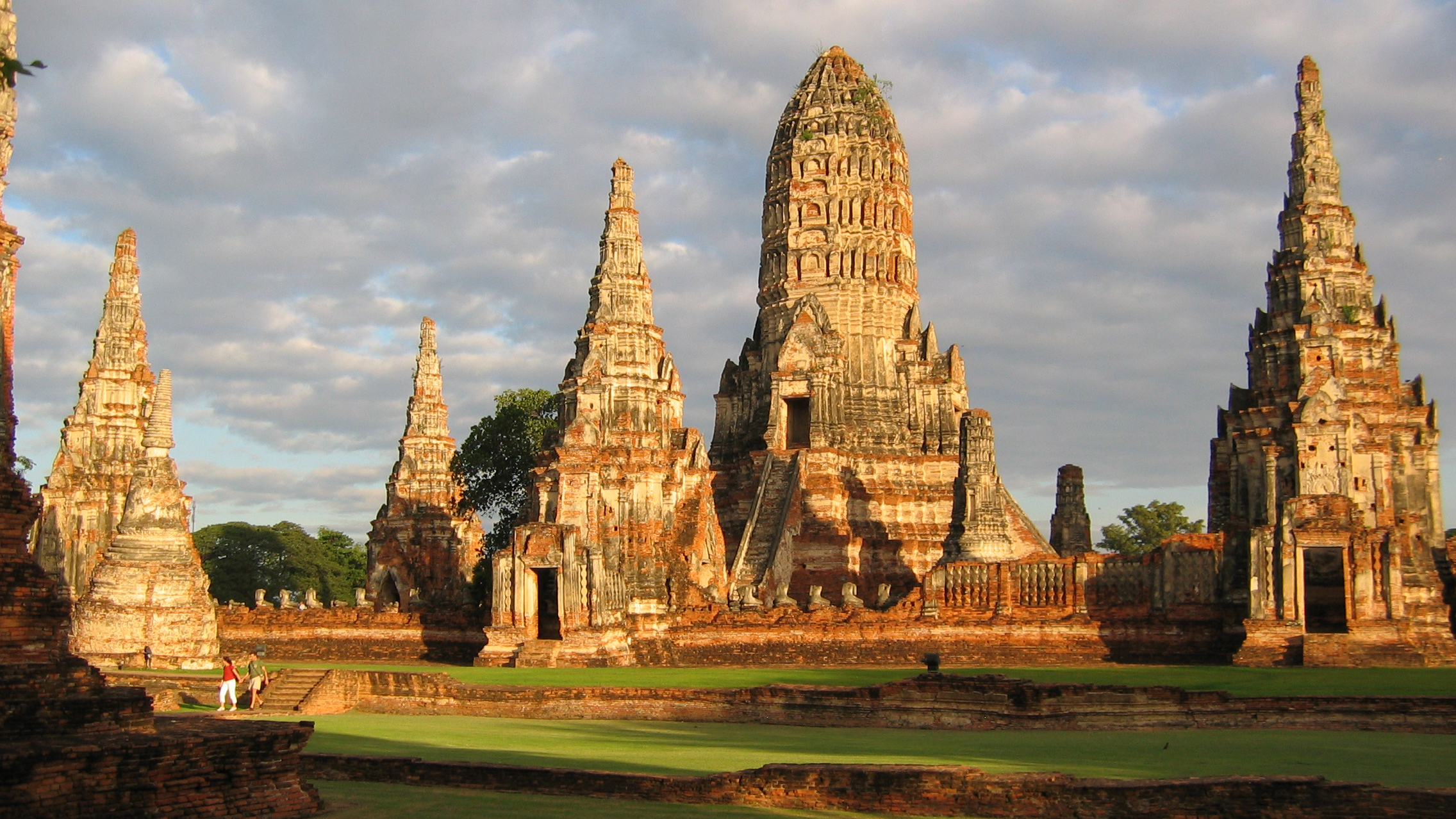
アユタヤのワットチャイワッタナーラーム寺院の遺跡。17世紀に建てられ、1767年にビルマ軍によって焼失し、略奪された。

アユタヤ王朝の起源は、最も広く受け入れられている説によると、最初の王としてウトン（ラーマーティボーディー1世）を持ち、以前の近くのラヴォ王国とスワンナプームから勃興した。アユタヤは、マンダラ体制下のアユタヤ王への忠誠による自治公国と支流州のパッチワークであった。最初の領土拡大は征服と政略結婚によるものであった。15世紀の終わりまでにアユタヤはクメール王朝を3回侵略し、首都アンコールを襲撃した。その後、アユタヤはクメールの代わりに地域の大国となった。スコータイ王朝は、絶え間ない干渉により事実上アユタヤの属国となり、ついに王国に組み込まれた。ボーロマトライローカナートは、20世紀まで続いた官僚制改革をもたらし、サクディナーと呼ばれる社会階層のシステムを構築した。アユタヤはマレー半島に興味を持っていたが、中国の明王朝によって支持されたマラッカ王国のスルタンを征服することに失敗した。
ヨーロッパの接触と貿易は16世紀初頭に始まり、1511年にポルトガルの公爵であるアフォンソ・デ・アルブケルケの特使が来訪して同盟国となり、一部の兵士をラーマーティボーディー2世王に譲渡した。17世紀には、ポルトガルにフランス、オランダ、イギリスが続いた。チェンマイとモン族の覇権をめぐる競合関係は、アユタヤとビルマ王国（タウングー朝）の泰緬戦争を招いた。この戦争はタウングー王朝のタビンシュエーティー王と副王バインナウン治世下の1540年代に始まり、最終的には1570年のアユタヤ占領で終わった。泰緬戦争（1563-64年）でのアユタヤ包囲の間に、タウングー王朝のバインナウンはピサヌロークとアユタヤをとり、アユタヤをビルマの属国にした。彼は、マハータンマラーチャーティラート王の忠実さを保証するために、その息子ナレースワンを人質としてバゴーに送ることを要求した。アユタヤ王国は短期ながらビルマの支配下となり、その後、ナレースワン大王が1584年に独立回復を宣言した。

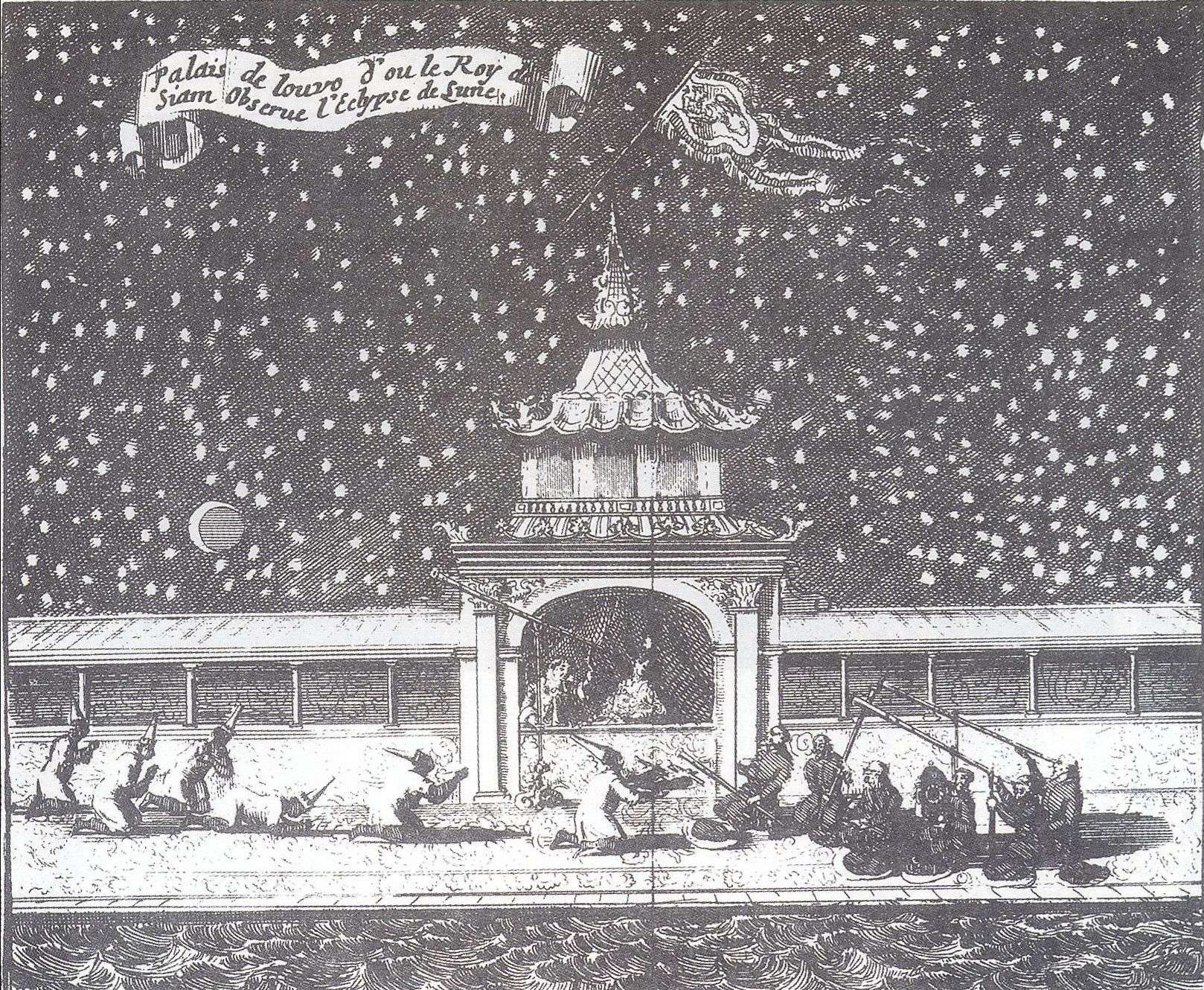
1685年、ロッブリーで月食を観測した王ナーラーイとフランスのイエズス会

アユタヤはその後、歴代の統治のためにヨーロッパの大国との関係を改善しようとした。王国は、ナーラーイの治世中（1656〜1688年）、中国やインドと並んでアユタヤがアジアの大国と見なされたときに繁栄した。しかし、彼の統治の後半にフランスの影響力が高まったことは、民族主義者の反発を招き、最終的に1688年のシャム革命につながった。
血統の激しい闘争の後、アユタヤは、黄金時代と呼ばれる時代に入った。芸術、文学、学習が栄えた18世紀の第2四半期は、比較的平和だった。1715年頃からカンボジアを統治するためのグエン領主との紛争は別として、対外戦争はめったになかった。王国は最後の50年間、血統の危機に直面した。1765年、ビルマ軍の合計4万人の強力な部隊が北部と西部から侵攻した。ビルマは新しいアラウンパヤー王朝の下にあり、1759年までに新しい地域大国になった。14か月の包囲の後、首都の壁が破られ、1767年4月に都市は焼失した。

### ラタナコーシン王国

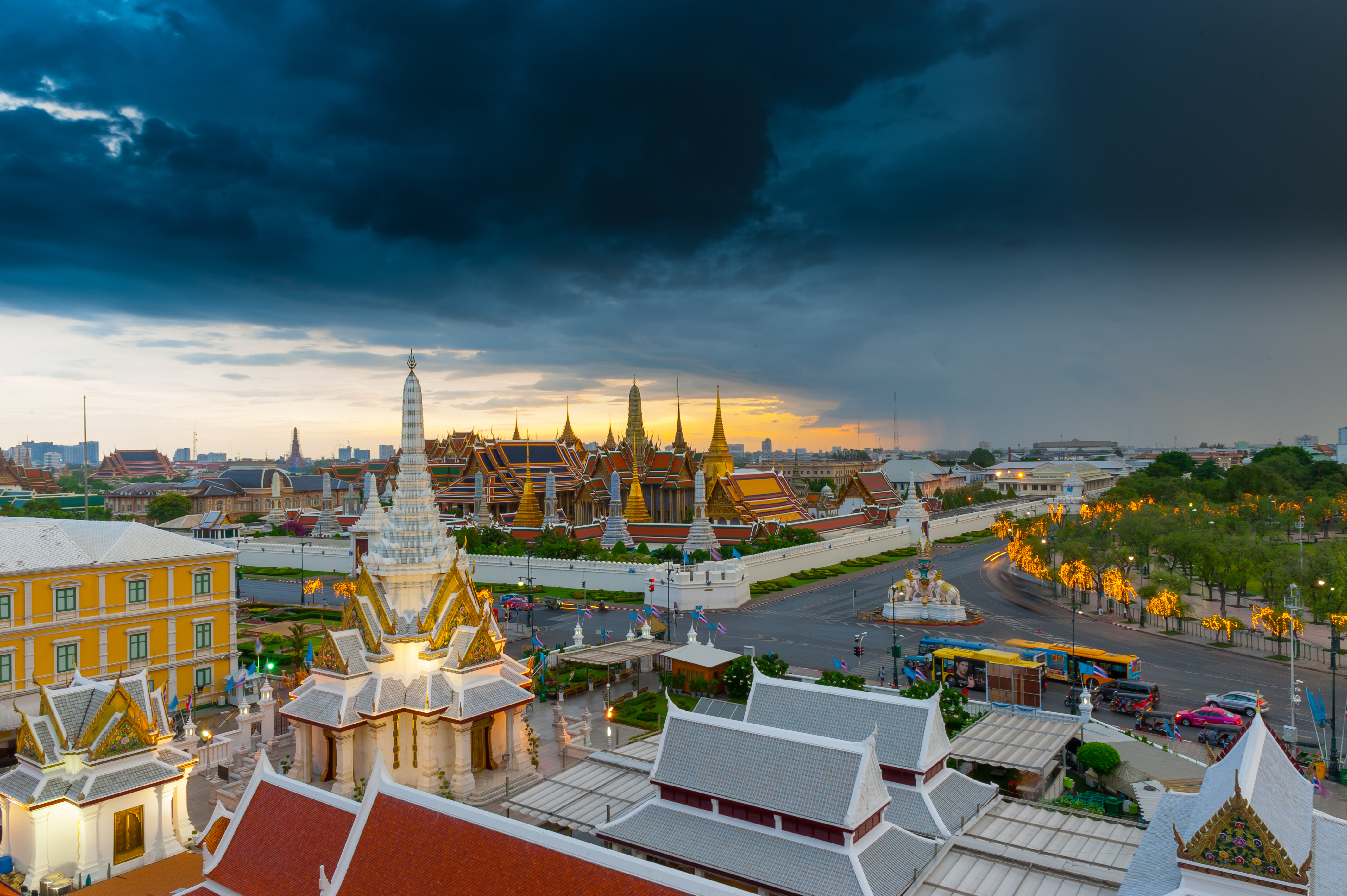
ワット・シーラッタナーサーサダーラーム（ラタナコーシン時代の建築）

ラッタナコーシン時代は、バンコクに首都を設けたチャクリー王朝のラーマ1世の治世中に1782年に始まる。ラーマ1世は、前任者のタークシンによって設立されたトンブリーの首都（トンブリー王朝）を移転し、新しい首都バンコクを建設した。首都建設前の最初の数年間、彼は宮殿と王室礼拝堂の建設を監督した。エメラルド仏が奉献されたロイヤルチャペルまたはワットプラケオは、彼の王宮の敷地内にある。新しい首都の完成に伴い、ラーマ1世は新しい首都を命名する式典を開催した。

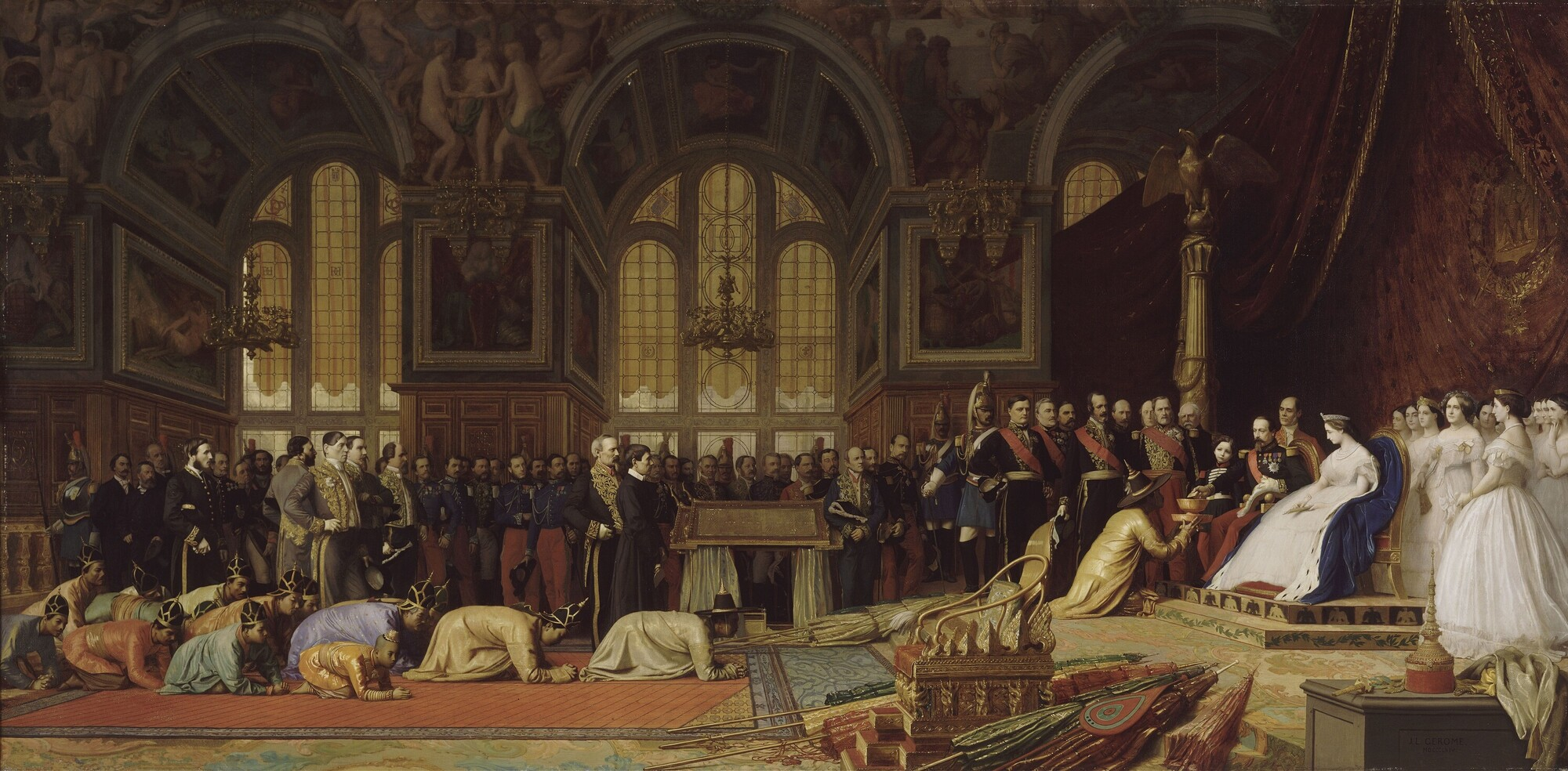
1864年にフォンテーヌブローの宮殿でシャム大使の訪問を受けるナポレオン3世

19世紀後半、東南アジアは西洋諸国による植民地化時代を迎えた。西洋の脅威を認めたラーマ4世（1851-1868年）の宮廷はイギリス政府と連絡を取り、緊張緩和を図った。香港総督ジョン・ボウリングが率いるイギリス使節団と、西洋諸国との多くの不平等条約の最初であるボウリング条約を結んだ。これは不平等条約ではあったが、バンコクに商業的および経済的発展をもたらした。ラーマ4世はマラリアで急死し、チュラーロンコーン王子が即位した（ラーマ5世）。
ラーマ5世あるいはチュラーロンコーン大王（在位1868-1910年）は即位するとすぐに欧米を視察してタイの立ち後れを実感し、チャクリー改革と呼ばれる数々の改革を行った。当時、ビルマとマレーシアはイギリスに、ベトナムはフランスに、それぞれ占領されていた。シャムも狙われていたが、ラーマ5世はイギリスにマレー半島の一部を割譲し、フランスにはラオスとカンボジアを割譲する事で、独立を保った。この背景には、ラーマ5世によってある程度近代化されていたシャムをあからさまに占領するのは問題があったことや、シャムを緩衝地帯として独立させておくことが望ましいと考えた英仏両国の事情などがあった。
19世紀の終わりに、シャムの王は、シャムにとって危険であったフランスとの紛争を解決し、ロシア帝国との外交関係を確立してロシアの支援を得ることを目指した。

### 立憲君主制移行
ラーマ6世（ワチラーウット、1910年即位～1925年11月没）が王位を継承すると絶対王制への批判が生じ始めた。新王の個人的資質に関する王族や官僚からの批判、王権を制限する憲法が存在しないという政治体制への批判までを含んでいた、1912年3月初め、立憲制・共和制を望むタイ王国陸軍青年将校らによるクーデター計画が発覚し、100名以上が逮捕された。青年将校らは、国の資源が国王の私的享楽に浪費されるために国家建設が遅々として進まず、諸外国（英仏）に侵略されていくと憂いた。この時期に第一次世界大戦が発生しており、イギリスや日本、フランスやアメリカとともに連合国として参戦している。
最初の立憲革命計画で、1932年の人民党による立憲革命の成功へとつながった。すなわちラーマ7世（弟のプラーチャーティポック）即位後の1932年、プリーディー・パノムヨンやプレーク・ピブーンソンクラームら官吏によって結成された人民党によるクーデターが勃発し、絶対君主制から立憲君主制へと移行したのである（民主革命、立憲革命と呼ばれる）。

### 第二次世界大戦
第二次世界大戦ではフランスがドイツに降伏した後の1940年11月23日、タイは南部仏印に侵攻し、タイ・フランス領インドシナ紛争を引き起こした。1941年5月8日に日本の仲介によって東京条約を、フランスのヴィシー政権と締結して事実上の勝利となり領土を拡大した。
太平洋戦争が勃発すると両国の同意のもと日本軍はタイへ進駐し（タイ王国進駐）、タイは表面上日本と日泰攻守同盟を結び枢軸国として戦った。タイは東南アジア戦線（マレー作戦、ビルマの戦い）では日本に積極的に協力しており、現地軍の速やかな進軍を助け、兵站、補給など重要な役割を担当している。そのため戦争末期には連合国軍の空襲にもあっている。
一方で駐米大使セーニー・プラーモート、摂政プリーディー・パノムヨンらの「自由タイ運動」などの連合国と協力する勢力も存在し、連合国と連絡を取っていた。こうした二重外交により、タイは1945年、1940年以降に獲得した領地を返還することでイギリスとアメリカとの間で講和することができ、降伏や占領を免れた。こうした経緯もあって国際連合にも1946年12月16日という早い段階で加盟しており、いわゆる敵国条項の対象ともされていない。大戦終結後、1946年6月9日に国王ラーマ8世は王宮内で遺体となって発見されたが、真相は究明されず、弟のラーマ9世が即位した。

### 経済成長
第二次世界大戦後のアジアでは、社会主義国家のベトナム民主共和国（1945年～1976年、後のベトナム社会主義共和国）、中華人民共和国（1949年～）が相次ぎ成立。インドシナ半島では東西の冷戦にとどまらず、第一次インドシナ戦争、ベトナム戦争とそれに連動するラオス内戦、カンボジア内戦と戦乱が続き、タイも共産主義化に脅かされた。
特に、ラオス内戦では1970年から軍事介入を開始。北ベトナム軍との激しい交戦により死者を出しつつも、タイ国内への影響を最小限に抑え込んだ。また、「共産主義の防波堤」としてアメリカ軍の基地を置くなどの大々的な支援を受けたことも影響し、共産主義化は免れた。一方でカンボジアとの国境は絶えず不安定であり、1977年には国境警備兵がカンボジア軍から銃撃を受けて負傷するなど 1990年代にクメール・ルージュが消滅するまで小競り合いは長く続いた。

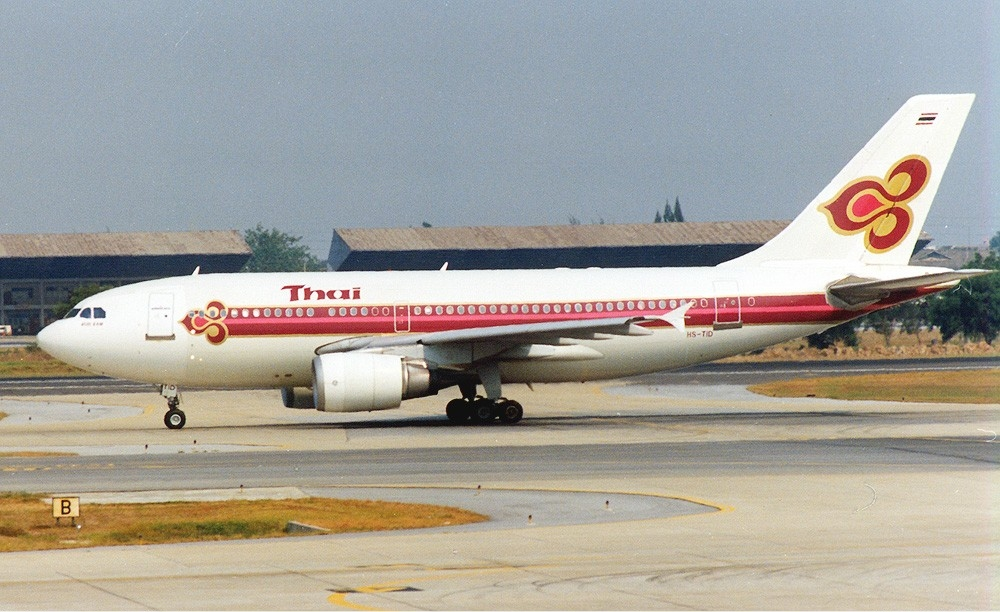
タイ国際航空のエアバスA310（1992年）

また、国民の高い教育水準や立憲君主制を基にした比較的安定した国政、そして豊かな国土を背景に、1960年代以降徐々に工業国への道を模索し、日本や欧米各国の資本の誘致に成功しつつ、地元資本の振興にも成功し、1967年には東南アジア諸国連合（ASEAN）に結成時から加盟。1989年にアジア太平洋経済協力（APEC）に結成時から参加した。また、豊富な観光資源と国際的な交通の要所という地の利を背景に、日本やヨーロッパ、オーストラリアなどからの人気観光地としての座を獲得した。
さらに、1970年代より日本や欧米諸国の大企業の進出を背景にした本格的な工業化、特に機械や造船など重工業化へのシフトを進めるとともに、それらを背景にした高度経済成長が始まり、バンコクやチェンマイなどの大都市を中心にインフラストラクチャーの整備も急速に進むこととなる。1992年には5月流血革命（พฤษภาทมิฬ）が発生したものの、ラーマ9世（プミポン国王）の仲裁により収まった。

### 現在

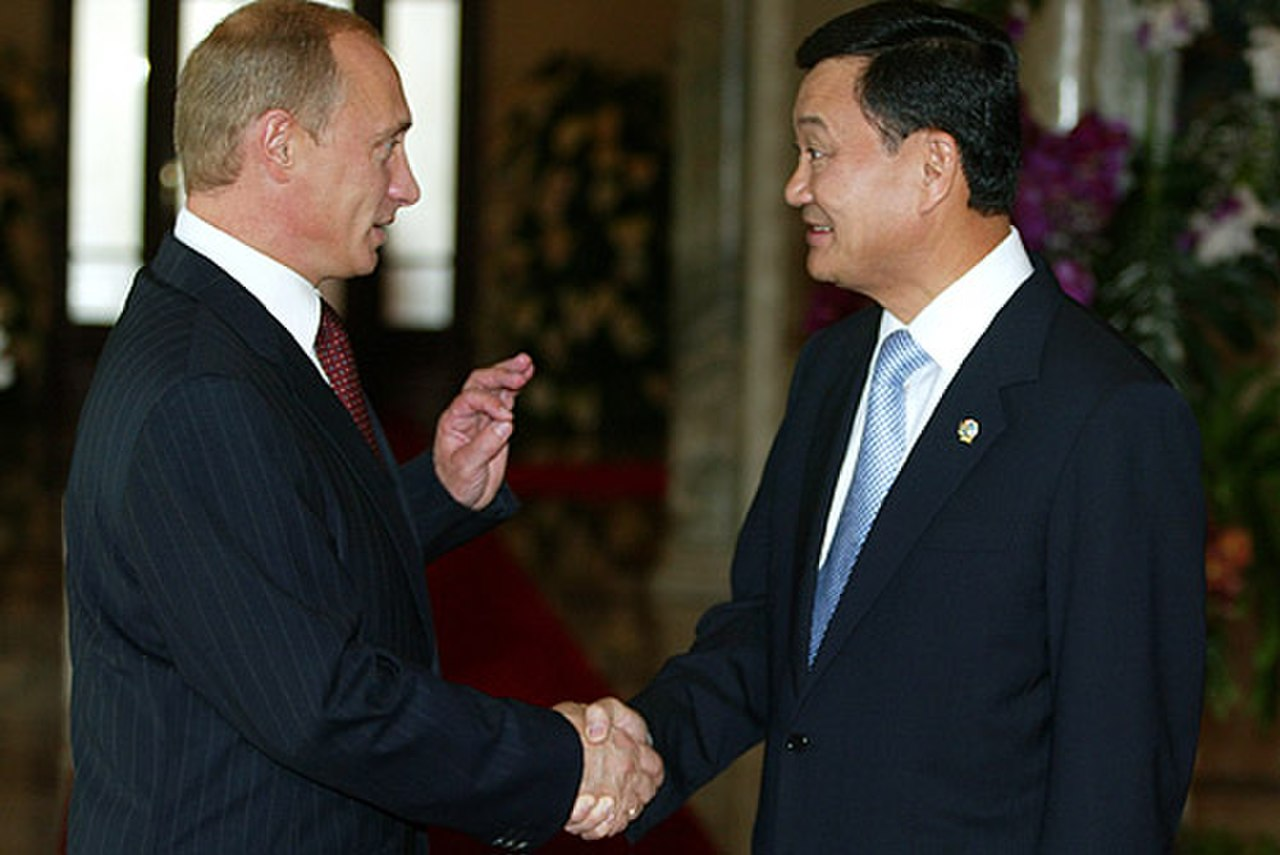
タクシンシナワットとウラジーミル・プーチン、APEC 2003

1997年に始まったアジア通貨危機により、タイ経済は一時的に停滞したものの、その後は急激な回復を見せ、日本企業や中国企業の進出も増えた。現在では再び高い経済成長率を維持しており、東南アジアにおける代表的な工業国としての立場を保ち続けている。しかし、2006年頃からタクシン・シナワット派と反タクシン派との政治的対立が激化するようになり、クーデターが発生するなど政情不安が続いている。
2006年に軍事クーデターが発生し、1997年タイ王国憲法による民政が停止され、タクシン政権が崩壊した。クーデターは国王の介入により収拾され、ただちに陸軍大将のソンティ・ブーンヤラッガリンを首班とする軍事政権が発足した。同年、暫定憲法が公布され、スラユット・チュラーノンが首相に着任した。
2007年8月には、2007年タイ王国憲法が公布され、民政復帰が開始された。2007年12月23日に下院選挙が実施され、2008年1月に選挙の結果を受け、クーデターで政権を追われたタクシン元首相派の文民であるサマック・スントラウェート元バンコク都知事が首相に就任した。しかし、同年9月に反タクシン元首相派寄りとされる憲法裁判所は、サマック首相の民放テレビ出演を違憲として、サマック首相を失職させるという司法クーデターを起こした。10月にはタクシン元首相の義弟であるソムチャーイ・ウォンサワットが首相に就任したが、再び憲法裁判所は、前年からの選挙違反を表向きの理由にして、与党の国民の力党に解党命令を出し、ソムチャイ首相も失職させた。これにより同年12月、野党の民主党が総選挙を経ずに政権を獲得し、アピシット・ウェーチャチーワが首相となる。
これ以降、2009年から2010年頃には、タクシン元首相派（通称「赤シャツ隊」）を中心とする市民による総選挙を求める大規模なデモが起きたが、アピシット政権はデモを徹底的に弾圧し、数百人の犠牲者が出た（2010年タイ反政府デモ）。

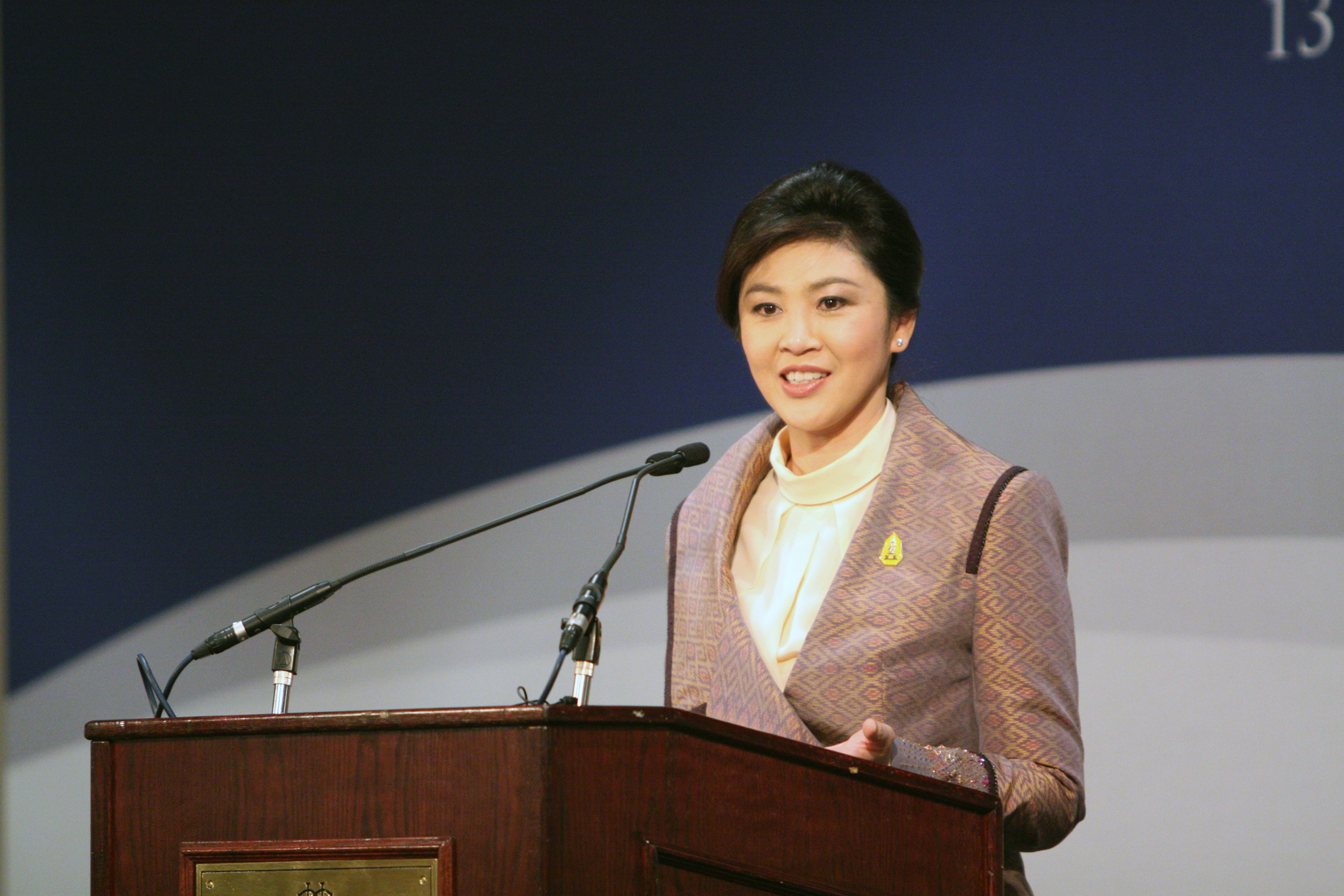
インラック・シナワットが第36代首相に就任

2011年の総選挙では、タクシン元首相派のタイ貢献党が大勝し、インラック・シナワットが首相に就任した。しかし、2013年下旬からは約5年ぶりに反タクシン派の武装デモ隊による反政府デモが発生した。そして、2014年5月、憲法裁判所はインラック政権の政府高官人事を違憲として、インラック首相を失職させる司法クーデターを起こした。
2014年5月22日、国軍は軍事クーデターを決行し、インラック前首相やニワットタムロン・ブンソンパイサン首相代行など、政府高官を相次いで拘束した。憲法と議会を廃止して実権を掌握すると、陸軍大将のプラユット・チャンオチャを首班とする軍事政権の樹立を宣言した。
2015年、タイ王国は政治改革のため腐敗防止法および関連法を改正し、腐敗行為に関与した場合は外国人でも死刑の対象となりうること、また国外逃亡した腐敗行為者に関する公訴時効を10年延長し20年とすることを定めた（2015年7月9日施行）。なおこの時点ではタクシン元首相はタイ国外におり、またインラック元首相については処分保留とされている。

#### 政情不安

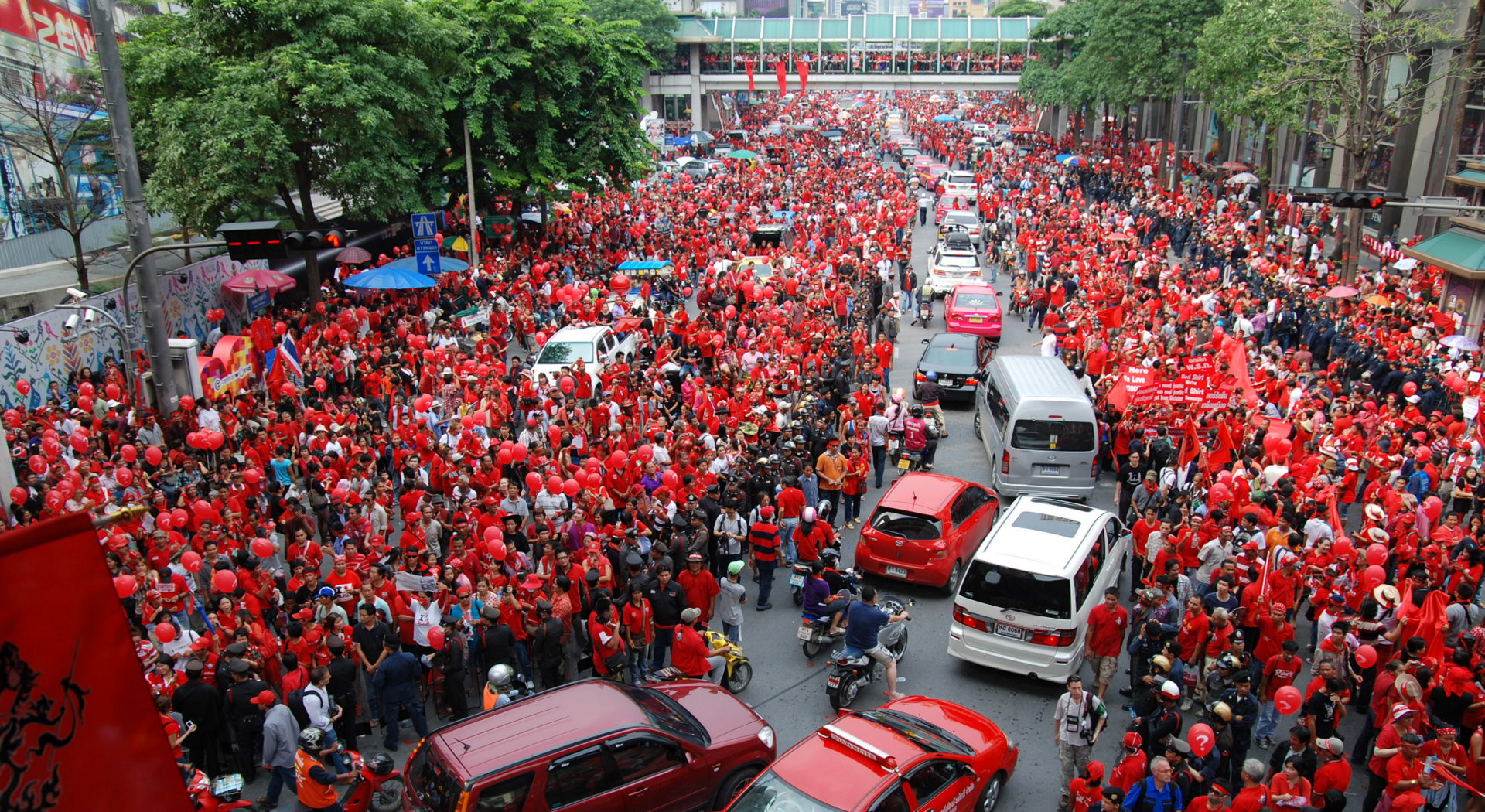
UDD、赤服軍団

タイでは発展途上国でしばしば見られる政変や軍事クーデターによる政情不安、軍による民主化運動の弾圧などが多発していた。冷戦後の1992年以降は一時安定し、東南アジアの「民主主義の優等生」と称されていた。しかし、2006年に軍が政治関与を再開して2006年タイ軍事クーデターが発生した。また議会派の間でも第31代首相タクシン・シナワットの処遇をめぐって反独裁民主戦線（UDD、赤服軍団）と民主市民連合（PAD、黄服軍団）という2つの政治集団が形成され、鋭く対立するようになり、2010年以降の情勢は極めて不安定な状態にある。
2011年、総選挙で旧タクシン政権を支持する議員が所属するタイ貢献党（新党プアタイ）が勝利し、タクシン元首相の妹インラック・シナワットが第36代首相に就任、議会派の対立に一応の決着がついたことでUDDとPADの活動も沈静化した。インラック政権は過去の清算を図るべく敵味方双方への大規模な恩赦（国民和解法）の実施を検討したが、タクシン元首相にも恩赦を与えるかどうかで対立が再燃するという皮肉な結末を生んだ。さらに反タクシン派議員の大物であったステープ・トゥアクスパン元副首相が、反タクシン派の野党からも離れて議会外での暴動・直接行動を扇動するに至って混乱は頂点に達し、2013年末に行われた総選挙が正式に実施できずに終わる異常事態となった（2013年タイ反政府デモ）。
軍はタクシン派と反タクシン派の対立には介入しない姿勢を見せていたが、インラック政権が親族の閣僚登用で退陣に追い込まれる一方、普通選挙の廃止や人民議会の設立など反タクシン派の要求も過激化するなど、情勢の混迷が深まる中でついに16度目のクーデターを実行した（2014年タイ軍事クーデター）。クーデター後、軍が全土に戒厳令を発令、同時に憲法を停止して基本的人権を一時的に制限するとし、政府については陸軍総司令官プラユット・チャンオチャが議長を務める国家平和秩序維持評議会による軍政に移行した。治安回復を目的とする軍政は国王の支持を得て、プラユット陸軍総司令官・評議会議長が暫定首相を経て第37代首相に任命された。
反政府運動を封じる手段として報道の自由を全面制限し、タイ国内放送局の掌握、BBCワールドニュース、NHKワールドTV、NHKワールド・プレミアム、CNNなど、海外衛星放送ニュースチャンネルやケーブルテレビサービスを切断、配信させない報道管制を敷き、ソーシャル・ネットワーキング・サービスの検閲なども強化している。さらに、無期限の夜間外出禁止令を首都バンコクなどタイ全土で発動し（パタヤ、プーケットなど一部の観光地は現在解除）、許可なく外出すれば拘束や射殺もありうるとした。これ以外にも不敬罪の廃止をめぐる議論、バンコク首都圏のデモ活動に対する非常事態宣言の頻繁な発令、タイ南部のゴムプランテーションのゴム買い取り価格への不満、深南部のイスラム教反政府武装集団に対する抗争およびマレーシアに続く南本線鉄道線路の破壊、カンボジアの世界遺産であるプレアヴィヒア寺院（タイ語名「プラヴィハーン」）周辺の国境線問題において、カンボジアとの両軍同士の睨み合いによるタイとカンボジアの国境紛争などが起こっている。なお、2020年6月現在、バンコク都内は夜間外出禁止令が施行されているが、これは新型コロナウイルス感染症対策であり、政情不安によるものではない。

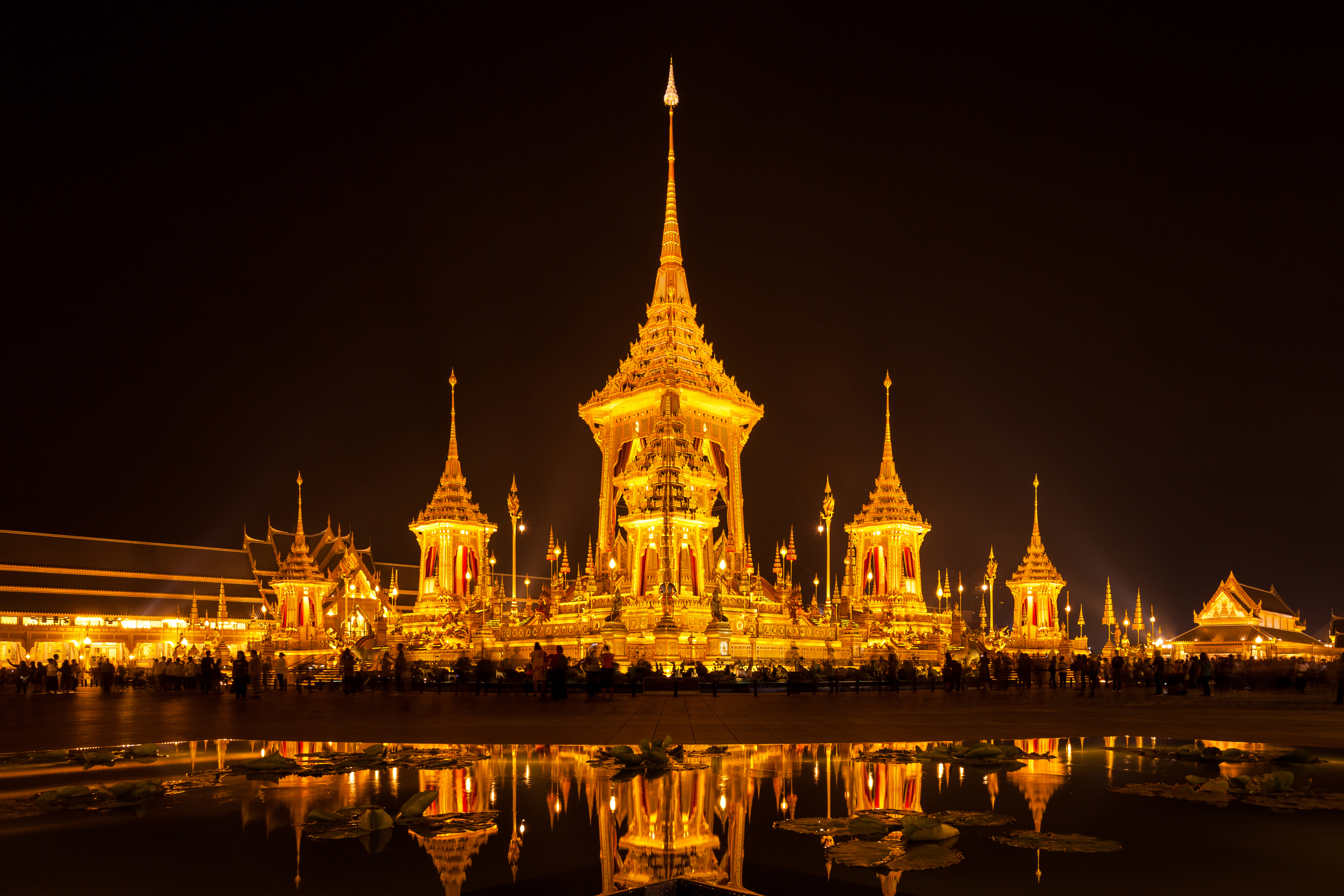
夜のラーマ9世王の火葬場

日本外務省は、バンコクには注意喚起情報を、前述当該地域（ナラティワート県、ヤラー県、パッタニー県、ソンクラー県（以上はタイ南部）およびシーサケート県（北東部））において「渡航の是非を検討して下さい」という旨の危険情報を出していた。在タイ日本国大使館は、反独裁民主戦線・民主市民連合の一員と誤解され、トラブルに巻き込まれるのを防ぐため、双方のイメージカラーである「赤色・黄色の衣服を身に着けないよう」注意喚起を行っていた。
2016年10月のラーマ9世の崩御を経て軍政による新憲法制定作業が行われたものの難航し、新国王ラーマ10世の権限が強化された新憲法が2017年4月に施行された。
2020年10月14日、学生らが2019年までの軍政の流れをくむプラユット・チャンオチャ政権の退陣を要求するデモをバンコク都内で開始。デモには、タブーとなっている王室の改革を要求し主張する集団も加わり大規模なものとなった。10月15日、政府は非常事態宣言を出したがデモは地方都市にも拡大。10月16日の集会では、治安当局がバンコクのデモ隊に放水して強制排除し始めた。

## 王室

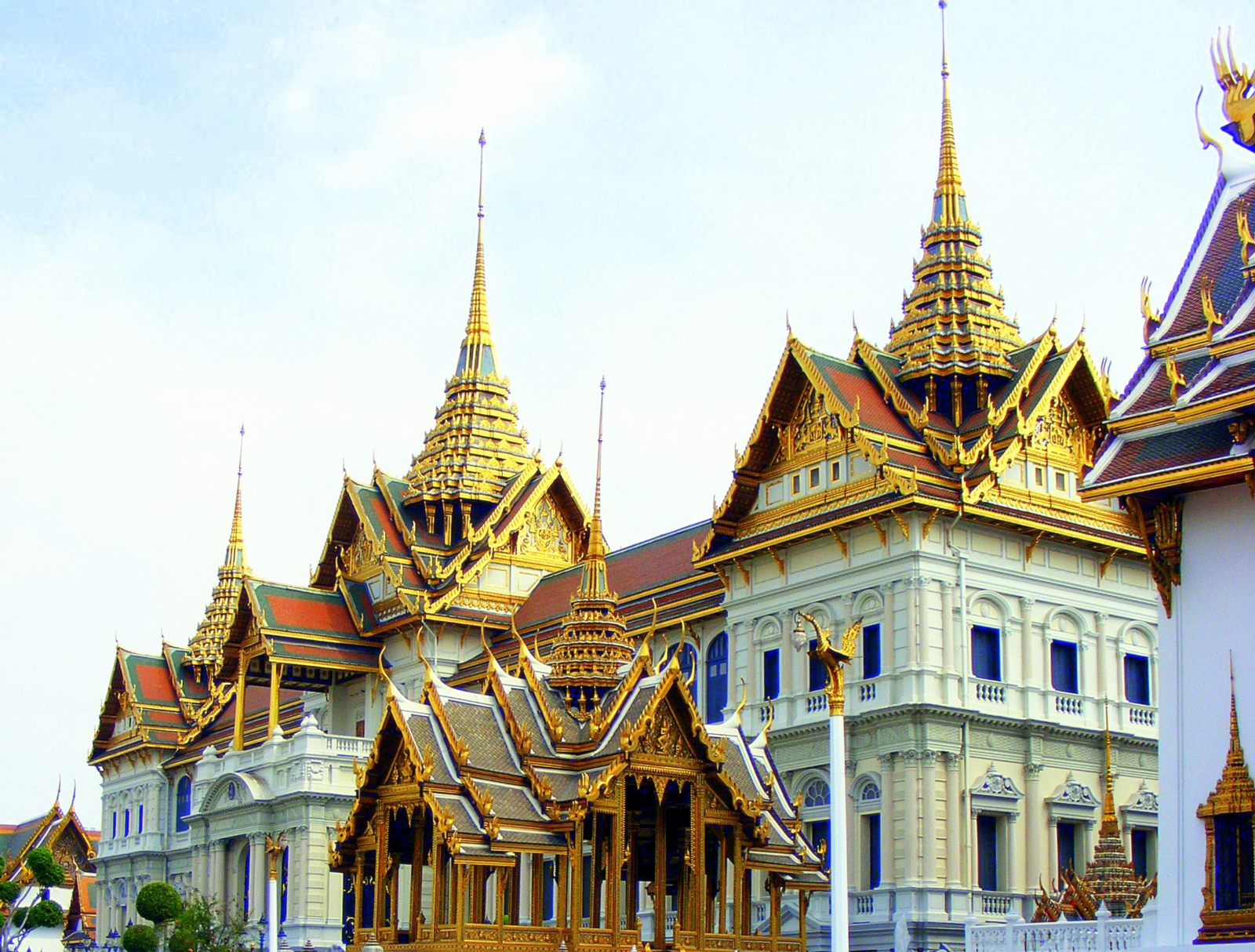
王宮

### 立憲君主制
2010年代前半までは立憲君主制をとっており、平時の国王は象徴的な存在だった。しかし、政治的な危機にあたってはしばしば国王の直接的、または間接的な介入が見られる。近年においても1992年に発生した5月流血革命の際にプーミポン国王が仲裁に入ったほか、2006年と2014年の政治危機でもタクシン派の首相の進退問題に直接介入するなど、国王の政治や国軍への影響力は極めて大きい。2017年には国王の権限が大幅に強化された新憲法が施行されている。

#### 王室改革要求
タイの民主化運動において、2020年8月のデモでは不敬罪（後述）撤廃や王室財産管理の見直しなど王室改革が提起された。これに対して同月、タイ王室を尊崇する立場から王室改革に反対し、王室と政治（の混乱・腐敗）は無関係と国民に訴える団体「タイ・パクディー」（タイ忠誠）が設立された。
2021年11月、憲法裁判所は王室改革運動自体が体制転覆に繋がるとして違憲判決を下した。

### 国王の人気
伝統的に、国民は王家に対して崇敬を払う。国王や王妃の誕生日は祝日となり、国中が誕生日を祝うお祭り状態となり、国王が誕生した「曜日の色」を着用する人が多い（前王ラーマ9世の場合は黄色、またシリキット前王妃（王太后）の色は青色、王妃の誕生日は「母の日」として母親に感謝するイベントが開催される）。また、国王や王妃の誕生日の前後には、肖像画が国中に飾られる。日常生活においても、国民の各家庭やオフィスビル、商店や屋台に至るまで、国王の写真、カレンダーや肖像画が飾られている。映画館では本編上映の前に『国王賛歌』とともに国王の映像が流され、その間観客は起立し敬意を表すのが習慣となっている。特に前国王であったラーマ9世（プーミポン・アドゥンラヤデート）は、その人柄と高い見識から国民の人気が非常に高かった。2011年には当時のラーマ9世国王が84歳になり、国王生誕から干支が7回回ったことを祝って、2015年時点では世界的に見て類のない正七角形の切手が発行された。2016年10月13日にプーミポン・アドゥンラヤデート（プミポン）国王が崩御。同年12月1日にワチラーロンコーンがタイの国王に即位した。

### 日本の皇室との交流
日本の皇室とタイの歴代王朝（アユタヤ王朝、トンブリー王朝、チャクリー王朝）はおよそ600年前から親密な関係を持っており（当時の日本は室町時代）、この皇室と王室の親密な関係が両国の緊密な関係の基礎になっている。また、秋篠宮文仁親王のほか、両国の皇室、王室メンバーの公的または私的訪問が頻繁に行われている。

### 不敬罪
21世紀に入っても不敬罪が存在する数少ない君主国であり、最近も国王を批判・侮辱する画像・動画が掲載されたことを理由にYouTubeへの閲覧アクセスが長期にわたり遮断されるなどの事例もある。
「不敬」とみなされた行為は国民・在留外国人問わず処罰対象になりうる。最高刑は1件で禁錮15年で、Facebookで王室批判を重ねた男性が2017年に禁錮35年の判決を受けた例もある。2014年クーデターで成立した軍事政権は不敬罪で98人以上を起訴したが、2018年9月以降は摘発が止まっている。これは2016年に即位したラーマ10世（ワチラロンコン国王）の意向とされ、王室への批判を避ける理由と推測されている。プラユット首相も2020年6月に「国王の慈悲」が理由と発言している。代わりに、インターネット上で王室関連の噂話などはコンピューター犯罪法（CCA）で逮捕・訴追されている。

## 政治

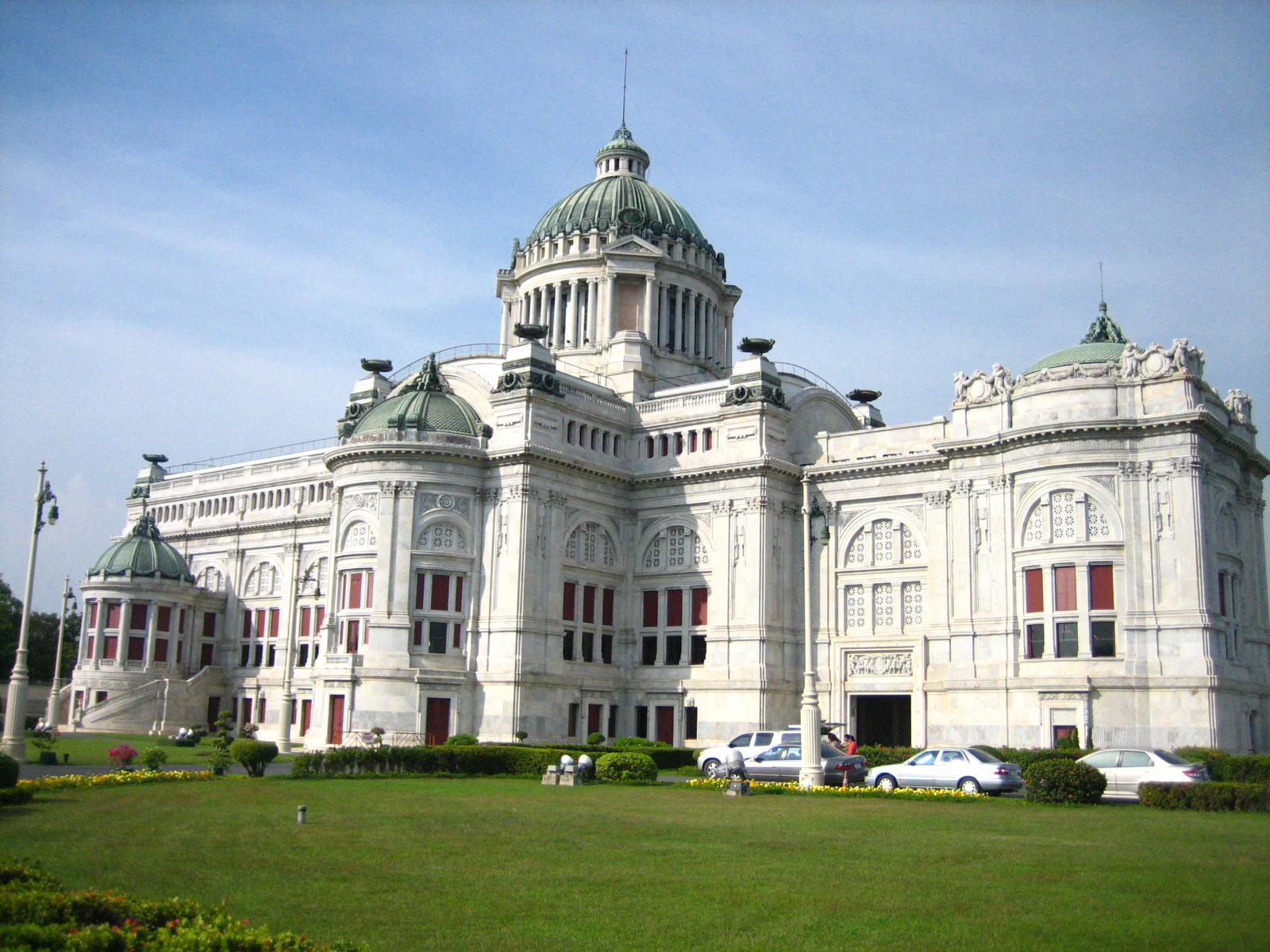
一時、国会議事堂として利用されていたアナンタサマーコム宮殿

### 国家元首

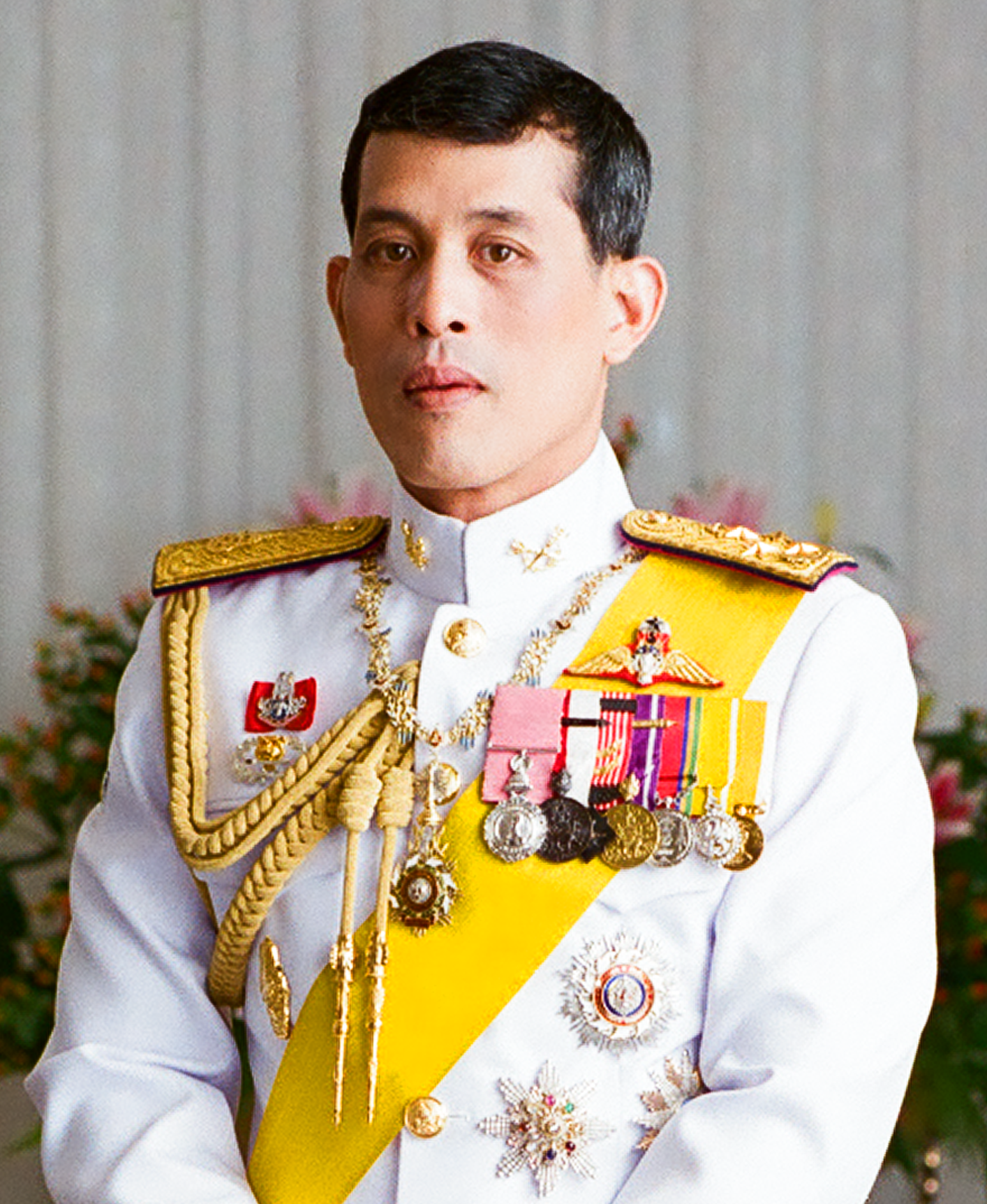
現在のタイ王国国王
ラーマ10世
（2016年10月13日 - ）

政治体制は立憲君主制であり、タイの国王は国家元首である。チャクリー王朝。その権限はタイ王国憲法により様々な制限が加えられている。2014年のクーデター以降、約5年にわたって実権はNCPO議長にあったが、2019年にNCPOが解散されたことに伴い、政府に戻された。

### 行政

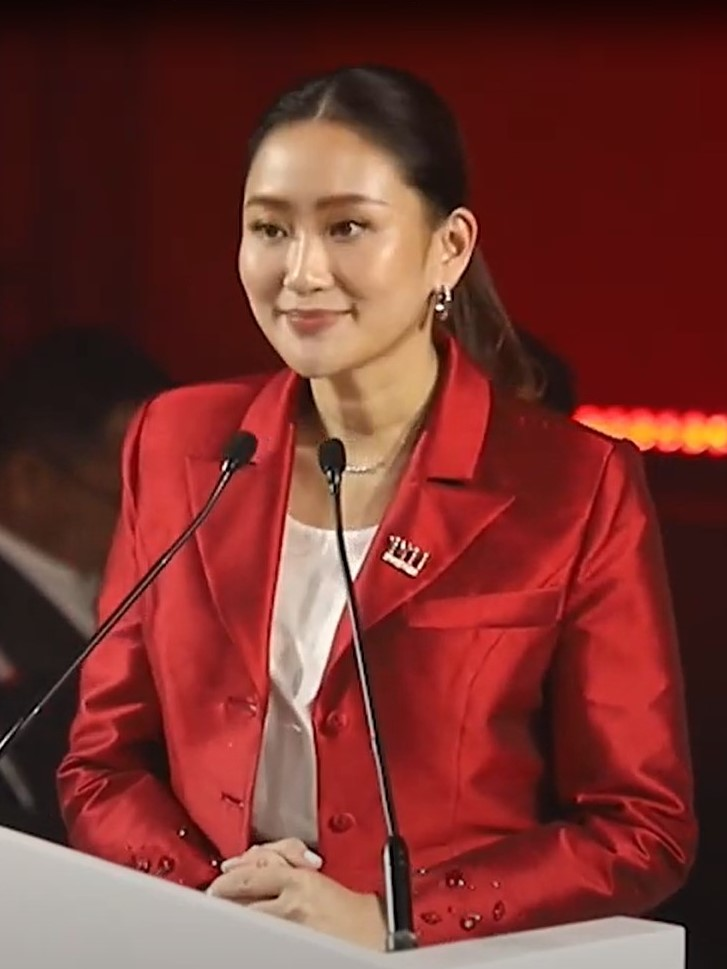
現在のタイ王国首相
ペートンターン・シナワット
（2024年8月16日 - ）

国政の最高責任者は、首相である。中央省庁には、商務省、内務省、農業・協同組合省など、約20省がある。

### 立法
タイ王国陸軍総司令官プラユット・チャンオチャが2014年に軍事クーデターを起こし、同年8月25日に首相に就任し憲法と議会を廃止して実権を掌握して以来、政党政治を禁止する軍事政権が2019年までの約5年間にわたって続いた。クーデター以降の立法府は「国家立法会議」である。チャンオチャは2018年11月に総選挙を行う見通しを表明していたが、同年1月に国民議会で選挙法施行を90日繰り延べる法律が成立し、19年2月に延期された。

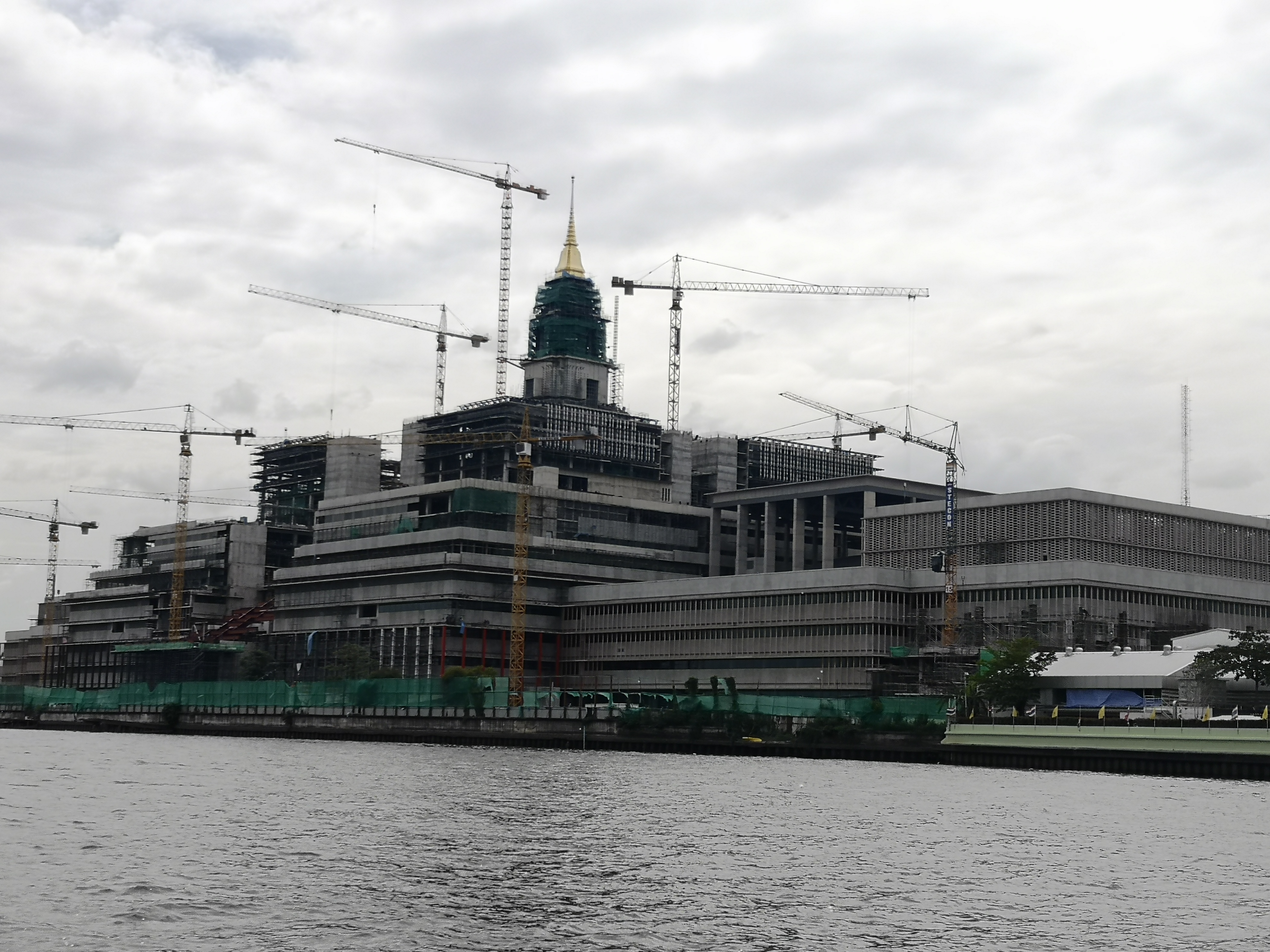
国会議事堂

立法府である国民議会は、上下二院制の議会制民主主義をとっており、ラッタサパー（รัฐสภา）と呼ばれる。議会は500議席からなるサパー・プーテーンラーサドーン（สภาผู้แทนราษฎร）と呼ばれる民選の人民代表院（下院）と、150議席（2007年から1県1人の77人が民選、残りは任命制）からなるウッティサパー（วุฒิสภา）と呼ばれる元老院（上院）で構成される（2014年のクーデターにより上院は解散。2017年の新憲法により定員は200人、ただし新憲法以降期間の5年間は定員250人）。人民代表院の任期は4年で再選可、元老院は6年で1期のみである。首相は人民代表院から選出され、元老院には法律の発案権はない。
前回選挙は、2023年5月14日に投票が行われ、ピター・リムジャロェーンラット率いる前進党が第一党となったが、ピターの父親の資産問題が露見すると、国会はピターの首相指名を拒否したために与党の座は第二党であったペートンターン・シナワット率いるタイ貢献党にわたり、首相には同党首相候補のセター・タウィーシンが就任した。しかし翌2024年4月に実施した内閣改造において憲法で規定されている政治倫理上の問題が指摘され、同年8月14日に軍の影響下にある憲法裁判所より任命責任を認定され同日失職した。

### 司法
司法権はサーンディーカー（ศาลฎีกา）と呼ばれるタイ最高裁判所が持つ。なお、最高裁判所の裁判官は全て国王による任命制である。

### 反政府勢力・差別
深南部三県では一部のマレー系住民が以前から離反の動きを見せていたが、近年は状況が悪化し、パタニ解放戦線などの組織がパタニ王国の復興を大義名分にして、反政府活動を行う動きが出ている。南部のマレー半島へはかつてアユタヤ朝が併合を目指して侵攻したものの、明と結んだマラッカ王国によりこの企図を放棄したものである。
タイ東部・北部ではかつて少数民族による共産ゲリラの反政府活動が活発であったが、1980年代に入りこれらの活動はほぼ沈静化している。
差別は残っているものの同性愛や女装などの異性装および性転換などに寛容であり、ニューハーフが多いことでも有名である。性転換手術も合法であり、海外から性転換手術を希望する患者を多く受け入れている。
しかし、仏教国のタイでも少数民族への差別は少なくない。タイ東北部のイーサーン人やラオ族は、タイ中央部の人から差別や偏見をされており、特に標準語を話せないタイ東北部の人は差別の対象となっている。
また、タイは歴史的に英仏の緩衝地帯とされ、植民地にされたことが一度もなく、現在でも周りのインドシナ半島の国より豊かなため、タイ人はラオス人やカンボジア人に対して愛国心を露わにすることがある。しかし、このような性格と行為は現代の若者に多く見られ、年配の人にこういったことはあまり見られない。

## 国際関係・外交

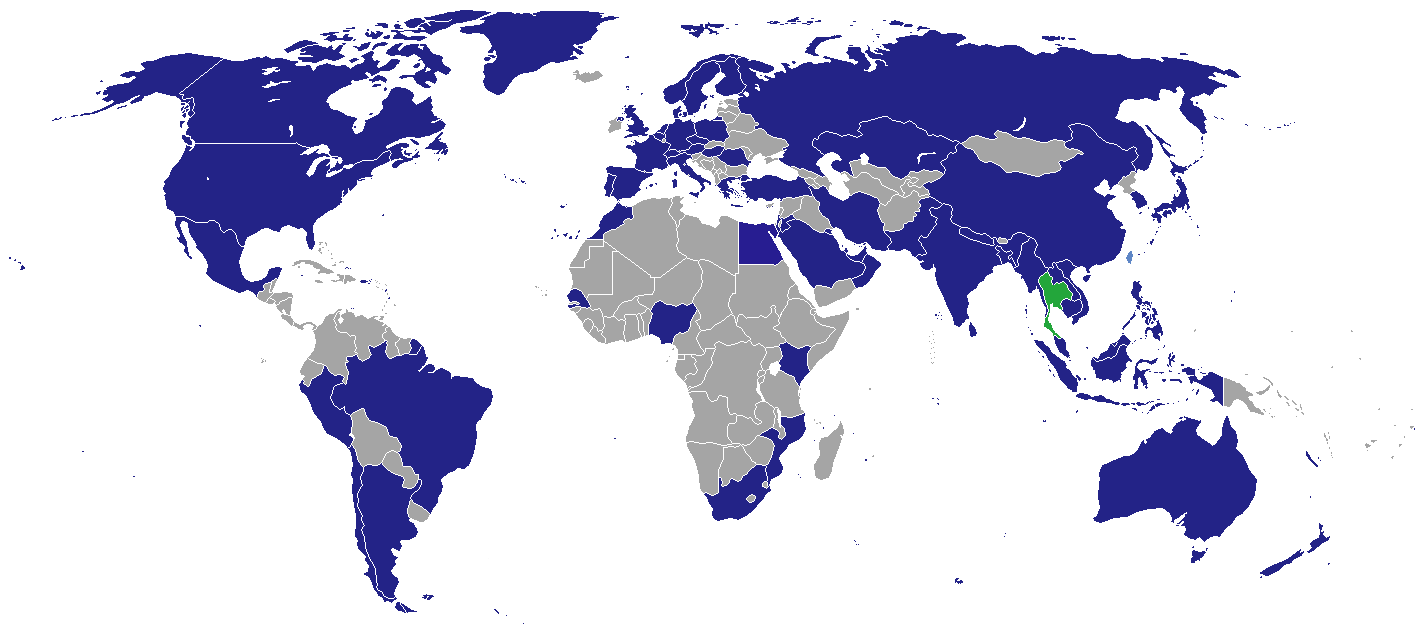
タイ王国が外交使節を派遣している諸国の一覧図

冷戦期にはアメリカとの同盟を基調とした西側戦略であったが、伝統的に柔軟な全方位外交を展開・維持しており、ASEAN諸国との連携、日本や中華人民共和国、マレーシアといった近隣主要国との協調を外交の基本方針としている。
しかし、2014年にクーデターによって軍事独裁政権が樹立されて以降、タイは中国との関係を急接に深めるようになった。タイの軍事政権に対して、日本や欧米諸国は、クーデターを非難して距離を置いているが、中国は軍事政権を支持し、タイとの関係強化の姿勢を鮮明にした。
タクシン首相時代は、東南アジアの近隣国との関係強化、主要各国との自由貿易協定（FTA）締結を進める経済中心外交を行い、「アジア協力対話」（Asia Cooperation Dialogue：ACD）」を提唱するなど地域の核となる立場を目指し、2008年7月から2009年12月までASEANの議長国を務めることが決まった。

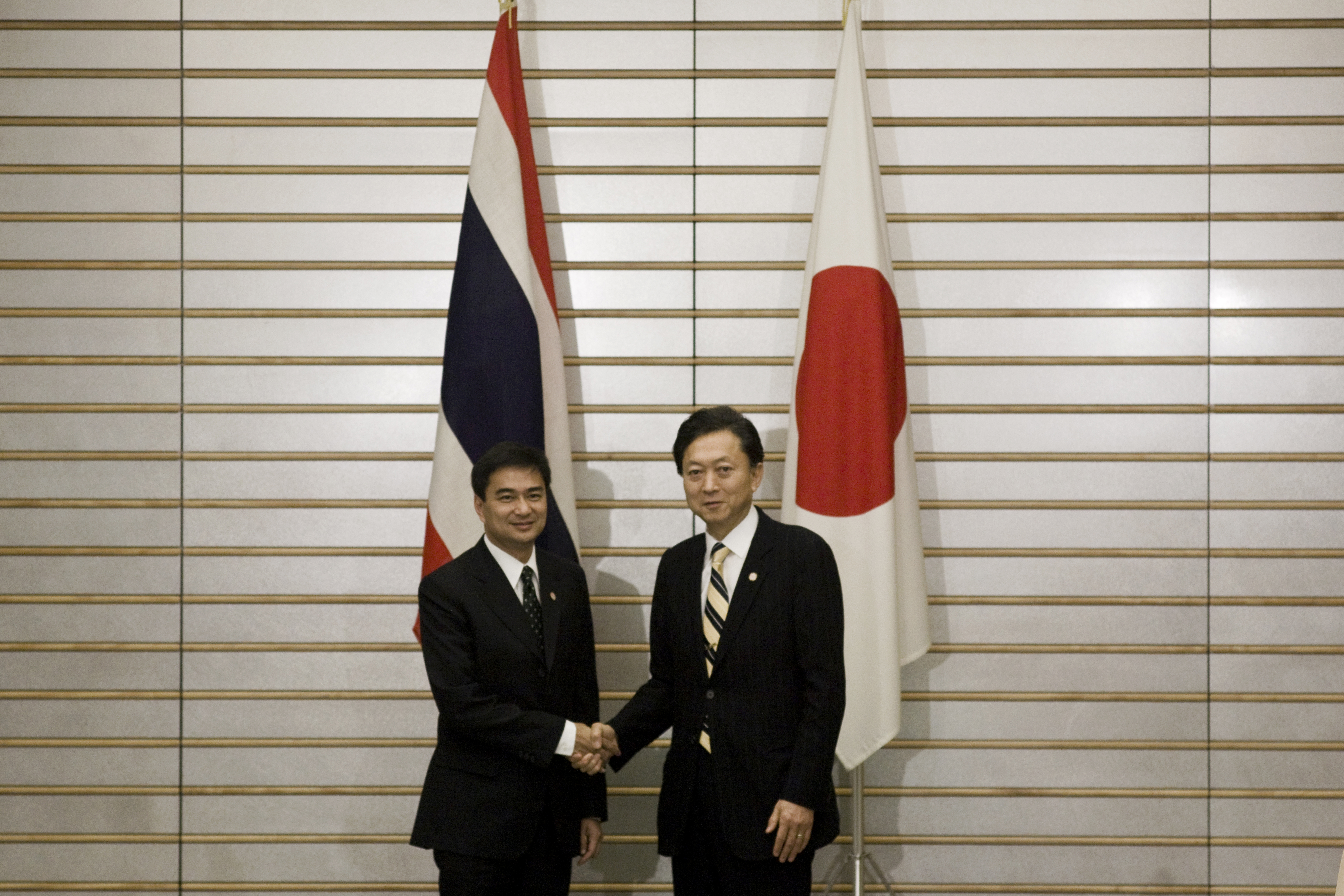
2009年11月8日、日本国首相鳩山由紀夫とタイ王国首相アピシット・ウェーチャチーワ(左)

2009年4月9日から12日まで東南アジア諸国連合関連の一連の首脳会議（ASEAN+3）がパタヤで予定されていたが、11日、タクシン元首相派団体である反独裁民主戦線（赤シャツ集団）などのアピシット政権に抗議するデモ隊の会場乱入により、中止に追い込まれた。一時は地域一帯に非常事態宣言が発令された。
2010年8月、カンボジアとの国境にあるプレアヴィヒア寺院（タイ語：プラヴィハーン）遺跡付近の領有をめぐって対立が再び激しくなる。その発端となったのは、反タクシン派団体である民主主義市民連合（PAD）がバンコクで2010年8月7日に開いた集会で、政治混乱による国民の不満を外にそらすため、強烈な国粋主義・民族主義に基づく、露骨な強硬外交を掲げたアピシット首相が「外交と軍事両方の手段を使う」と発言したことによると同国メディアは報じている。アピシット首相は世界遺産条約からの脱退を発表していた。
2011年には、カンボジアの攻撃を強行し、住民を巻き込んだタイとカンボジアの国境紛争を引き起こした。この紛争により、双方の兵士や住民ら30人近くが死亡し、100人以上が負傷した。寺院遺跡付近で国境紛争が続いたが、タクシン派のタイ貢献党が与党となるとカンボジアとの和解が進んだ。また、世界遺産条約からの脱退は撤回された。もっとも、国境紛争が収束に向かっている現在も、日本の外務省はタイ・カンボジア国境付近の危険情報を出し続けている。

### 日本

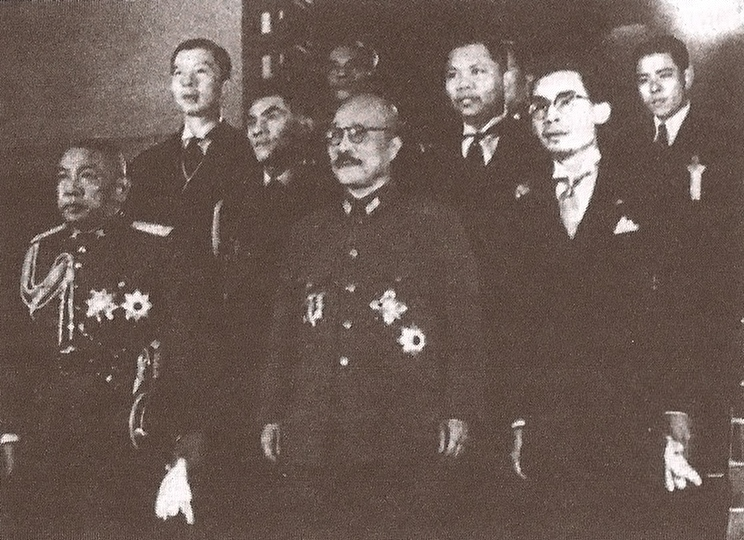
プラヤー・パホンポンパユハセーナー(左端)、東條英機(中央)。1942年、東京での日泰攻守同盟条約調印。

タイと日本は、どちらも国家指導者レベルで長い関係を築いており、両国民間の関係も深い。なおかつ、立憲革命の際は当時有効だった大日本帝国憲法（明治憲法）が参考にされ、そのうち国王制や立法府制度などの根幹は21世紀に入ってからも形を変えつつ維持されるなど、事実上明治憲法の理念を共有した兄弟国であるとも言える。
アユタヤ王国時代、山田長政はソンタム王の治世中にアユタヤを訪れ、ナコンシータマラートの知事に任命され、後にそこで死去した。
1900年、ラーマ5世はインド北部で発見され、シャムに譲渡された仏舎利の一部を分与する際、仏教国としてビルマ（ミャンマー）、セイロン(スリランカ)に加え、日本にも分与された。日本へ譲られた遺骨を納めるために創建されたのが覚王山日暹寺（現在の覚王山日泰寺）である。
大東亜戦争（第二次世界大戦）中、タイ政府は大日本帝国と同盟関係にあった。帝国陸軍が首都に入り、いくつかの役所を使用した。また、タイ政府は日本軍にミャンマーとインドへの鉄道敷設を許可する一方で、バンコクはイギリス空軍を主力とする連合国の空襲に晒された。
1942年には日泰文化協定が締結され、柳沢健を館長に日泰文化会館がバンコクに建設されることになったが、日本の敗戦により完成しなかった。その後、この構想はタイ・ジャパニーズ・スタジアムなどを含むバンコクユースセンターとして実現した。
タイにおける在留邦人は81,187人（2020年10月）、タイへの日本人渡航者は約35万人（2020年）、泰日協会学校生徒数は2,350人、シラチャ日本人学校生徒数448人（2021年4月）に上り、世界有数の在留邦人社会を有している。一方、日本における在留タイ人は54,409人（2021年12月）、日本へのタイ人渡航者は年間約22万人（2020年）に上る。
タイは親日国という評価が多数あり、アサンプション大学ABACポール研究所が実施した世論調査によると、タイ人が一番好きな国は日本である。

古くは、ラーマ9世が秋篠宮文仁に対して「我が子と同様」との言葉を使い懇意にしてきた。

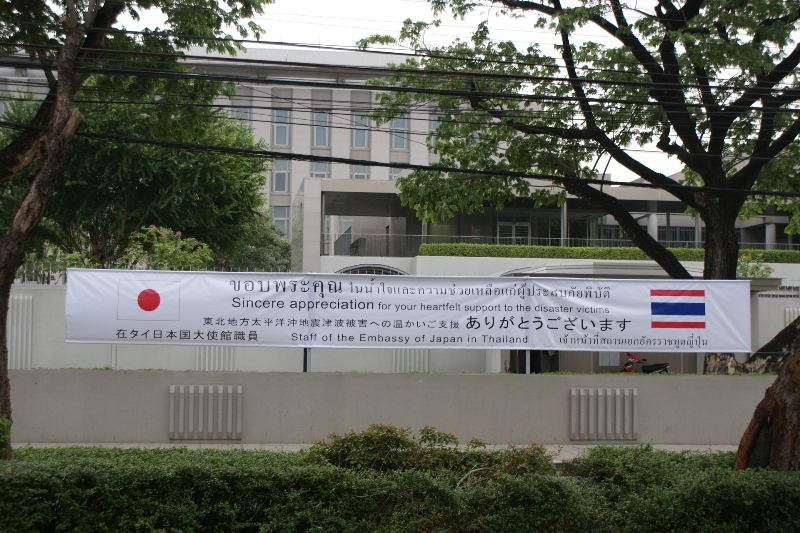
在タイ日本国大使館の職員有志が、日本への支援を感謝するバナーを掲げた。

2011年（仏暦2552年／平成23年）3月11日に日本で発生した東日本大震災（東北地方太平洋沖地震）に際して、タイ政府は日本へ食料支援をしている。また、日本への応援イベント"Thai For Japan"を企画し、国民議会の名の下に4億バーツの資金調達があった。さらに、タイ政府は1万5000トンの米と2億バーツの津波被害者支援予算を承認した。同年3月31日、大震災の被災者に向けてタイ国民が義援金などの支援を提供してくれたことに対し、在タイ日本国大使館は感謝を伝える半ページの広告を地元紙に出した。大使館によると、新聞社側の善意で無料で掲載された。広告は日本とタイの国旗をあしらい、日本語、タイ語、英語で「日本国民への温かいご支援・ご声援ありがとうございます」と書かれている。バンコク首都府パトゥムワン区の大使館本館前にも同様のメッセージを書いた横断幕を掲げており、大使館が約5万バーツを出し合って作成したが、業者は「料金は要らない」と言っているというが、大使館広報文化部は「これは払わせてもらうつもり」と話している。
2018年（仏暦2561年／平成30年）3月10日、旧同盟通信社の後継団体でもある新聞通信調査会が発表した、アメリカ、イギリス、タイ、中国、韓国、フランスの6カ国の市民それぞれ約1000人を対象に実施した世論調査の結果で、タイの対日好感度が6カ国中最も高く、98.3%だった。さらに、「日本を信頼できる」と回答した人の割合もタイが最も多く96.2%だった。
2019年（仏暦2562年／平成31年）4月1日、タイ王室が日本の皇室ともゆかりの深いタイでは、日本政府が新元号「令和」を公表したことをタイメディアは次々と報じ、『マティチョン』は「日本政府が新たな元号『令和』を発表し、5月1日から使われる」と伝え、内閣官房長官菅義偉が発表した際の写真も掲載した。

## 軍事

### 規模

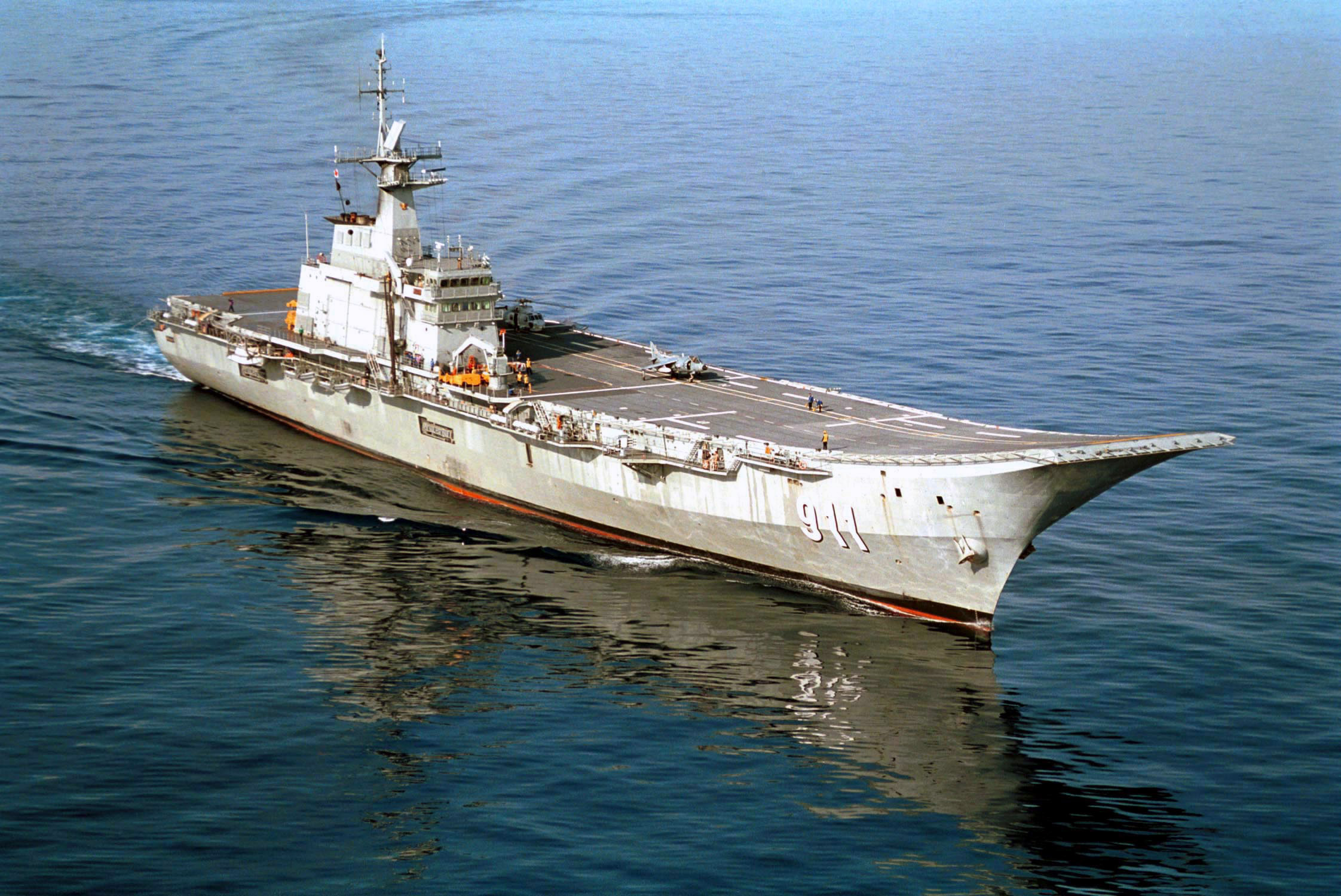
海軍の航空母艦チャクリ・ナルエベト

タイ王国軍の正規兵力は30万6,600人（陸軍19万人、海軍7万600人、空軍4万6,000人）で、男性は徴兵制による2年間の兵役の義務を有する。陸海空のいずれに配属（もしくは徴兵免除）されるかはくじ引き（黒票：免除、赤票：兵役）で決まるが、徴兵を逃れるための賄賂はまだ頻繁に行われている。この中で最も厳しいのが海軍であり、中には海軍のくじを引き当てただけで卒倒してしまう者もいる。また、海軍は慢性的に人員が不足しており、相当数が服役囚をもって充当されているが、それでも艦艇の乗組員の定数は70%程度しか満たされていないという。
他に予備役20万人が存在する。なお、年間の軍事予算は2003年に19億ドルを計上した。

#### 近年の動向
2003年10月から1年間、アメリカに同調してイラクに工兵や医療部隊を中心に派兵した。また、2008年10月に国境問題を抱えるカンボジアとの間で小規模な衝突が2回起きた（プレアヴィヒア寺院#カンボジアとタイの国境問題）

#### 政治への介入
第二次世界大戦後、2006年までに発覚した未遂を含めて16回ものクーデターを計画・実行するほど、軍上層部の政治志向は強い。
2006年9月に起きたタイ王国陸軍のソンティ・ブンヤラガリン大将率いる陸軍と警察による無血クーデター以降、2007年に民政復帰するまで、陸軍が中心となった「民主改革評議会」が指名した元陸軍司令官で枢密顧問官を務めたこともあるスラユット・チュラーノン首相率いる、事実上の軍事政権によって国家運営が行われた。
2014年には軍事クーデターを決行し、プラユット将軍率いる軍事独裁政権が樹立された。

### 情報機関
国家安全保障会議や国家情報局が主な情報機関となっている。
他には国家警察庁をはじめ、国防省や各軍の情報部が同国における防諜・治安組織として機能している面を持つ。

## 地理

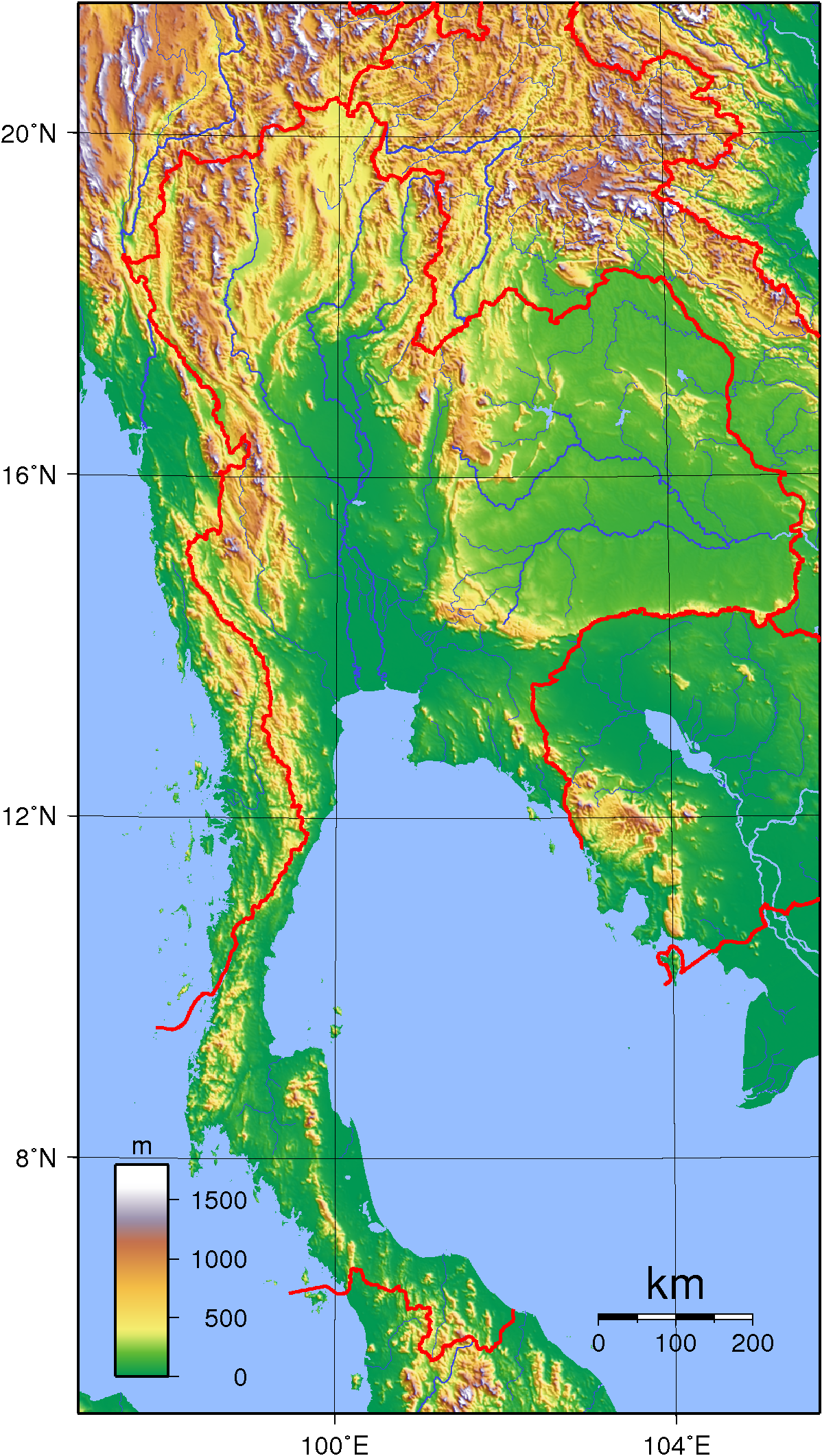
地形図

タイは大きく4つの地域に分けられ、その地域ごとに様々な顔を見せる。
北部は山岳地が広がり比較的涼しい気候である。タイ国内最高峰であるドーイ・インタノン（2,576メートル）もこの地域にある。
東北部はほぼ全域にコーラート台地が広がる。雨量が少なく農作物が育ちにくい環境にあり、貧困地域の代表格にもなっている。
中央部にはチャオプラヤー川が形成したチャオプラヤー・デルタと呼ばれる豊かな平地が広がり、世界有数の稲作地帯を作り出している。
チャオプラヤー川は、ナーン川とピン川が交差する地点、ナコーンサワン県で始まる。ピン川の水量が多い。

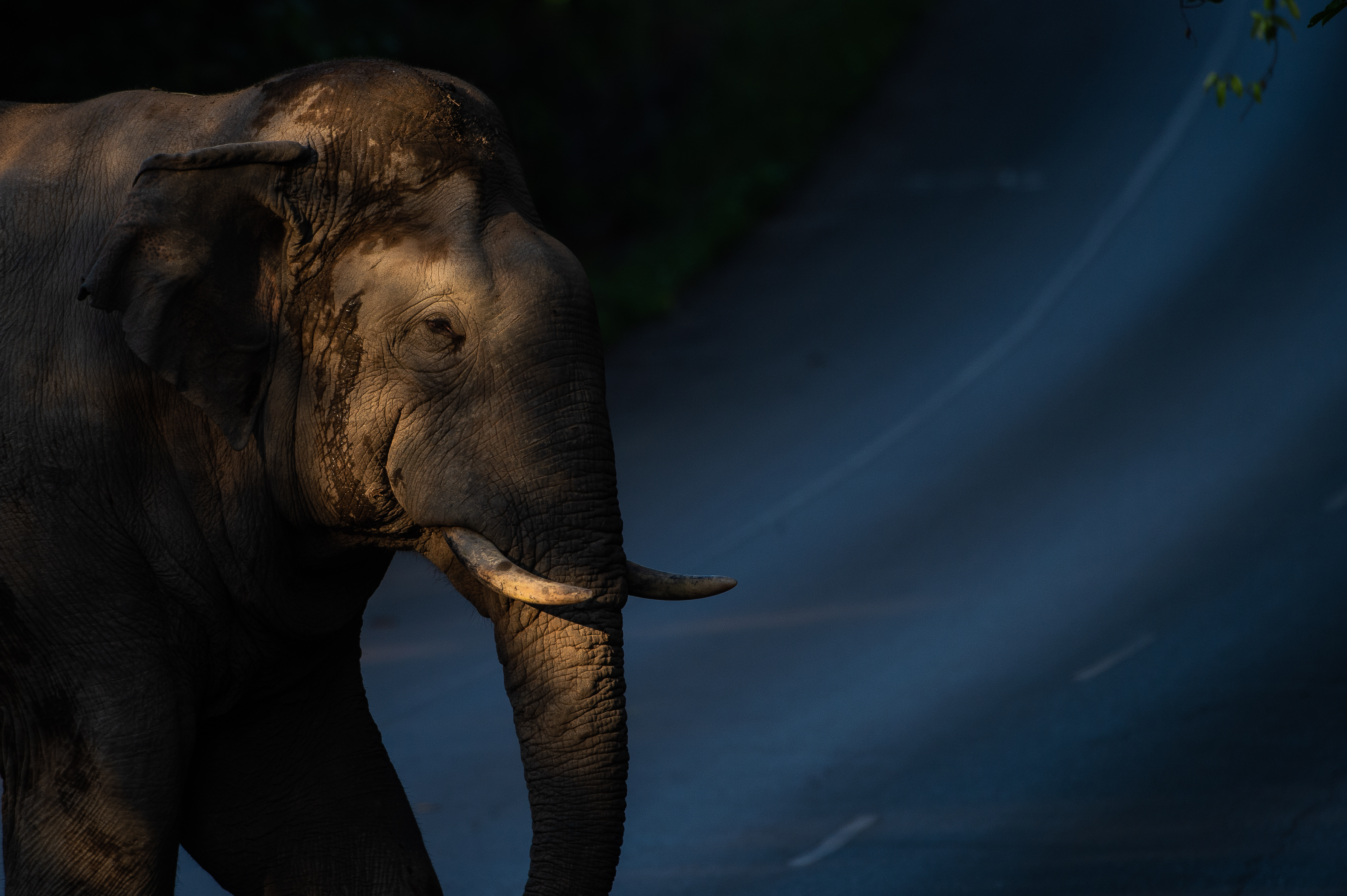
ゾウ

チャオプラヤー川流域の県は、バンコクの外、ウタイターニー県、チャイナート県、シンブリー県、アーントーン県とアユタヤ県である。チャイナート県でターチン川とチャオプラヤー川に二分され、ターチン川はチャオプラヤー川と平行に流れた後、サムットサーコーン県から、チャオプラヤー川はサムットプラーカーン県からタイランド湾に至る。
南部はマレー半島の一部でもあり、ゴムノキの畑などが広がるほか、近年までスズの採掘が盛んであった。また、雨期が中央部よりも長いことでも有名である。タイ政府は南部においてマレー半島大運河計画（クラ地峡運河開発計画）を提起しているが、いまだ検討中である。
- タイランド湾
- チャオプラヤー川 - タイ中央部を流れる大河。首都バンコクにも流れている。
- メコン川 - ラオスとの国境に流れる大河川。
- プーケット島 - タイ西部アンダマン海に浮かぶ国際的なリゾート地。
- ピーピー島、サムイ島、パンガン島、タオ島、チャーン島、サメット島など。

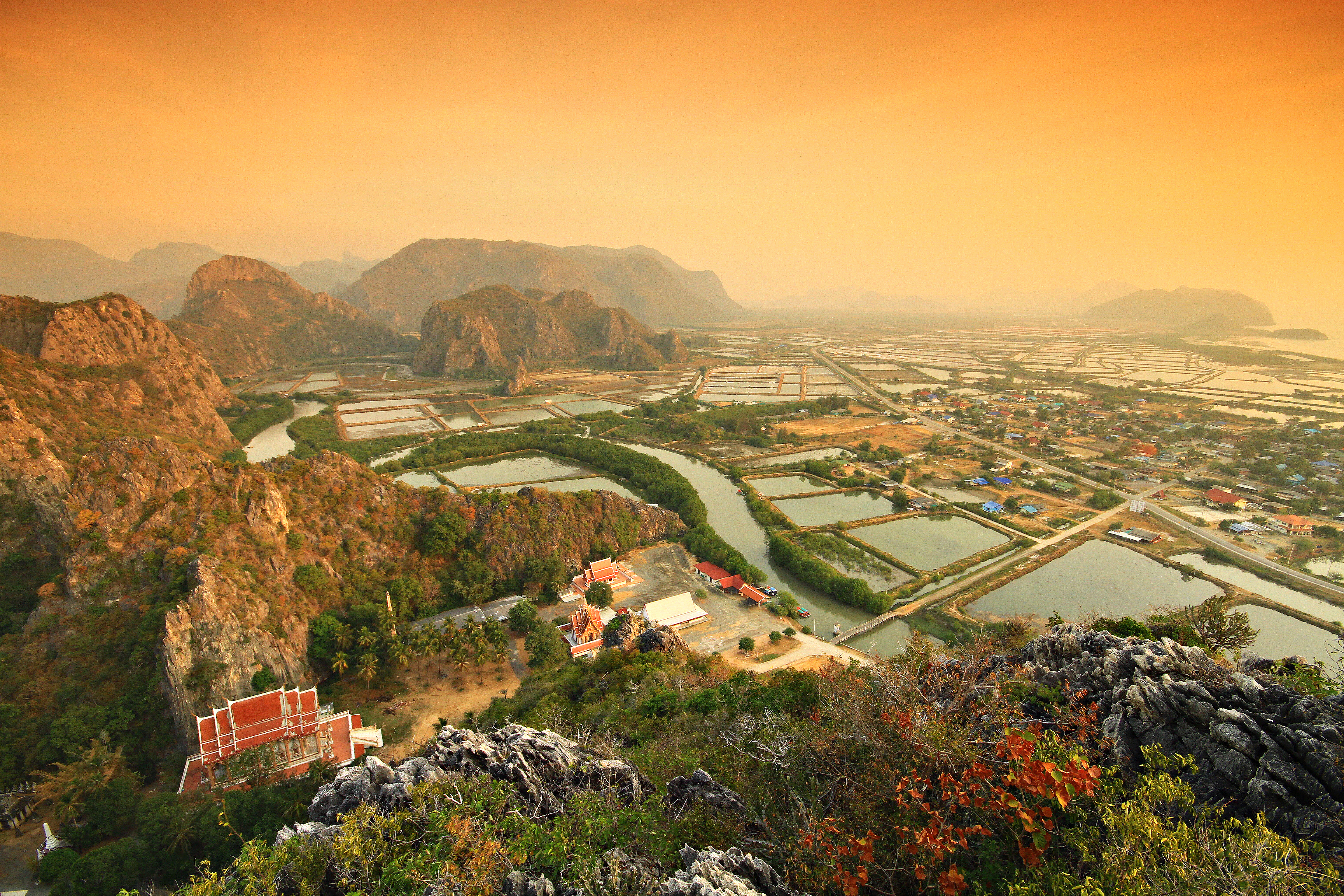
タイ西部
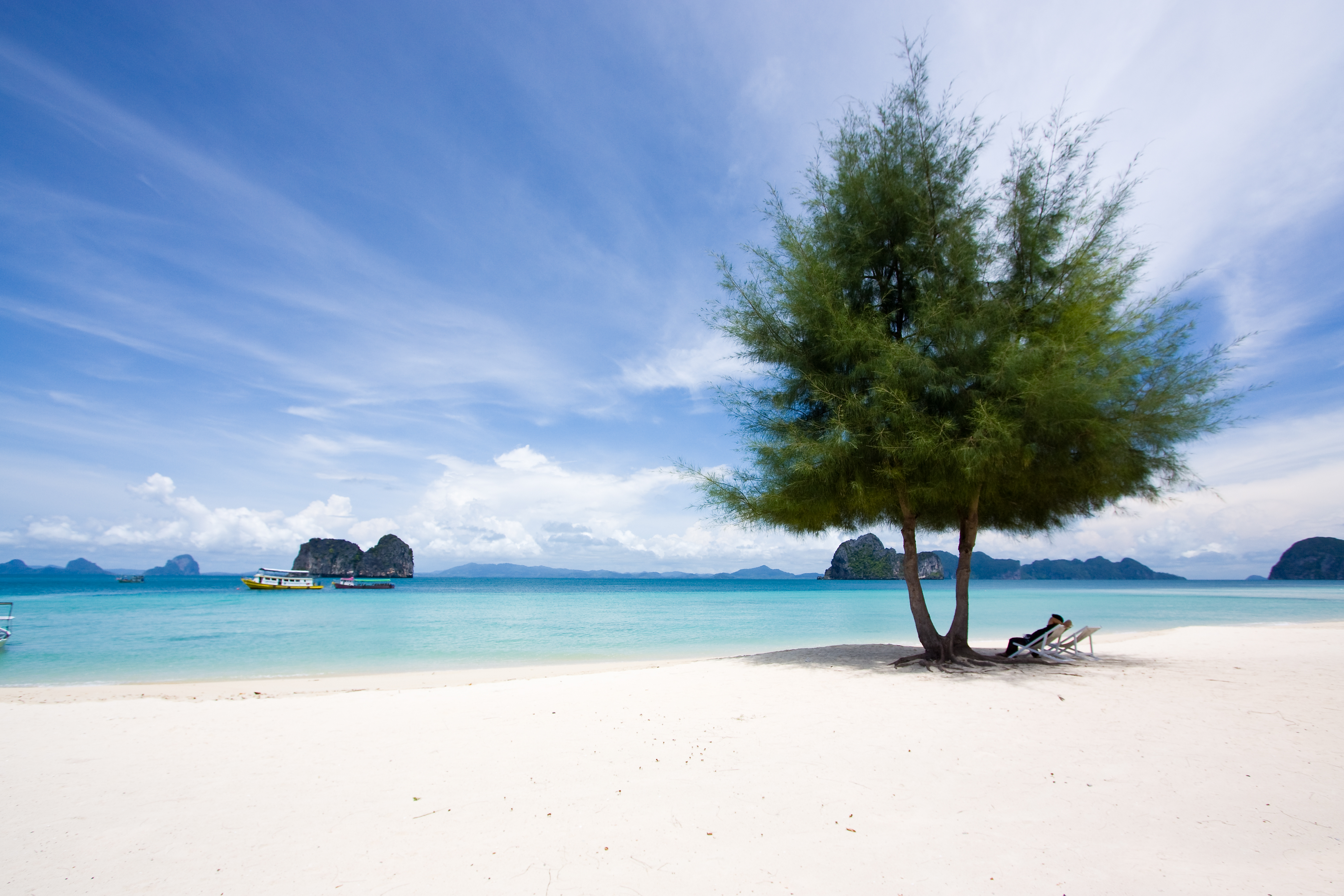
タイ南部
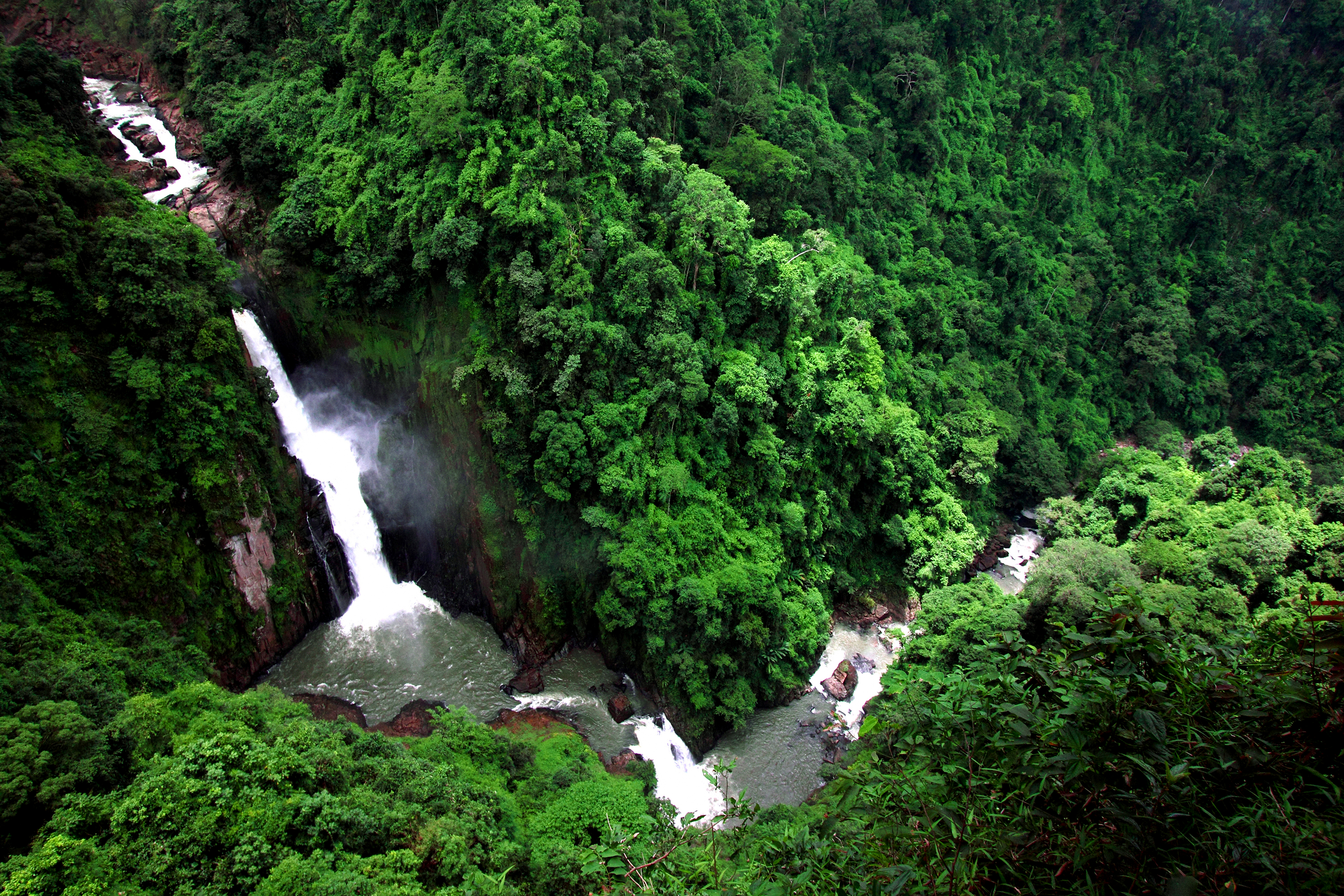
タイ北東部
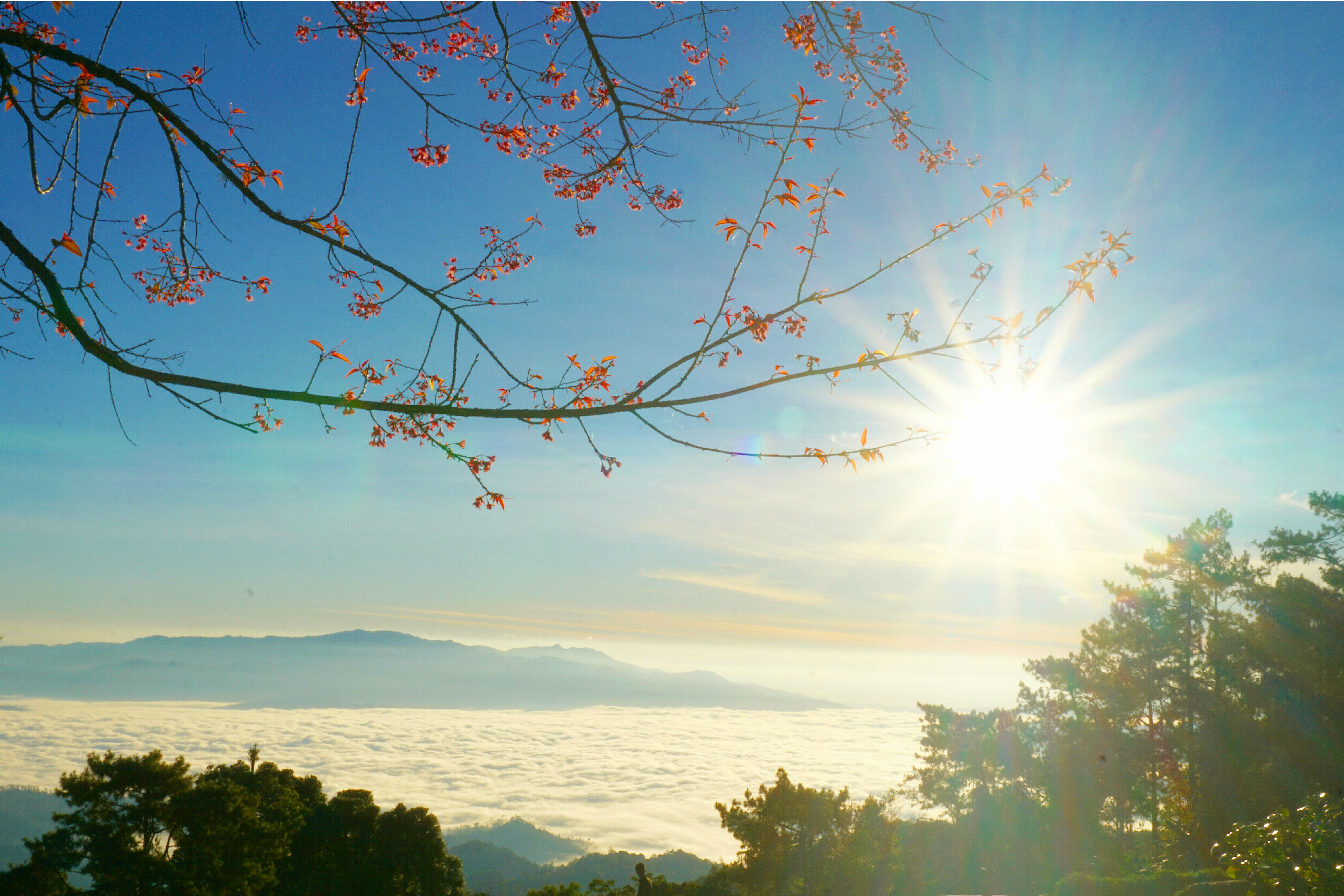
タイ北部

### 気候
タイの気候はケッペンの気候区分では熱帯性に分類され、モンスーンの影響が大きい。5月中旬から10月頃にかけては空気が湿り、生暖かく、スコールなどを特徴とする雨季に見舞われる。北部および中部では、8月から10月にかけて降雨量が多く、しばしば洪水が引き起こされる（タイ洪水 (2011年)など）。その後、11月から3月中旬までは雨が少なく、比較的涼しい乾季となり、12月頃に寒さのピークを迎える。タイ北部の山岳地帯では降雪もある。また、バンコクでも年によっては最低気温が20度を下回ることがある。3月から5月にかけては暑季と呼ばれる非常に暑い気候となる。ただし半島部東海岸は年間を通じて降水量が多く、気温も高い。

## 地域区分
76県と首都府バンコク都に分かれている。
北部
ウタイターニー県 - ウッタラディット県 - カムペーンペット県 - スコータイ県 - ターク県 - チエンマイ県 - チエンラーイ県 - ナーン県 - ナコーンサワン県 - パヤオ県 - ピッサヌローク県 - ピチット県 - プレー県 - ペッチャブーン県 - メーホンソーン県 - ラムパーン県 - ラムプーン県
中部

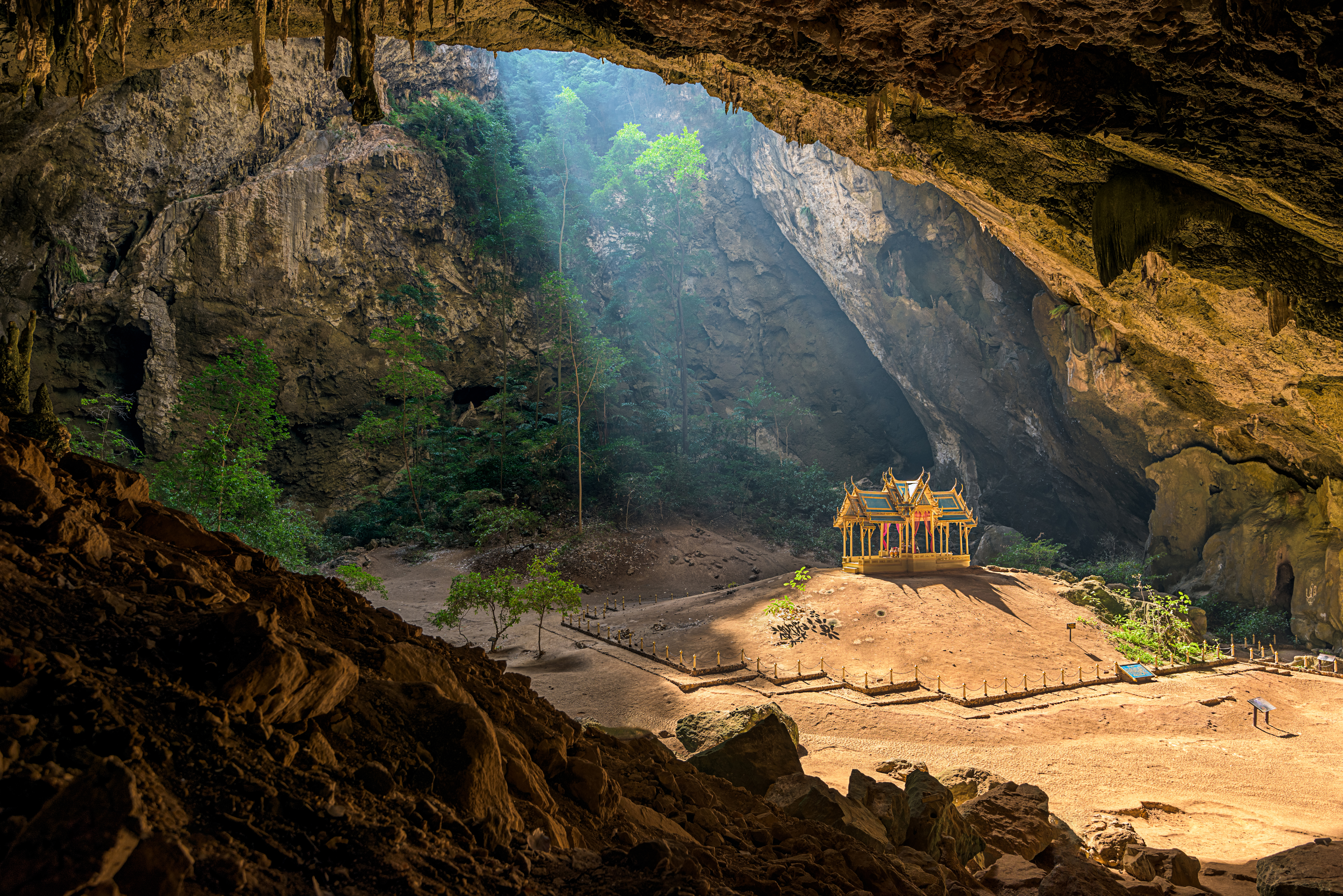
プラヤー ナコーン洞窟、プラチュワップキーリーカン県。

アーントーン県 - アユタヤ県 - カーンチャナブリー県 - サケーオ県 - サムットサコーン県 - サムットソンクラーム県 - サムットプラーカーン県 - サラブリー県 - シンブリー県 - スパンブリー県 - チャイナート県 - チャチューンサオ県 - チャンタブリー県 - チョンブリー県 - トラート県 - ナコーンナーヨック県 - ナコーンパトム県 - ノンタブリー県 - パトゥムターニー県 - バンコク都 - プラーチーンブリー県 - プラチュワップキーリーカン県 - ペッチャブリー県 - ラーチャブリー県 - ラヨーン県 - ロッブリー県
東北部
アムナートチャルーン県 - ウドーンターニー県 - ウボンラーチャターニー県 - カーラシン県 - コーンケーン県 - サコンナコーン県 - シーサケート県 - スリン県 - チャイヤプーム県 - ブリーラム県 - ナコーンパノム県 - ナコーンラーチャシーマー県 - ノーンカーイ県 - ノーンブワラムプー県 - ブンカーン県 - マハーサーラカーム県 - ムックダーハーン県 - ヤソートーン県 - ルーイ県 - ローイエット県
南部

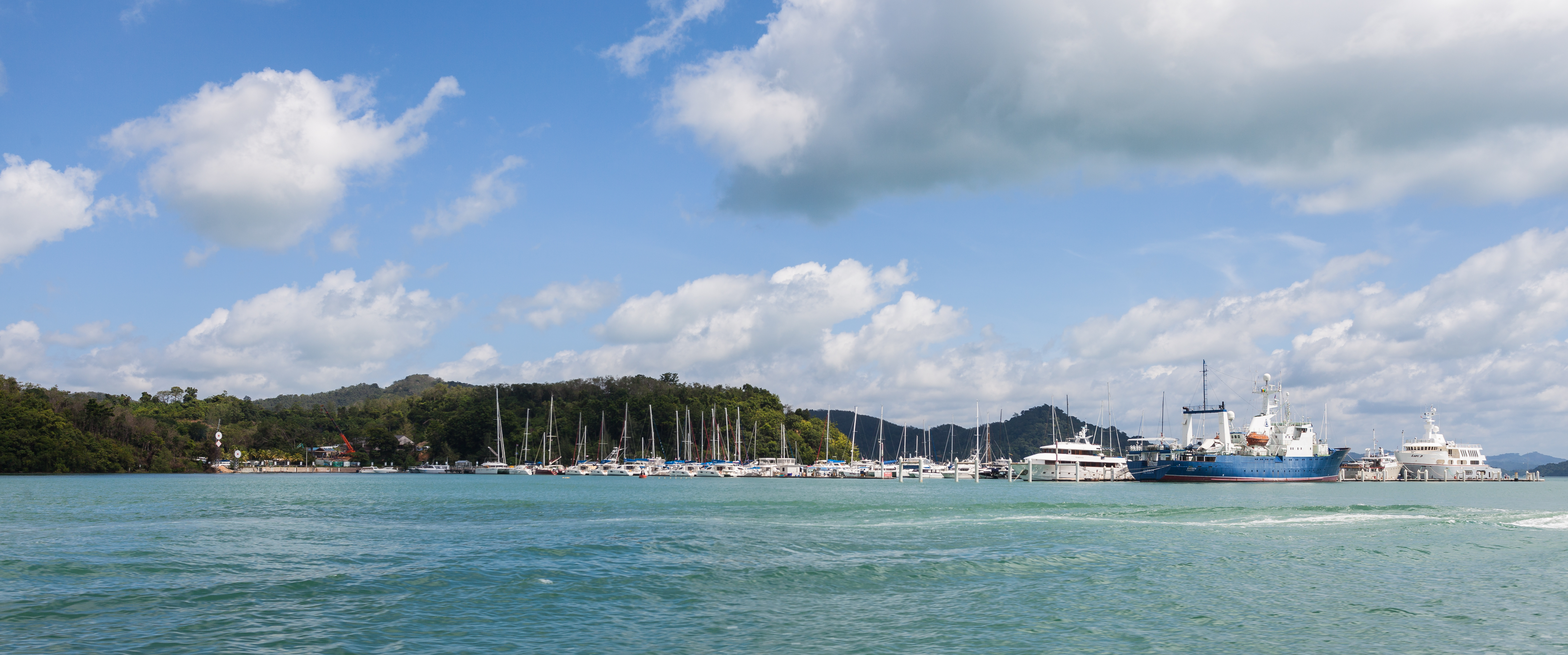
港、プーケット県

クラビー県 - サトゥーン県 - スラートターニー県 - ソンクラー県 - チュムポーン県 - トラン県 - ナコーンシータンマラート県 - ナラーティワート県 - パッターニー県 - パッタルン県 - パンガー県 - プーケット県 - ヤラー県 - ラノーン県
参考:チャンワット

### 主要都市
以下の都市は人口5万人以上を有し、3,000人/km2の人口密度を持つ市街地（いわゆるテーサバーンナコーン）を有する郡（アムプー）を記載する。
- アユタヤ - ウボンラーチャターニー - ウドーンターニー - サムットプラーカーン - サムットサーコーン - スラートターニー - ソンクラー - コーンケーン - チエンマイ - チエンラーイ - トラン - ナコーンサワン - ナコーンシータンマラート - ナコーンパトム - ナコーンラーチャシーマー - ノンタブリー - パーククレット - ハジャイ- ピッサヌローク - プーケット - ヤラー - ラムパーン - ラヨーン

また、以下は経済的な発展のため特殊な法律によって自治が許されている地域である。
- バンコク - パッタヤー

## 経済

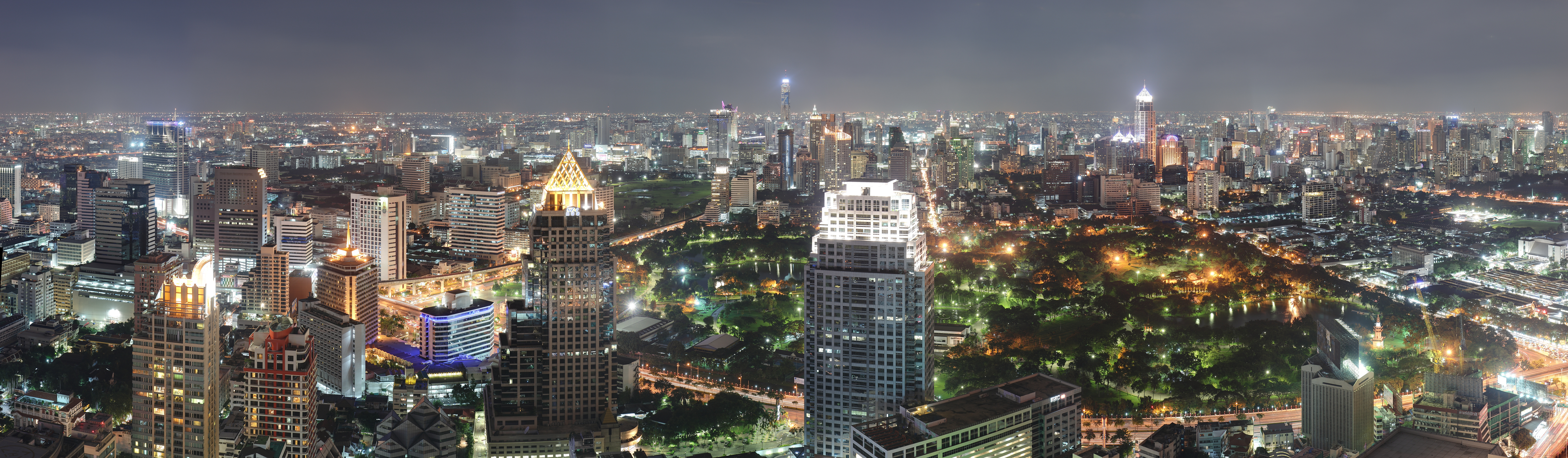
バンコクはビジネス、文化、政治などを総合評価した世界都市格付けで41位の都市と評価された

### 高度経済成長
経済の安定や外国企業の積極的な進出を背景にした1980年代以降の高度経済成長はすさまじく、1985年から1995年にかけての10年間、タイは年間平均9%の経済成長率を記録した。しかし、アジア通貨危機（1997年）によって経済は停滞した。この際にタイは1ドル/25バーツに固定していた固定相場制を廃止。1998年1月には1ドル/56バーツにまで値下がり、経済規模は10.2%も悪化した。

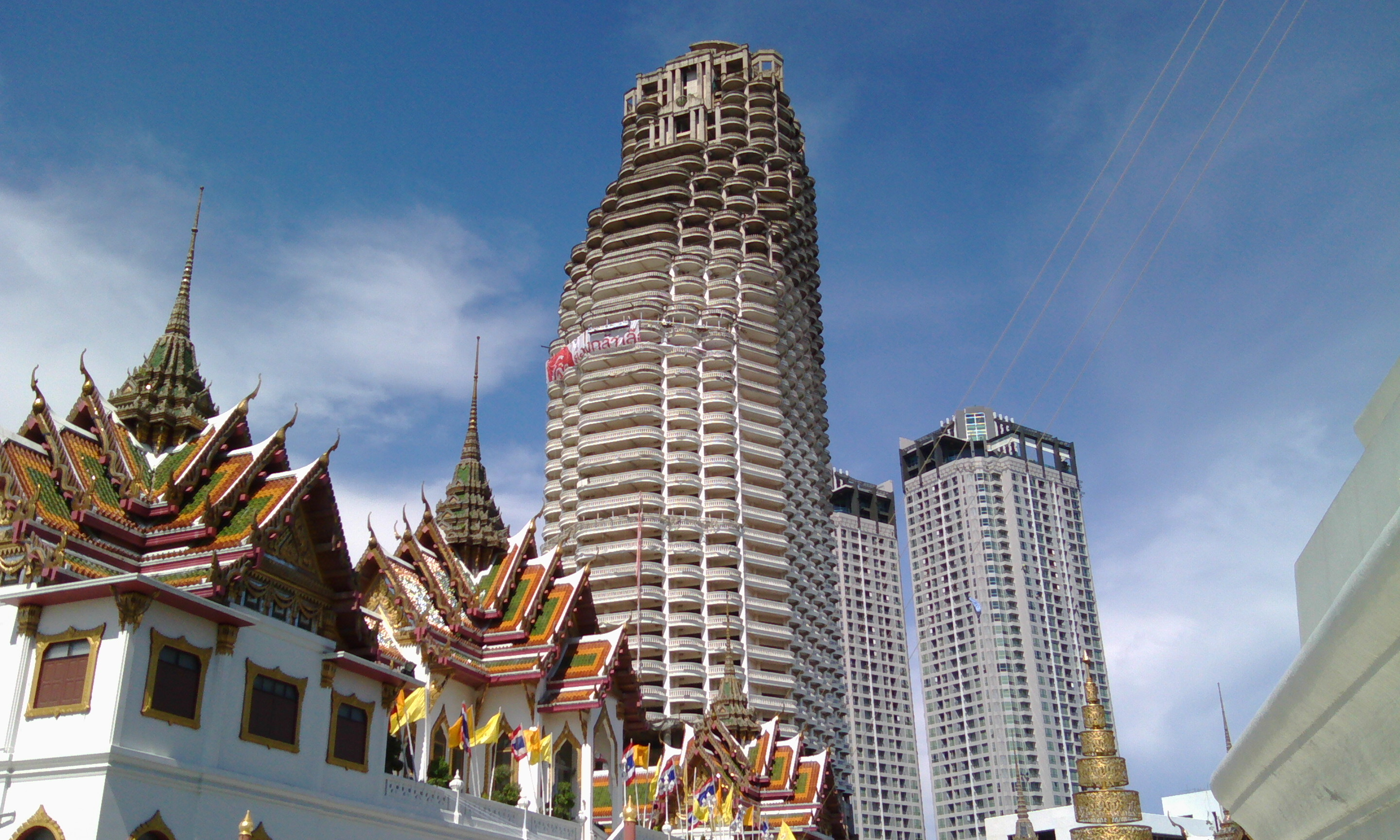
サトーンユニークタワーはバンコクの未完成の超高層ビルで、アジア通貨危機（1997年）によって経済は停滞した。

この危機は、特にタイの財閥の同族支配廃止や、外国資本の参入につながった。しかし、タイは外国への輸出を積極的に行ったことから1999年、経済成長率は再び4%台を記録、2003年には6%台を記録し、好景気に逆転した。この好景気を背景に中流階級の台頭が起こっている。クーデターによるあおりも受けたため2008年は2.5%とやや伸び悩み、2009年はリーマンショックもあり-2.3%とマイナス成長も2010年は7.8%と再び高成長。このように年ごとに経済成長にばらつきがあり、80年代後半から90年代前半に見られたようなすさまじい経済成長からはやや落ち着いている。
タイ統計局によると、2009年の世帯当たりの平均所得は月2万903バーツ。1人あたりの平均所得は月6,319バーツ。バンコク首都圏の平均世帯所得は月3万7,732バーツであり、地域別で最下位のタイ東北部の平均世帯所得は月1万5,358バーツとされる。
2015年のタイのGDPは約3,952億ドルであり、東南アジアではインドネシアに次ぐ経済規模である。同年の1人あたりのGDPは5,742ドルであり、隣国のカンボジア、ラオス、ミャンマーよりはるかに高い上、先述のインドネシアよりも高い数値となっている。しかしながら南隣にあるマレーシアと比較すると半分ほどの数値である。

### 外国人労働者
かつては出稼ぎが産業となっていたが、近年では経済成長に伴う賃金の上昇、肉体労働を敬遠する国民性、少子高齢化による人手不足などにより、単純な肉体労働のためカンボジアなど近隣諸国からの出稼ぎ労働者を受け入れる側となった。

### 農業
タイ王国の農業は競争力が高く、その輸出は国際的に高い成功を収めている。コメが同国の最重要な農産物であり、タイ王国は、世界のコメ市場における主要な輸出国の1つに数えられている。また比較的多く生産される他の農産物としては、タピオカ、天然ゴム、穀物、砂糖などが挙げられる。タイ北部はブラック・アイボリー・コーヒーの主要産地である。この他、パイナップルなどを加工した食品の輸出が増加傾向にある。また、沿岸部ではエビの養殖漁業なども行われており、その加工品の輸出なども行っている。

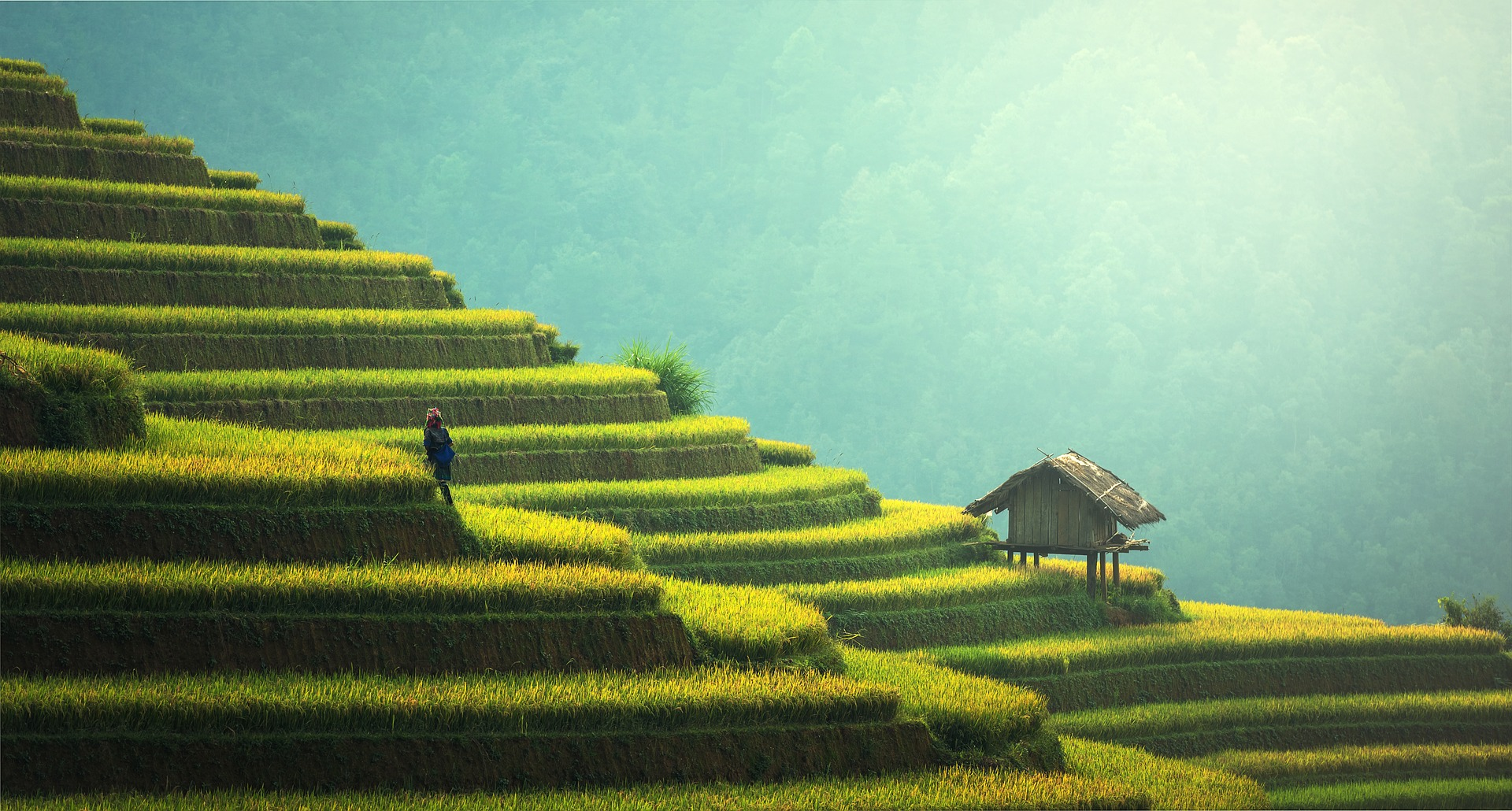
タイは世界最大の米の輸出国である

近年の農業の発展は1960年代から続いており、失業率は2000年代始めには60%以上から10%以下にまで低下した。同期間で、食品価格は半減し、飢えも減少した（1988年の255万世帯から、2007年には41.8万世帯に）。子供の栄養失調は著しく減少した（1987年の17%から、2006年には7%）。これは、インフラストラクチャーにおける投資の保証と教育、融資の利用権利、アグリビジネス分野における民間主導の成功などの強力かつポジティブな役割の混在を通して成し遂げられた。これはタイ王国の産業化された経済への変遷を支援した。
新型コロナウイルス感染症の流行に対してタイ政府は2020年4月、農家以外の家庭も含めて「自家野菜を育てる国民運動」を呼びかけ、6月時点で国民の9割、1200万世帯以上が参加し、ナスやオクラ、パクチーなどを栽培。食べきれない分は近隣で分け合ったり市場で販売したりした。経済危機下での家計の支え、食料自給率向上による食料安全保障以外にプミポン前国王が生前提唱していた「足るを知る経済」を実践する目的もあった。

### 観光産業
山岳地帯、遊園地、ショッピングモール、世界文化遺産、リゾート地などのバリエーションに富んだ観光資源を持つ。老若男女に楽しめることからバックパッカーのみならず、家族連れも多く訪れる。スワンナプーム国際空港が東南アジアのハブ空港となっていることもあり、マレーシア、日本などの近隣諸国のみならずヨーロッパやアメリカ、オーストラリアからも多くの観光客を集めており、観光業は大きな外貨獲得手段の一つである。
タイへの観光客は、2000年代より継続して増加しており、2007年には約1500万人となっている。この間、観光を巡る環境は良好だったわけではない。SARS（2002年）や鳥インフルエンザ（2003年）などに見舞われている。だが、タイは世界遺産などの遺跡やプーケット島などの豊かな自然といった観光資源に恵まれていることに加え、公共施設や商業施設が開発により整ってきていることがタイの観光業へプラスの影響を与えている。
こうした好調な観光の背景には、タイの外務省も自国民の特徴として紹介しているタイ人の穏やかな国民性や、人種差別が少ないことも背景にある。

### ASEAN諸国への輸出拠点
教育に力を入れた結果、1980年代以降は、教育程度の高さと賃金の安さ、そして中流階級の増大による国内市場の拡大に着目した日本や欧米諸国の企業の工場の進出が目立つ。あわせて関税特典があるASEAN諸国内への輸出拠点として活用している。

### 日本との関係
日本はタイにとって最大の貿易額と投資額、援助額を持ちトヨタ、ホンダ、日産自動車、いすゞ、日野自動車などの自動車関連企業の多くが進出している。また、空調メーカーであるダイキンといった家電メーカーなども多く進出し、国内市場への供給を行っているほか、関税特典があるASEAN諸国内への輸出拠点として活用している。
2015年時点で1,700社以上の日本企業が進出しており、また、2007年11月に日本・タイ経済連携協定が発効したことから、貿易のみならず、投資や政府調達など幅広い分野における経済関係の一層の強化が期待されている。
2015年時点、タイ国内で暮らす外国人のトップはアメリカ人で、次いで中国人、オーストラリア人、イギリス人、日本人は第5位でその数は6万7,000人となっている。
日本とタイの貿易結合度は第1位となっており、世界とタイとの平均的な貿易結合度の4倍となっており、日中に勝る緊密度をもつ。

### 民族資本企業
タイ資本の大手企業として、航空会社のタイ国際航空やバンコク・エアウェイズ、シン・ビールで有名なブンロート・ブリュワリーや、ビア・チャーンで有名なタイ・ブリュワリーなどがある。また、2001年より、地方の産業振興や伝統文化の継承、貧困層の収入源確保を目的に、日本の大分県の例をモデルとした「一村一品運動」（One Tambon One Product/OTOP）を展開しており、大きな成功を収めている。

### 違法産業
古くからのタイの大きな経済問題として違法産業がある。これは教育や経済格差に起因するとされ、解消に向けて教育に力を入れるようになった（後述）。

### 商習慣
賄賂やバックマージン、リベートなどの商習慣が2000年代に入っても根強く残る。2012年に国内の大学が行った公共工事の受注に関するアンケート調査の例では、85%の回答者から賄賂が必要であったとの回答が見られた。

### エネルギー・電力
日本の住友商事や電源開発などの建設により火力発電所が稼働している。またタイ国家原子力技術研究所・タイ原子力平和利用事務局によって原子力発電所の建設が研究・検討されている。2010年11月22日にタイ発電公社（EGAT）が日本原子力発電と原子力発電技術協力協定を締結した。
- 2010年：ノースバンコク複合火力発電所1号機[105]
- 2014年6月1日：ノンセンガス火力発電所 1号系列[106]
- 2014年12月1日：ノンセンガス火力発電所 2号系列[107]
- 2015年6月予定：アユタヤ県ウタイ1号系列（仮）
- 2015年12月予定：アユタヤ県ウタイ2号系列（仮）
- 2016年1月予定：ノースバンコク複合火力発電所2号機[105]

## 交通

### 道路
左側通行である。かつて陸上交通は鉄道中心であったが、1933年に道路建設計画が立てられ、1940年までに2,215キロメートルの道路が建設された。第二次世界大戦後は隣国ベトナムへの思惑もあり、アメリカ政府の無償支援および各国の協力により道路整備が進んだ。1991年には道路延長が20万キロメートルとなり、鉄道中心から道路中心の陸上交通体系へと変化している。

### 鉄道

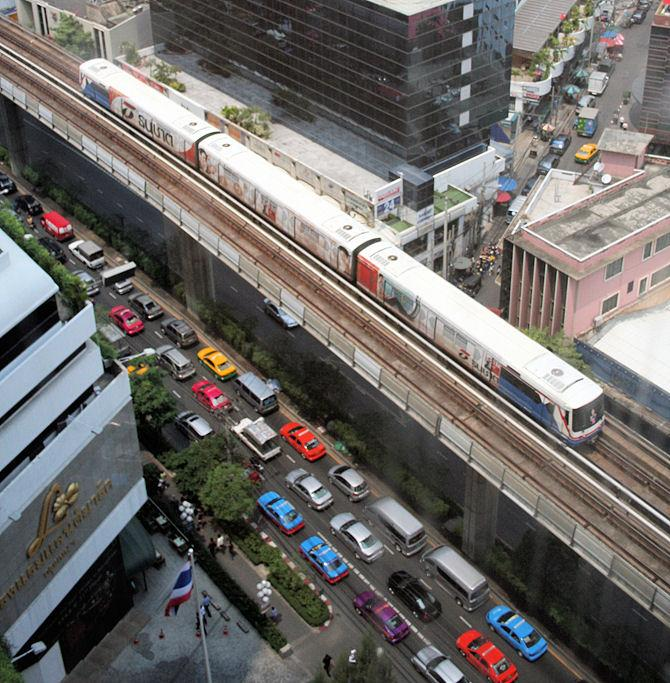
バンコク・スカイトレイン（BTS）

タイ国有鉄道による鉄道網が国内の主要都市の間を結んでいる。また隣国のマレーシアやその先のシンガポールとの間はマレー鉄道でつながっている。さらにラオス、カンボジア国境へも鉄道路線があり、メコン川流域圏開発構想に伴い両国への延伸計画もある。
日本で使用されなくなった客車が輸出され使用されている。ブルートレインは現地でも「JRクラス」と呼ばれ、割増料金が必要であるにもかかわらず高い快適性から人気があったが、2016年11月11日に引退。車両は保留されている。
バンコク首都圏内では、深刻な交通渋滞を解消するため、1999年12月5日にバンコク・スカイトレイン（BTS）と呼ばれる高架鉄道、2004年にバンコク・メトロ（MRT）と呼ばれる地下鉄が相次いで開通した。また、スワンナプーム国際空港に向かうエアポート・レール・リンクが2010年8月23日に開業し、2014年度に部分開通するレッドラインなど都市交通がとても便利になってきている。

### タクシー

#### サムローとトゥクトゥク
東南アジアにおけるタクシーの典型的かつ古典的なイメージは、三輪式の自転車である。タイ語では「サムロー（三輪の意）」と呼ばれる。バンコクの都市部においては、交通の発達により円滑な交通の妨げになるとして乗り入れが禁止されたが、地方においては現役で活躍しているのを見ることができる。
他に三輪のものとしては、エンジンのついたサムロー（トゥクトゥクとも）があり、これもバンコクの名物といってよい存在であったが、交通の発達により実用的な観点からは主役の座を降りたと言ってよい。ただし、タクシーに積みきれないような大きさのものでもトゥクトゥクなら積めたり、小回りが効き渋滞や細い道をすり抜けたりできるため重宝される場合もある。現在では、主に観光客向けの乗り物として利用されている。地方では三輪エンジンつきのものが現在でも主たるタクシーとして利用されているが、その形状はバンコクで見られるものとは異なり、オートバイの前部に荷台をつけた、より形状の簡易なものが多い。

#### メータータクシー
バンコクなどの都市部におけるタクシーの主役はエア・コンディショナーつきのメータータクシーとなっており、様々な会社が色とりどりのカラーリングを施したタクシーを走らせている。車種はトヨタ・カローラ アルティスや日産・サニーなどの日本車が中心である。なお、バンコク都内のタクシーは、安全性と排気ガス規制の観点から一定年数が経つと新車へ代替しなければならないこともあり、比較的きれいな車が多い。初乗り料金は35バーツで一般にトゥクトゥクより割安である。なお、バンコクにおいて乗車拒否、メーターの使用拒否は違法であるが、未だ旅行者が乗車する場合や、時間帯などによってはメーターを使わず、高めの料金を提示する運転手もいる。習慣的に乗車前に行き先を伝え、メーター使用を確認したうえで乗車するほうが望ましい。

### バス

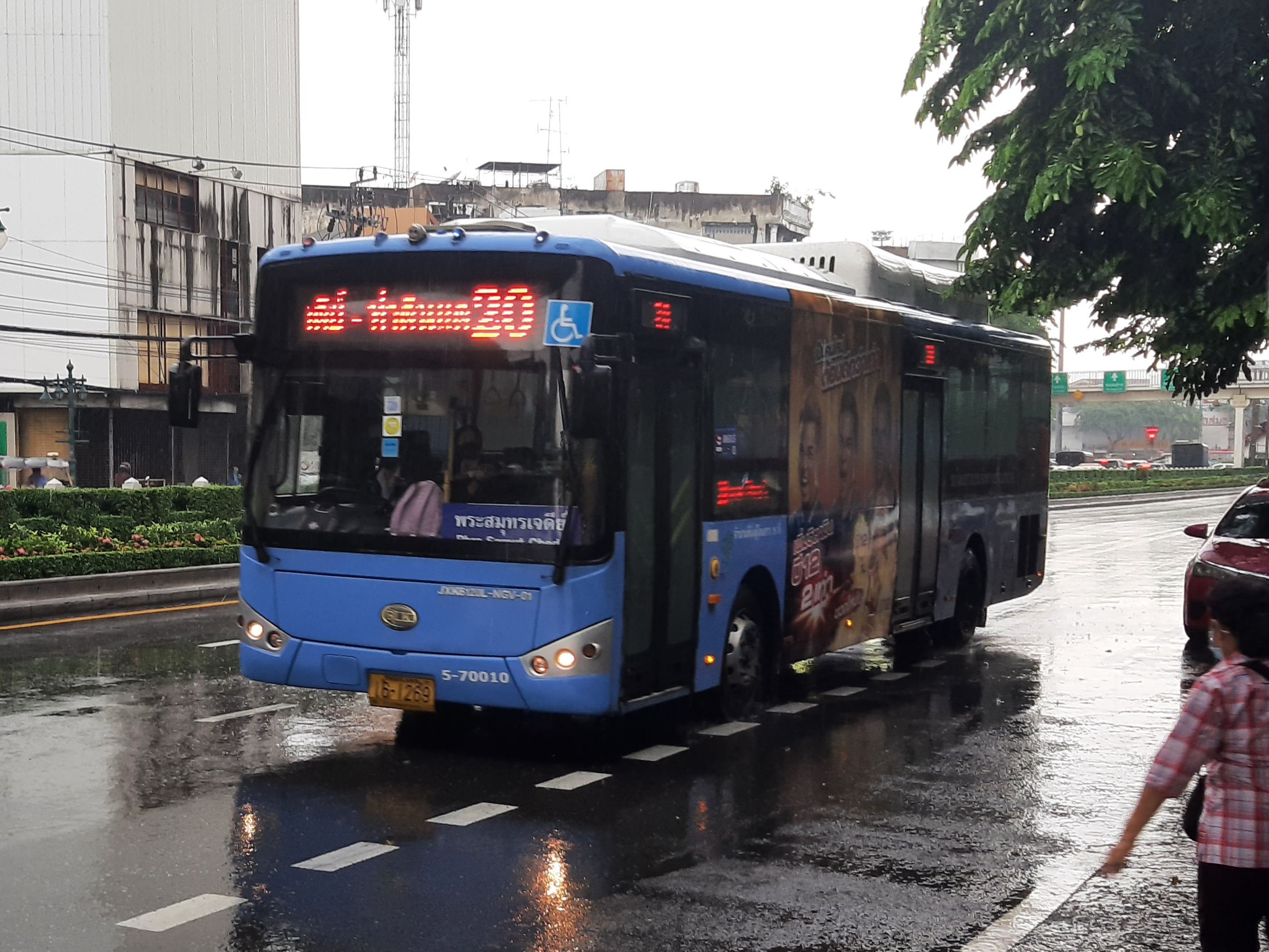
タイ・バンコクの天然ガス公共バス

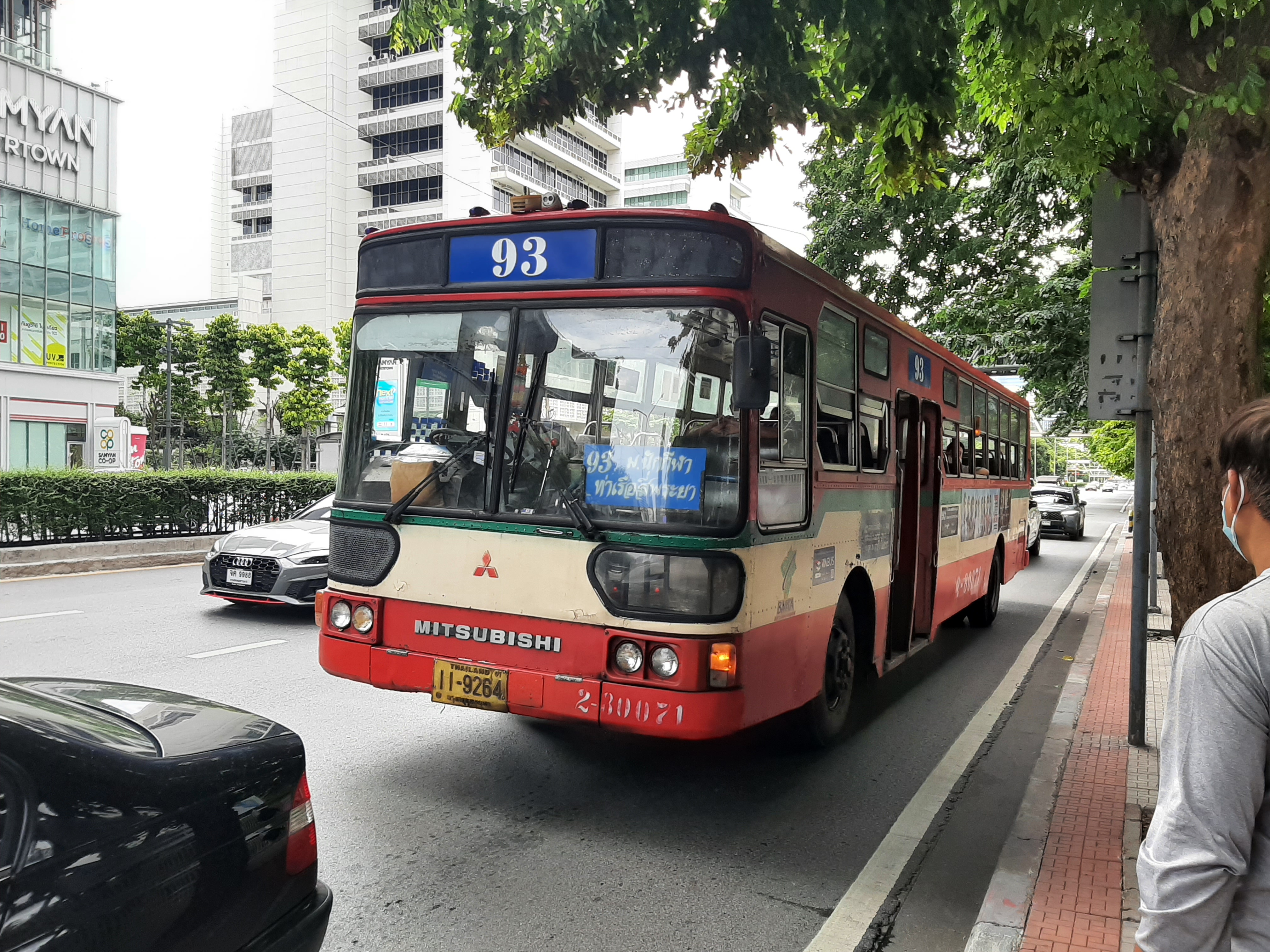
三菱の路線バスにはエアコンがない。日本製
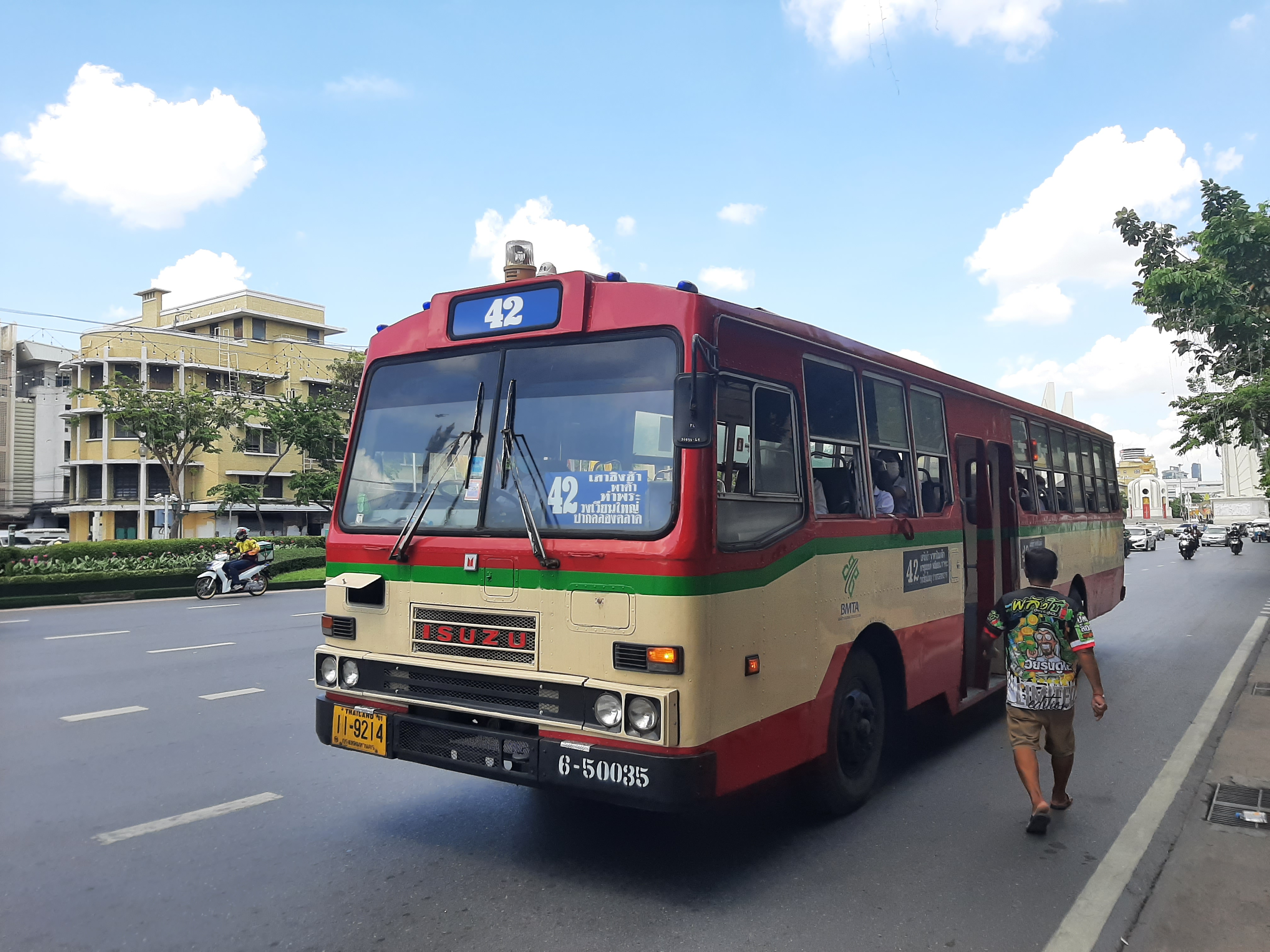
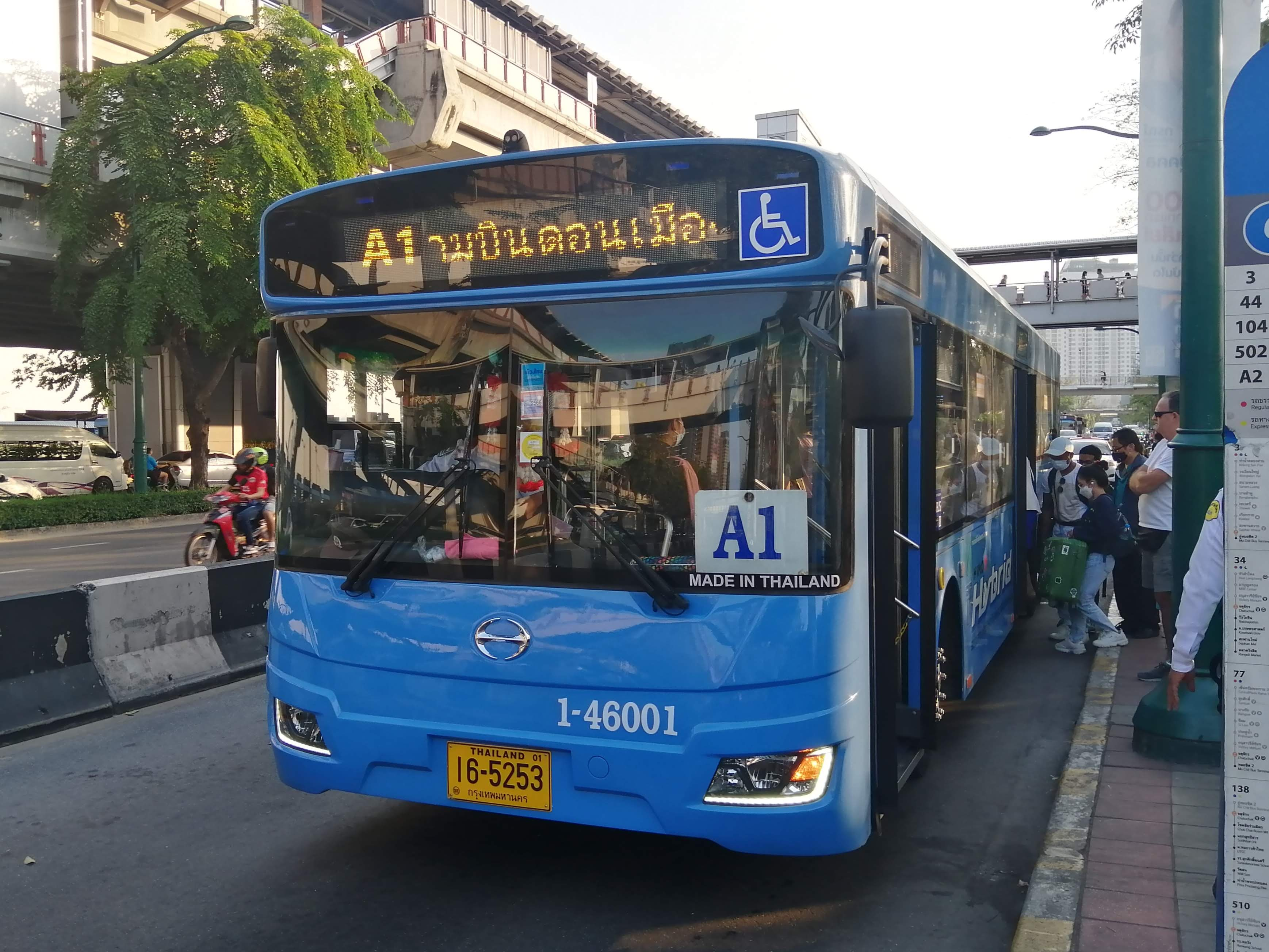
日本の試作バスがタイのバンコクで運行されている。
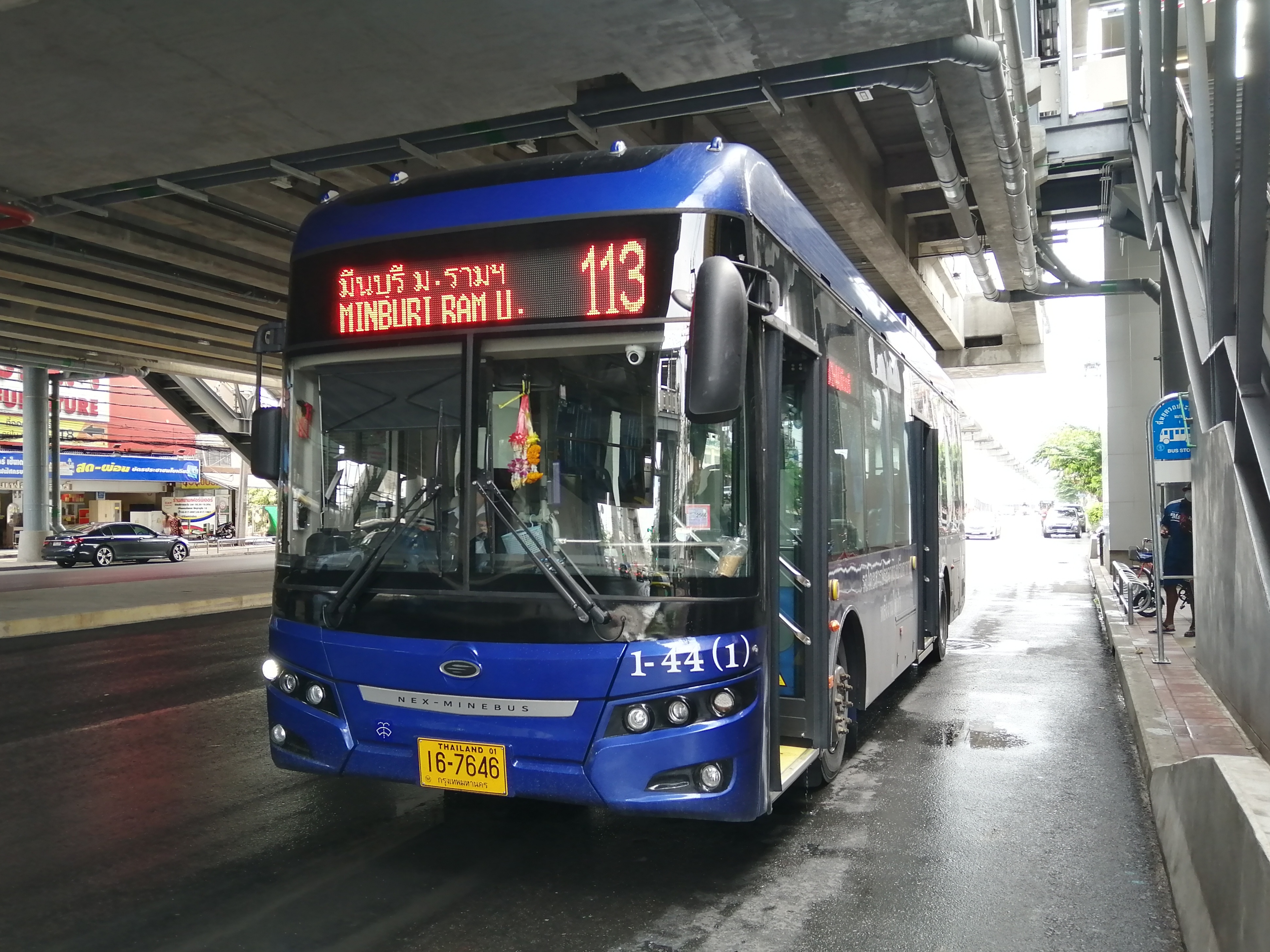
NEXタイランド社が開発・製造した電気公共バスで、同国初のタイプのバス。
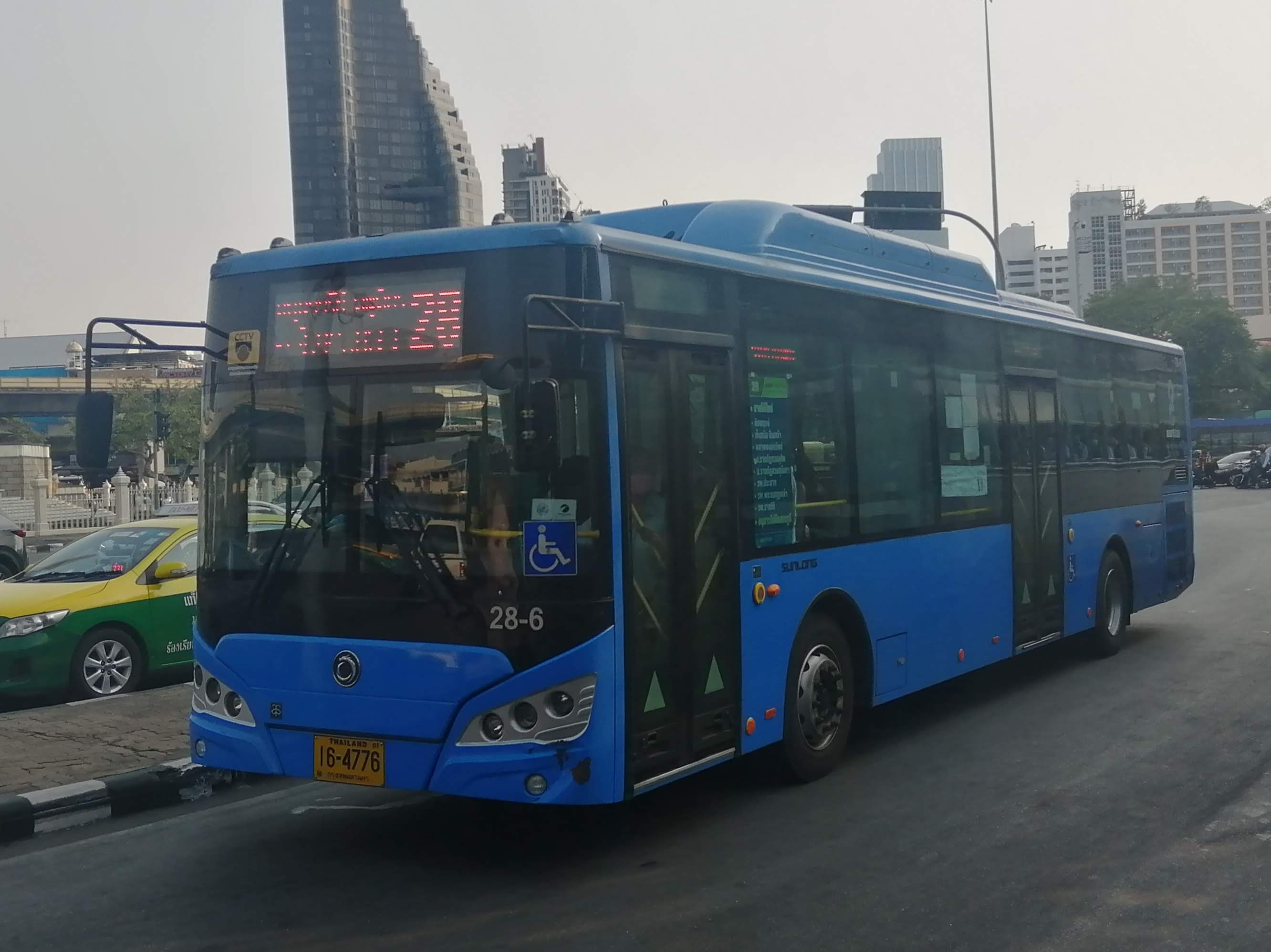
中国から購入したタイのバス

タイのバスはバンコク都市交通局によって運営されている。このバスはタイのバンコク内で 118 路線を運行している。国内諸都市を結ぶ交通機関としては、鉄道よりも公共輸送公社によるバスの方が発達している。長距離区間では夜行バスの運行も多い。都市交通もバンコクを除くほとんどの都市では小型トラックを改造して作ったバス（ソンテウ）が一般的である。

### 水上交通

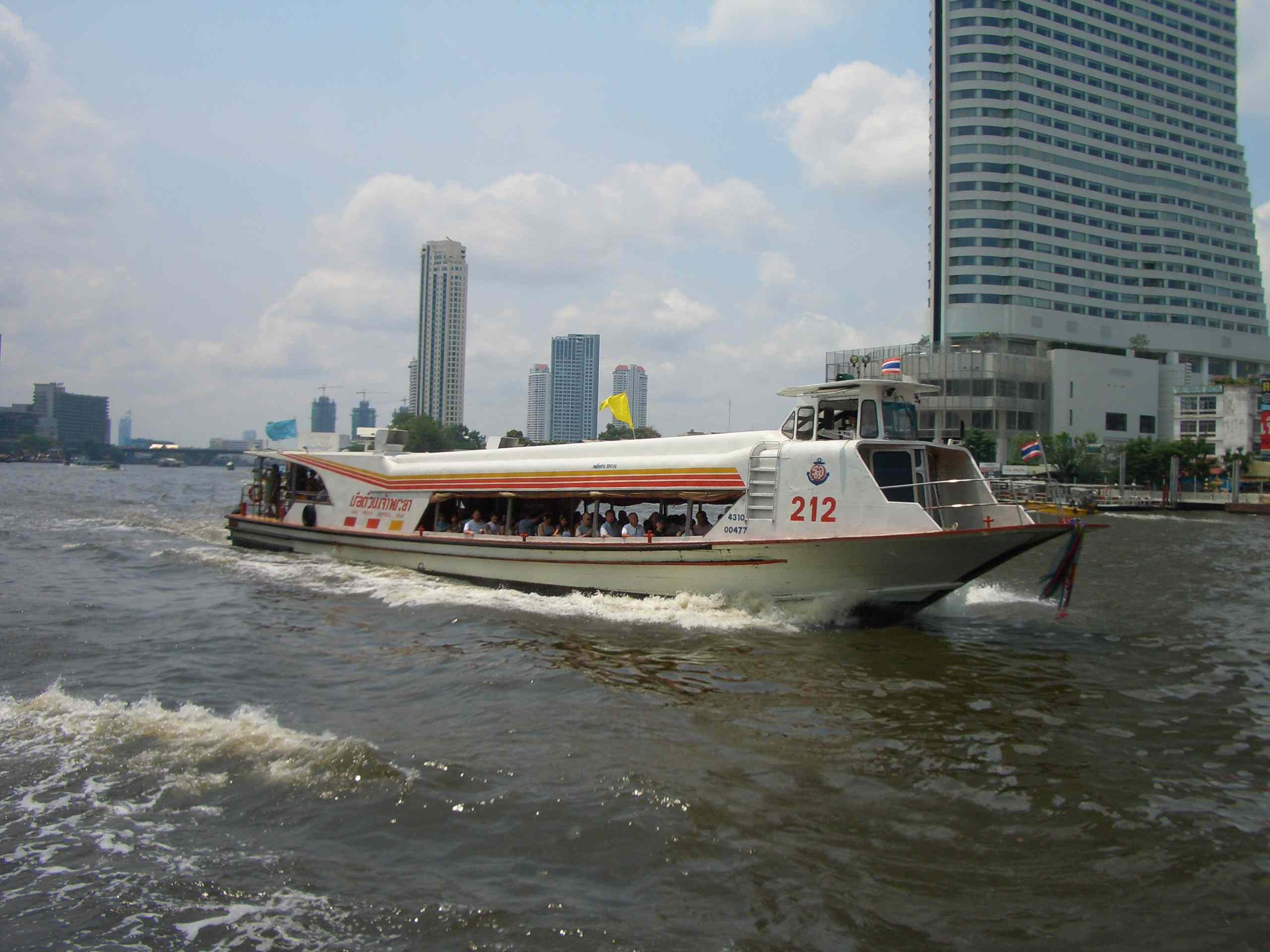
チャオプラヤー・エクスプレスのボート

かつてバンコクはクローンと呼ばれる運河や水路が多く水運が発達しており、「東洋のベニス」と謳われたこともあったが、現在ではその多くが埋め立てられて道路となってしまった。しかし、現在でもチャオプラヤー川や一部の運河では乗り合い船が数多く運行されており、慢性的な道路の交通渋滞を避けることのできる交通機関として、一定の需要がある。
またタイ北部の国境を流れるメコン川では、2001年6月にタイ、ラオス、ミャンマー、中華人民共和国との間で瀾滄江 - メコン川商船通航協定が結ばれ、流域各国間の通商路として利用されつつある。

### 航空
首都のバンコクやチェンマイ、プーケットなどの国内の主要都市の間は、半官半民のタイ国際航空、格安航空会社のタイ・エアアジアやオリエント・タイ航空、バンコク・エアウェイズなどの航空会社で結ばれているほか、これらの航空会社が諸外国の主要都市との間を結んでいる。

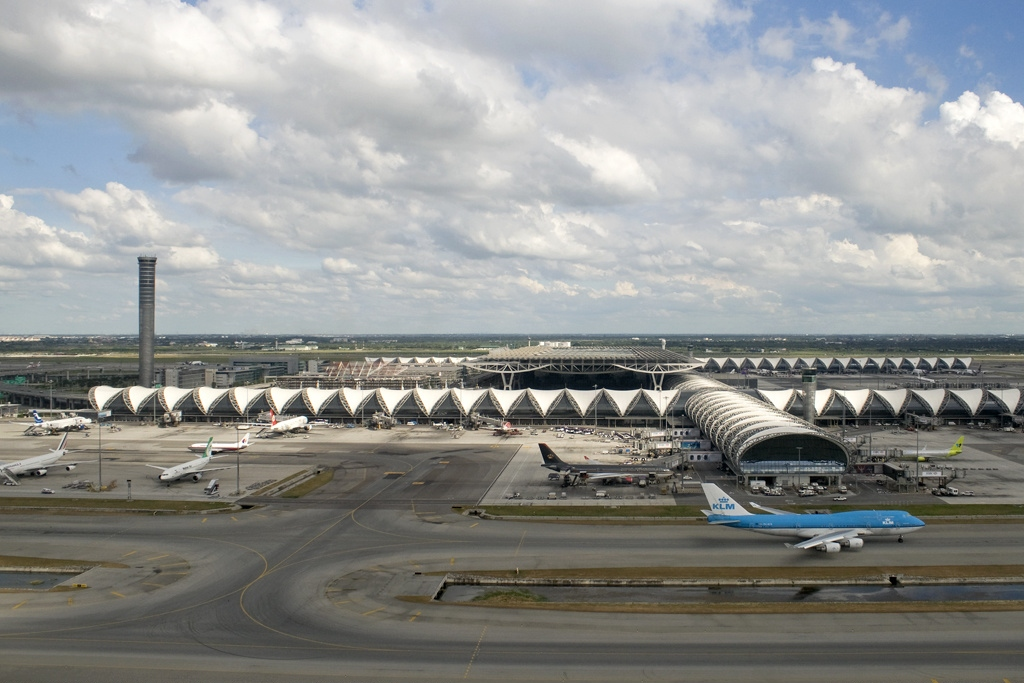
スワンナプーム空港

特にスワンナプーム国際空港はアジアのハブ空港の一つとして、世界中の航空会社が乗り入れるほか、ヨーロッパとオーストラリアとの間を結ぶ「カンガルー・ルート」の中継地の一つとして利用されている。スワンナプーム国際空港の開港以前に使われていたドンムアン空港は、一時期国内線専用空港となっていたが、格安航空会社向けに再び国際空港としての機能を再開させた。また、クアラルンプールやシンガポールなどの東南アジアの主要都市からもバンコクへの乗り入れ便は多く、チェンマイ、ハートヤイ、プーケットなどへの便もある。
日本とタイ間は、札幌、仙台、東京/成田、東京/羽田、大阪、名古屋、広島、福岡、那覇とバンコクを結ぶ定期便が就航している。日本航空やタイ国際航空といった両国の主要航空会社が、これらの地から1日1便から数便の直行便を運行しているほか、香港や台北、澳門経由で行くこともできる。
2000年代より航空自由化が行われた影響で新規の航空会社が乱立する結果となった。多くは採算が取れず倒産や運航差し止めなどとなりわずか数年で複数社が設立し、消滅するという異常ともいえる事態が続いている。

#### タイの主な航空会社
- タイ国際航空
- ノックエア
- バンコク・エアウェイズ
- タイ・エアアジア
- タイ・エアアジア X
- タイ・ライオンエア
- タイ・ベトジェットエア

そのほかにも多数の航空会社が存在したが、その殆どが現在は運航されていない。

## 科学技術
タイの科学技術、研究ならび高等教育を管轄する政府機関には高等教育・科学・研究・イノベーション省が存在する。この省は科学技術省を前身としており、国立科学技術開発庁を始めとする公的専門機関を管轄している。
科学技術において権威のある大学では科学技術大学院やラジャマンガラ工科大学(RMUT)システム傘下のラジャマンガラ工科大学タンヤブリ校やラジャマンガラ工科大学ラーンナー校が有名となっている。

## 国民

### 民族

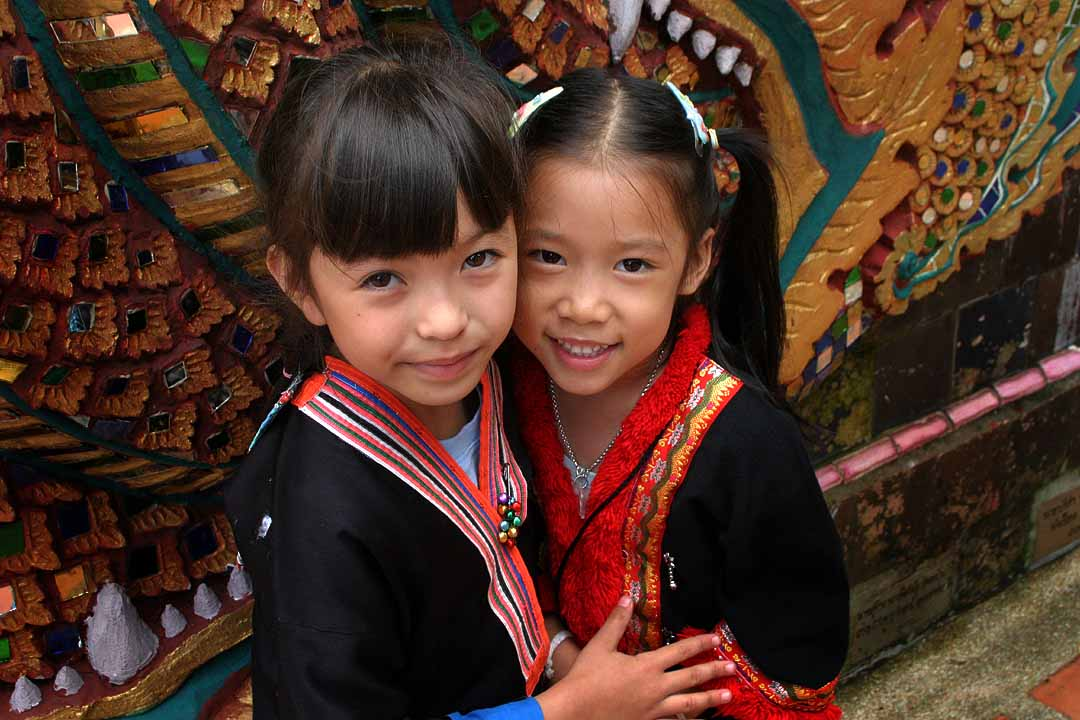
タイ北部の「少数民族」

タイ族75%、華人14%、その他マレー系、インド系、モン族のほか、カレン族を始めとする山岳民族などがいる。
なお、2018年8月8日の朝日新聞デジタルによれば、国境地帯や山岳部の少数民族を中心に国籍のない住民が約48万人暮らしているとあり、2018年7月にタムルアン洞窟の遭難事故で救出された少年3人とコーチが無国籍であったことが判明し、4人に対して国籍を付与したと報じている。

### 言語
タイで話されている主な言語として、タイ語、北タイ語、南タイ語、イーサーン語、閩南語（潮州語）、クメール語（スリン・クメール語）、ジャウィ語がある。

### 人名
1962年以降は名字法や名称に関連した全ての法律を廃止して仏暦2505年個人名法が成立した。名付けるときは国王の名前と類似したものや下賜されたことのないラーチャティンナナーム、意味のない単語、10音節以上を持つ語などを用いる以外、自由に名前をつけることが許されている。姓に関しては、以前は結婚により夫の姓を名乗ることが義務づけられていたが、2004年にタイの憲法裁判所から「夫の姓を名乗るとする条項は違憲である」違憲判決がなされた。その後、2005年に個人名法の12条が改正され、結婚した組の姓について「男性の姓を名乗る」「女性の姓を名乗る」「新たに名字を作成する」「それぞれ自らの姓を名乗る（夫婦別姓）」の方法が認められている。

### 婚姻

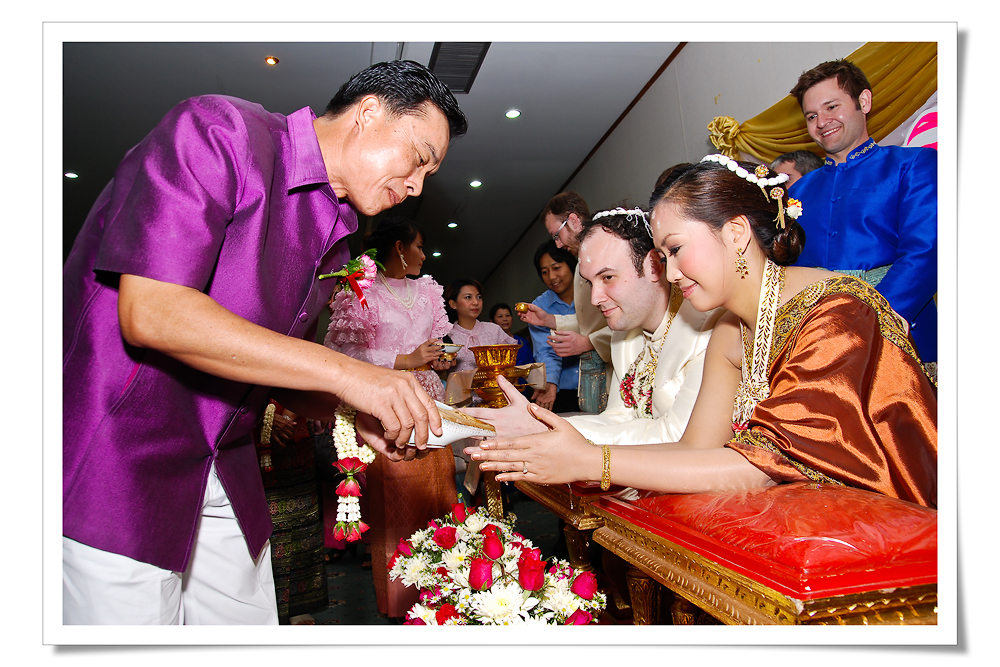
タイにおける伝統的な結婚式

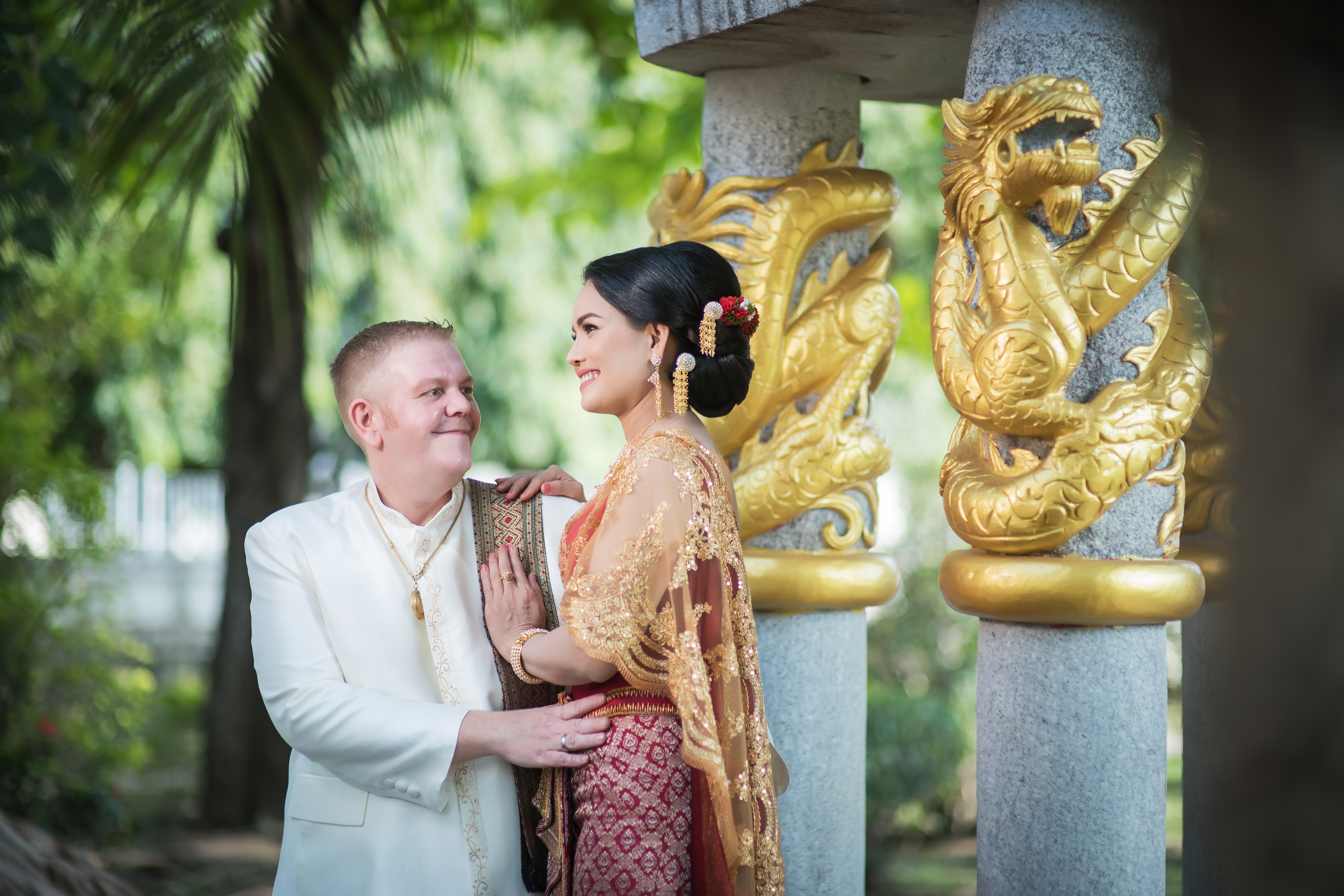
タイでの一般的な結婚式

タイの婚資制度は「シンソット」（タイ語：สินสอด、RTGS：sin sot ）として知られている。これは大まかに訳すと「花嫁価格」となる。この制度は花婿が娘を失ったことへの補償として、また娘を養う経済的能力があることを示す目的から、家族に一定額の金銭を支払うことが求められるということを意味するものとなっている。多くの場合、婚資は純粋に象徴的なものであり、結婚式が行われた後に新郎新婦に返還される。なお、シンソットの慣習が伝統なのか詐欺なのかについては、批評家の間で現在も議論されている。
現代のタイの結婚式では、仏教と民俗習慣を融合させた9つの伝統的な儀式がしばしば執り行われる。これには、活気溢れる梵字の羅列、持参金の贈呈、指輪の交換、水をかける儀式（ロット・ナム・サン）、寝室の祝福の儀式などが含まれている。それぞれの儀式には、年長者への敬意から幸運の祈願まで、象徴的な意味が込められている。地域によって違いはあるものの、それらの慣習はタイの結婚式において、特に現代的な要素と文化遺産を両立させたいと考える家族にとっては、依然として中心的な役割を果たしている。

### 宗教

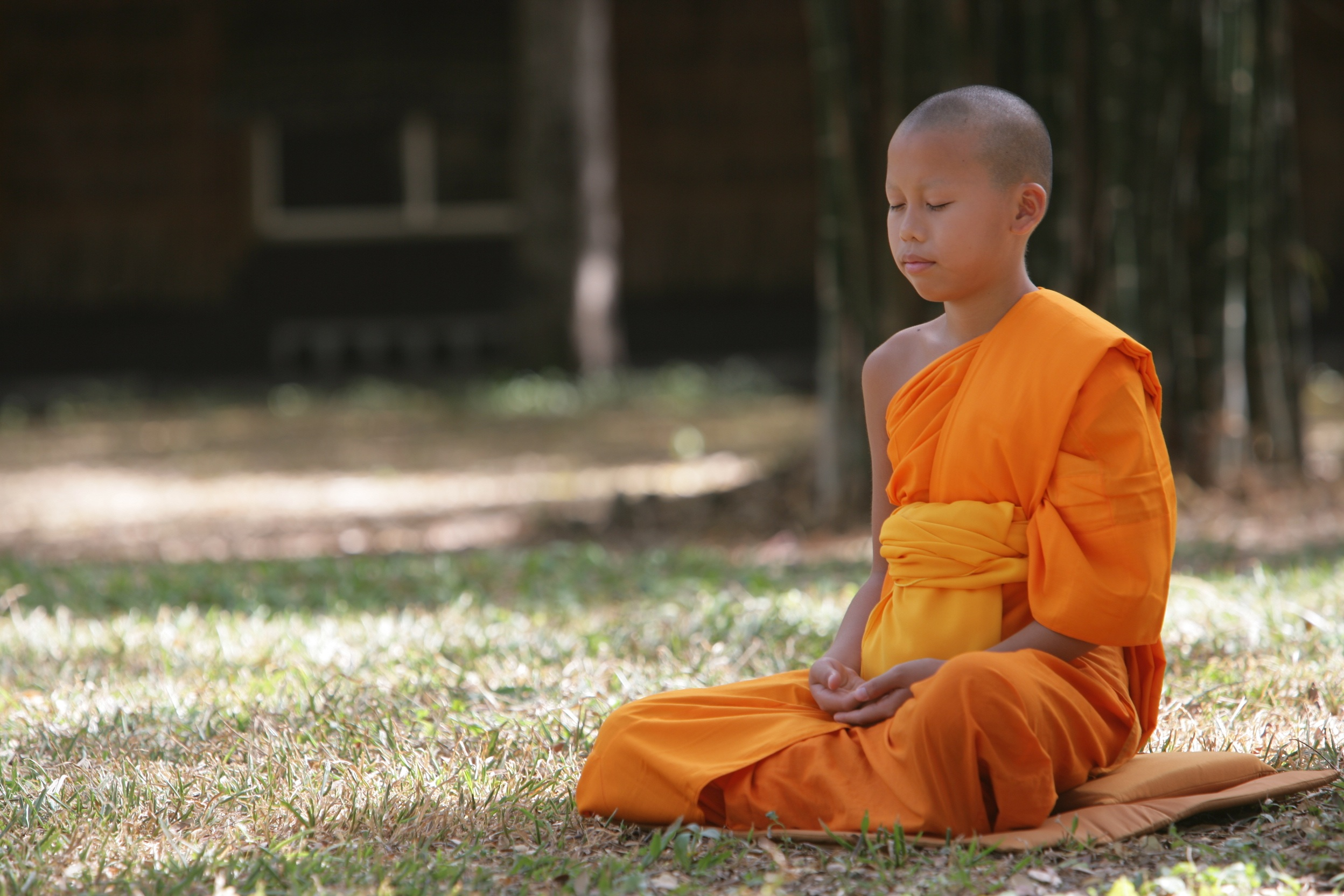
少年僧

仏教（南方上座部仏教）95%、イスラム教4%、キリスト教、他にヒンドゥー教、シーク教、道教など。
王室を始め、タイ国内のほとんどは仏教徒で占められている。そのほとんどは上座部仏教であり、それにヒンドゥー教や精霊信仰を加味した独特の仏教になっている。紀年法は西暦も併用されているが、現在もタイ仏暦（仏滅紀元、タイ暦）が主に使用されている。上座部仏教徒の男子は一生に1回は出家するものとされている。
南部やバンコク、チェンマイ、チェンラーイなどの地域ではムスリムも見ることができる。特に深南部三県のマレー系住民のほぼ全てがイスラム教徒である。
中部のチャンタブリー県やバンコクなどには、コーチシナのカトリック禁制によって19世紀初頭やベトナム戦争時に逃れてきたベトナム人グループを中心にキリスト教徒も多い。

### 教育

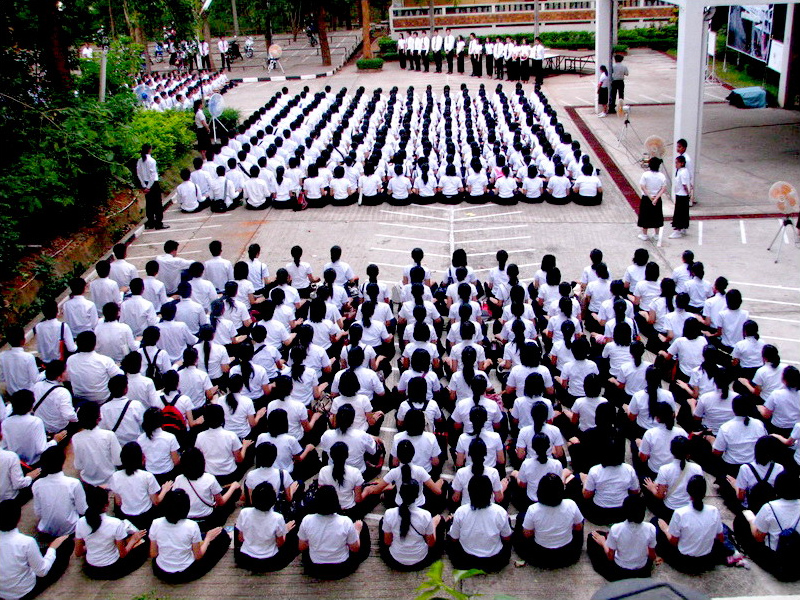
大学の学生

#### 教育水準
前述の違法産業の原因は国民全体の貧富の差が激しいためと見られたこともあり、これに対して1960年代頃よりタイ政府は「貧困の撲滅」に力を入れ始めた。
これを受け、特に教育の分野において、1970年代初め頃から急激に改善が進められ、識字率は1995年の時点で95%を超え、アジアの中でも特に識字率が高い日本やシンガポールなどと並び、世界的に高度な水準を誇っている。

#### 義務教育
タイの教育制度は6年間の初等学校、3年間の前期中等学校、3年間の後期中等学校となっている。なお、義務教育は前期中等学校までの9年間である。

#### 高等教育

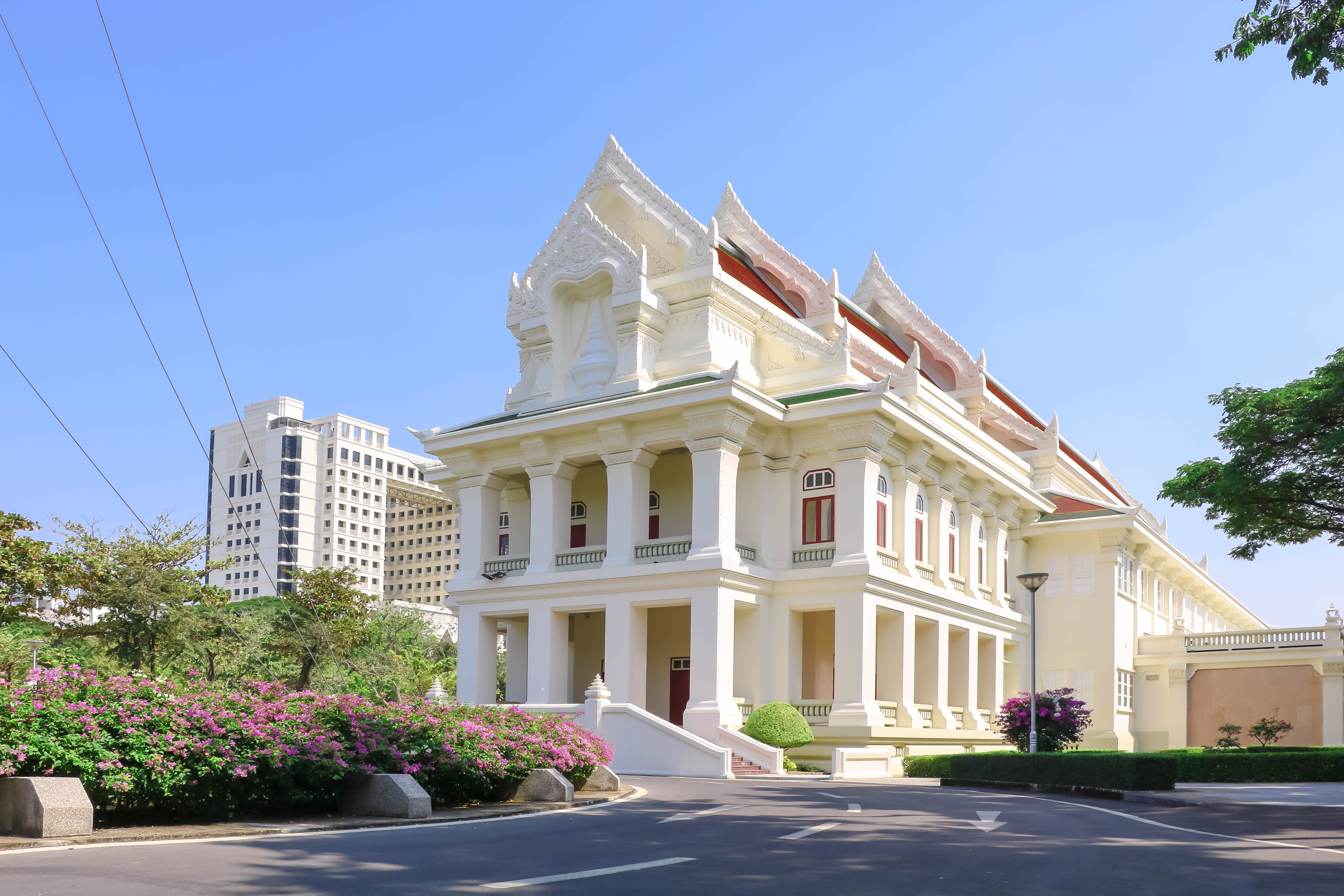
1917年に設立されたチュラロンコン大学は、タイで最も古い大学である。

タイで有力な大学にはタンマサート大学やチュラロンコン大学が挙げられる。
経済の急成長を背景に近年では高等教育への進学率が高まっており、2003年には大学進学率が35.8%（教育省教育委員会の統計）になるなど、東南アジア諸国においても高い率を誇る。なお、通信教育による高等教育も盛んである。

### 医療・保健
タイは医療水準の高さでも知られており、医療水準が低い国の富裕層などが旅行を兼ねて、タイで治療や健康診断を受けるという医療ツーリズムが発達している。
西洋医学以外に、薬草などを使うタイ伝統医学があり、専門機関による研究や診療への利用が行われている。
タイ保健省によると、タイ国内で報告があったエイズ患者は1984年9月から2011年11月で累計37万6,690人であり、死者は9万8,721人。HIV感染者は推定100万人以上に上るとみられている。これは同性愛者が避妊具をつけないことなどが問題などとも言われることがある。
2010年代に入ると所得水準の向上や食生活の欧米化、「運動嫌い」で知られる国民性などから肥満人口が増加し、2016年には、BMI25以上の「過体重人口」の割合が3割を超え、BMI30以上の「肥満人口」も1割を超えた。

## 社会

### 動物福祉
タイは2014年に国内初の動物福祉法を導入している。タイでの動物福祉は、農業、狩猟、医療検査、観光、家畜の飼育といった専門分野における動物の扱いに関係しており、動物保護とは異なる一面を持つ。

### 儀礼・禁忌

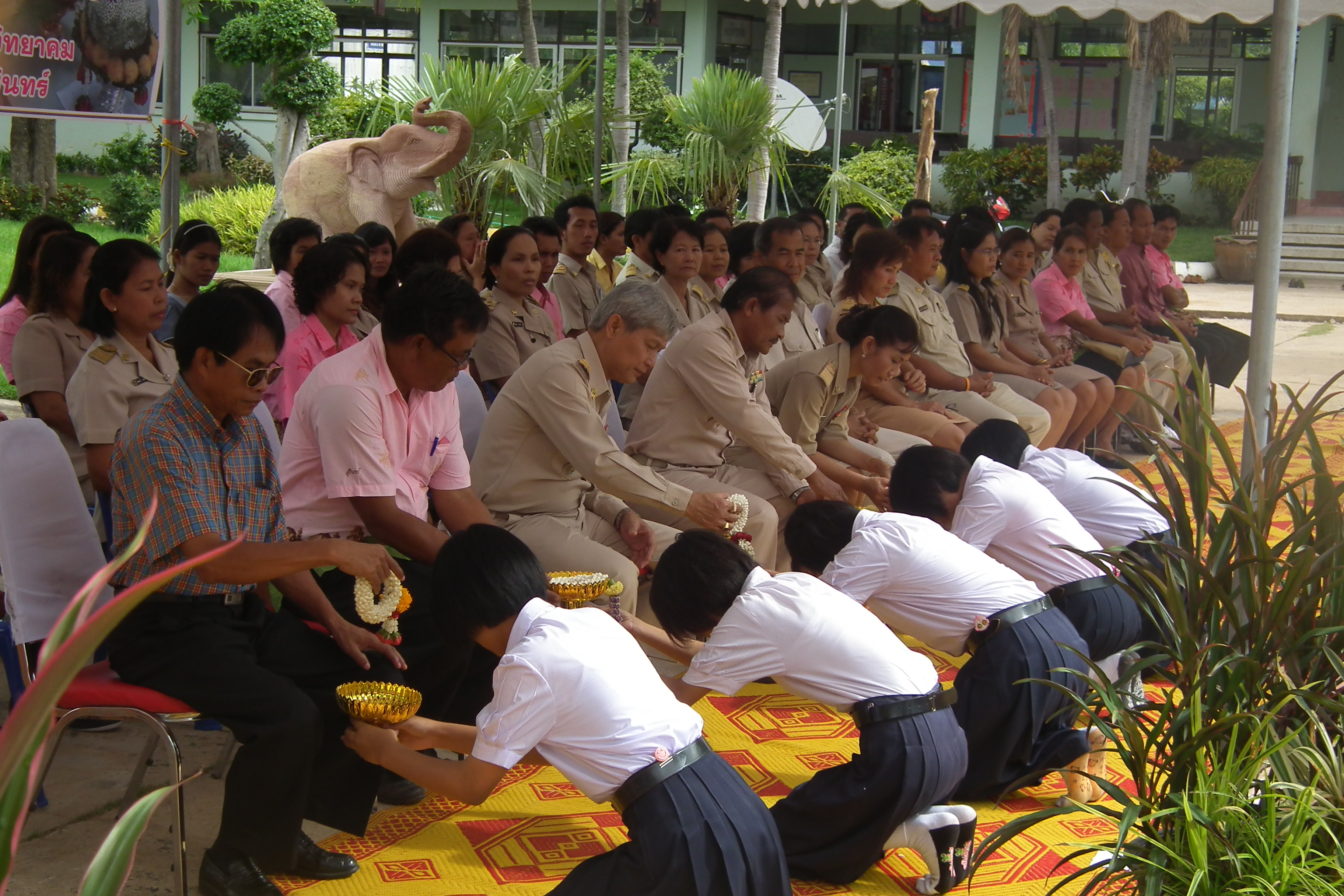
教師式 (Wai khru)

礼儀作法の多くは国法で規定されている。挨拶をするときには、ワイと呼ばれる合掌をする。タイでは今も階級が細かく分かれており（「タイの階級」も参照）、階級以外にも相手との関係などによって異なった種類のワイの作法が求められる。また、ヒンドゥー色の強い様々な風習や礼儀作法が存在する。
仏教寺院に入る際、肌の露出が高い服は拝観を拒否される。女性が僧侶の身体に触るのは禁忌である。
毎日、8時と18時の2回、バンコク中心部のフワランポーン駅やBTSなど公共機関などでは、国旗掲揚・降納と同時に国歌がスピーカーから流される。国歌が流れる間は、その場にて脱帽し直立不動の体勢をとらねばならない。そうしなかった場合、不敬罪に問われ警察官に逮捕される場合がある。また、チャクリー王朝（タイ王室）に対する国民の尊崇の念は非常に高い。王室批判などをすると同じく不敬罪に問われることがある（「タイの国歌」「タイの王室歌」も参照）。
また、映画作品の上映の前には『王室賛歌』が上映される。このときも脱帽の上直立不動の姿勢を取らないと、不敬罪に問われることがある。

## 治安
タイは「微笑みの国」、バンコク都は「天使の都」と呼ばれているだけに、インドネシアやミャンマー等の諸外国と比較して安全なイメージが強く「平和な国」といわれることもあるが、外国にいるという意識が希薄であったり、日本と同じ感覚の状態でいると、何らかのトラブルに巻き込まれた際に適切に対応することができず、事態を悪化させてしまうような例が報告されている。
タイ国家警察の『タイ国犯罪統計2010年』によると、殺人事件（未遂含む）の発生件数が8,932件、強盗（傷害を伴う窃盗含む）の発生件数が758件、強姦事件の発生件数が4,255件となっており、性犯罪は米国と同等規模、アイスランドやイギリスよりは少ない。2007年から2010年の世界平和度指数では、調査対象の149か国の中で124位と低い評価を受けており、平和度が低い国とされる。観光客の犯罪被害状況は多種多様であり、集団スリ、抱きつきスリ、置き引き、長距離バスでの盗難、睡眠薬強盗などがある。

### 人権
2016年6月時点での米国務省の人身売買報告書（TIP）によれば、強制労働や性的搾取の目的でタイへ人身売買される人々がおり、同じ理由でタイ国民が国外に人身売買されている。傍らで強制的な物乞いや搾取労働を目的にミャンマー、ラオス、カンボジア出身の子供たちがタイで人身売買されている。また、台湾や韓国、イスラエル、米国、湾岸諸国へ低技能の契約労働のために移住したタイ人男性の中には、到着後に強制労働や債務奴隷の状態に置かれる人も存在する。更にタイ本国では児童買春が根深い問題となっており、深刻化の一途を辿っている現状がある。

## マスコミ

### 通信

#### 電話
タイでは2000年以降、携帯電話加入者が急増し、国際電気通信連合（ITU）によると2005年の時点で携帯電話加入者数の割合は、人口100人に対して42.98人となっている。おもな携帯電話事業者として、Advanced Info Service (AIS)やTotal Access Communication (DTAC)があり、この2社の携帯電話市場におけるシェアは80%を超えている。また、2002年に事業参入したTrue（当初はTrue Move）も着実に加入者を獲得しており、事業者間のシェア獲得競争は激しくなっている。GSM方式が主流となっており、プリペイドサービス利用者数も増加傾向にある。
その一方で固定電話の事情はあまりよくない。首都バンコクではともかく、地方では一般加入電話の設置に1 - 2か月ほど待たされることが多い。また回線も確保が困難であるうえ、雑音混入や混線が頻繁に起こる。このことはタイでの携帯電話普及が進む背景となっている。

#### インターネット
インターネットについては、かつてはタイ通信公社（CAT）がインターネット接続事業者の株式の提供を受けてISP免許を交付する形で、事実上市場を独占・支配していたが、1997年の世界貿易機関 (WTO) 基本電気通信交渉における合意に基づいて、2005年にタイのインターネット市場が正式に自由化された。現在では多くの事業者が市場に参入している。
バンコクにはインターネットカフェが多数あり、その多くは日本語に対応している。また都市部のホテルや空港では公衆無線LANが充実している。そのうえ、近年ではブロードバンド整備が進められており、都市部ではADSLサービスが普及しつつあるが、回線が混雑することが多く速度は遅い。また地方でのインターネット接続環境の整備は遅れており、都市部、特に首都バンコクとの格差は大きい。

##### 接続規制
情報技術・通信省（MICT）は不敬罪、反逆罪に抵触する可能性のあるものや、ポルノサイトなどを遮断することがあり、タイではインターネット上の表現の自由が事実上規制・制限されているといえる。なお、ほとんどがポルノサイトであるが、タイのインターネットにおける表現の自由を訴える民間機関FACTは、2006年の軍事クーデター以降、MICTの遮断したサイト数が急激に増えていることを指摘している。2010年8月にはウィキリークスへのアクセス制限を開始した。公式には非常事態令を根拠としているが詳細は不明。

## 文化

### 食文化

#### タイ料理
トムヤムクンやパッタイなどのタイ料理は、先進国を中心に世界的にポピュラーなものとなっている。そのスパイシーかつバラエティに富む味と健康的な素材は日本や欧米諸国をはじめとする多くの国で高い人気を得て、特に北米、ヨーロッパにおいては1960年代、1970年代頃から1990年代にかけて急速にタイ料理店の出店が進んだことが研究者により報告されている。また、タクシン前首相により「Kitchen of the World」プロジェクトが開始され、タイ料理店の国際展開を推進されている。2024年には、トムヤムクンがユネスコの無形文化遺産として登録された。
日本ではブームになった1990年代以降、人気外国料理の定番となっており、都市部を中心にタイ料理レストランが多く存在するほか、「ゲウチャイ」「ジャイタイ」「MKレストラン」といったチェーン店の展開や、多くのスーパーマーケットでタイ料理の食材が販売されている。

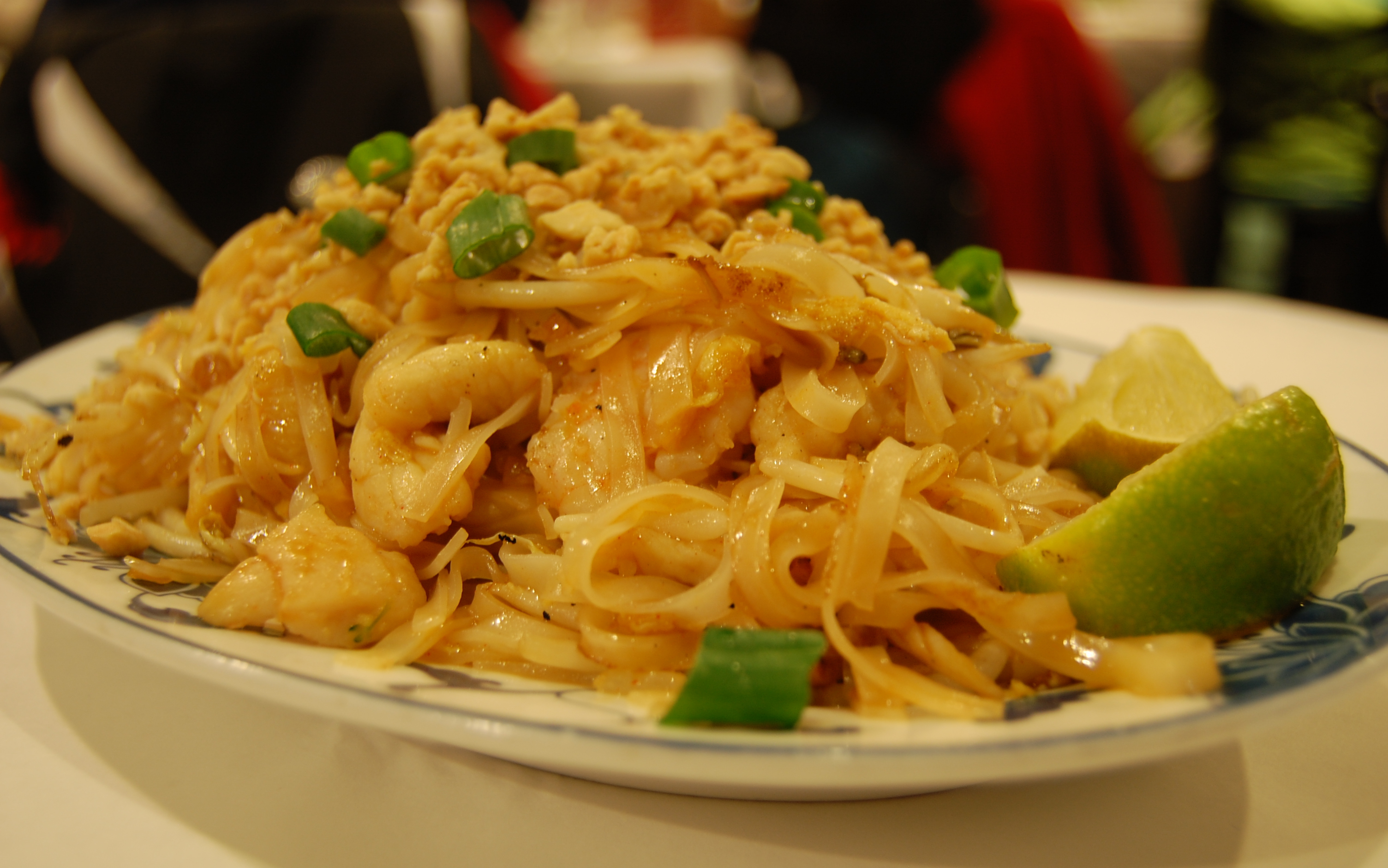
パッタイ
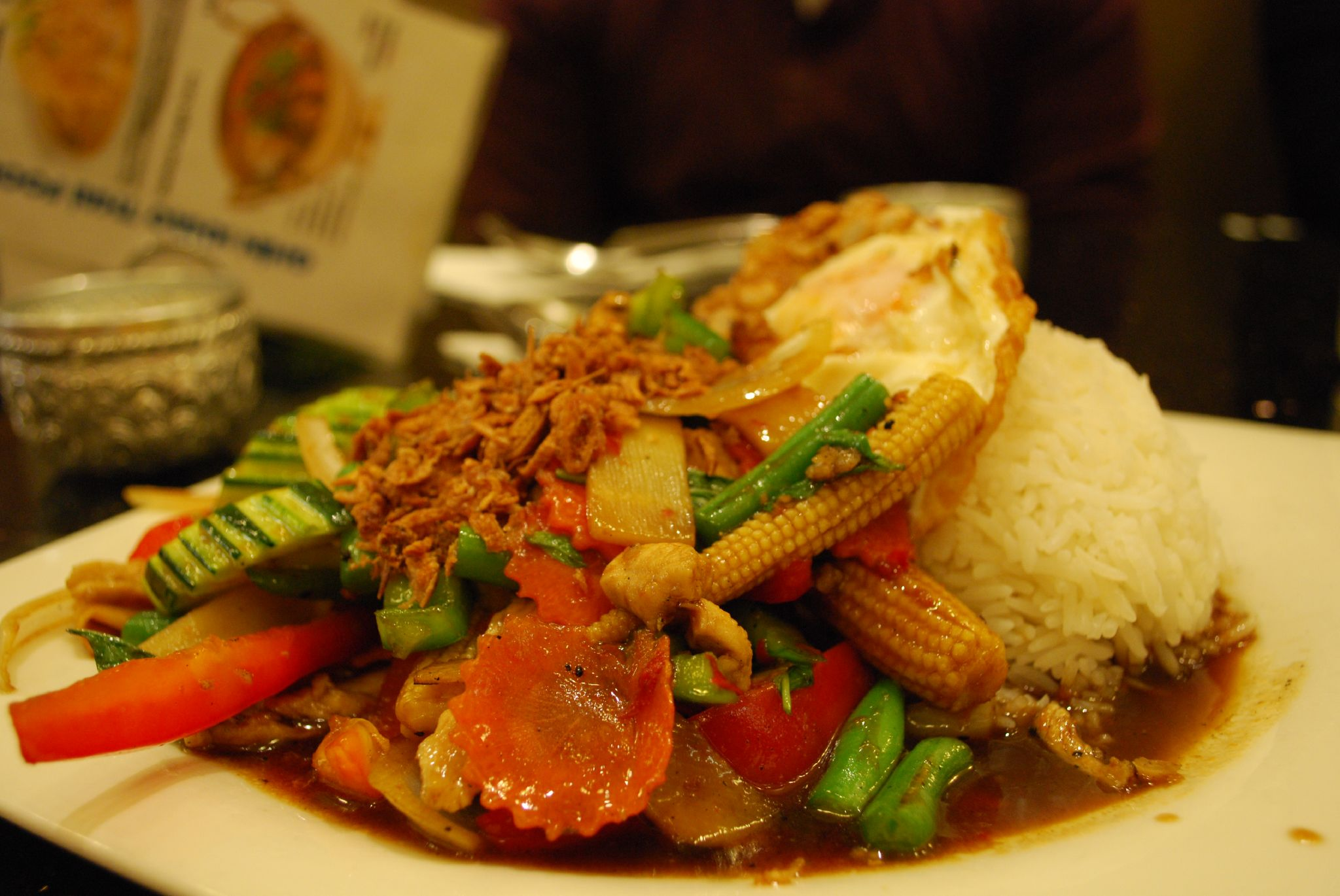
ガパオ風鶏肉とバジルの炒め物
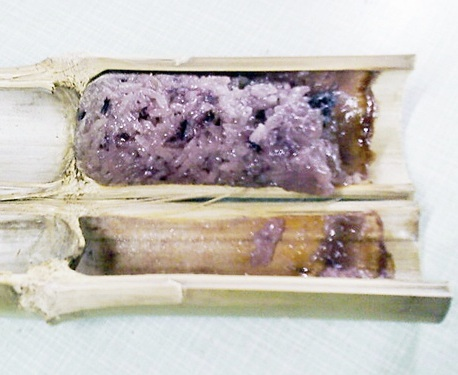
カオラーム
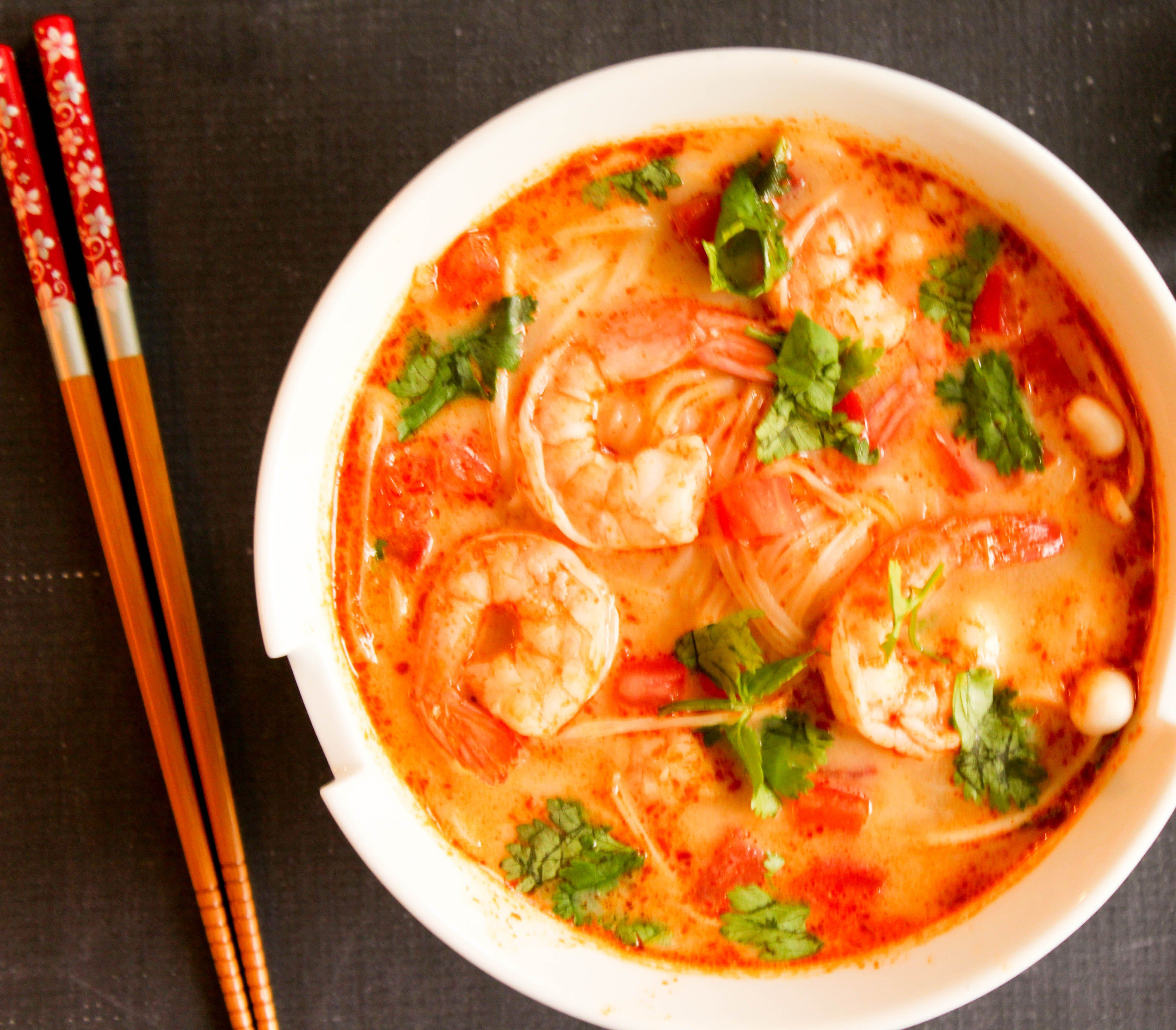
トムヤムクン
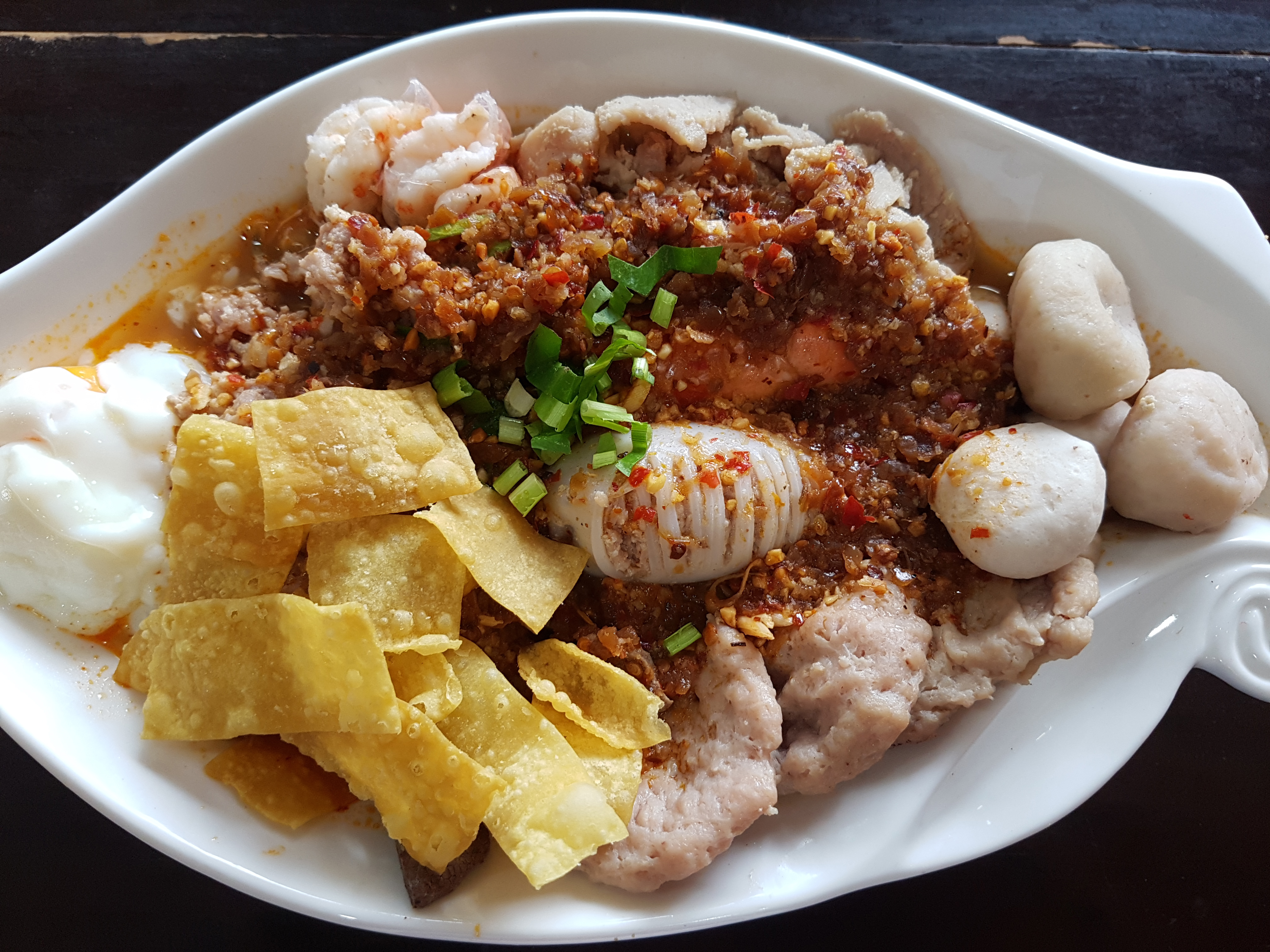
トムヤムクンヌードル
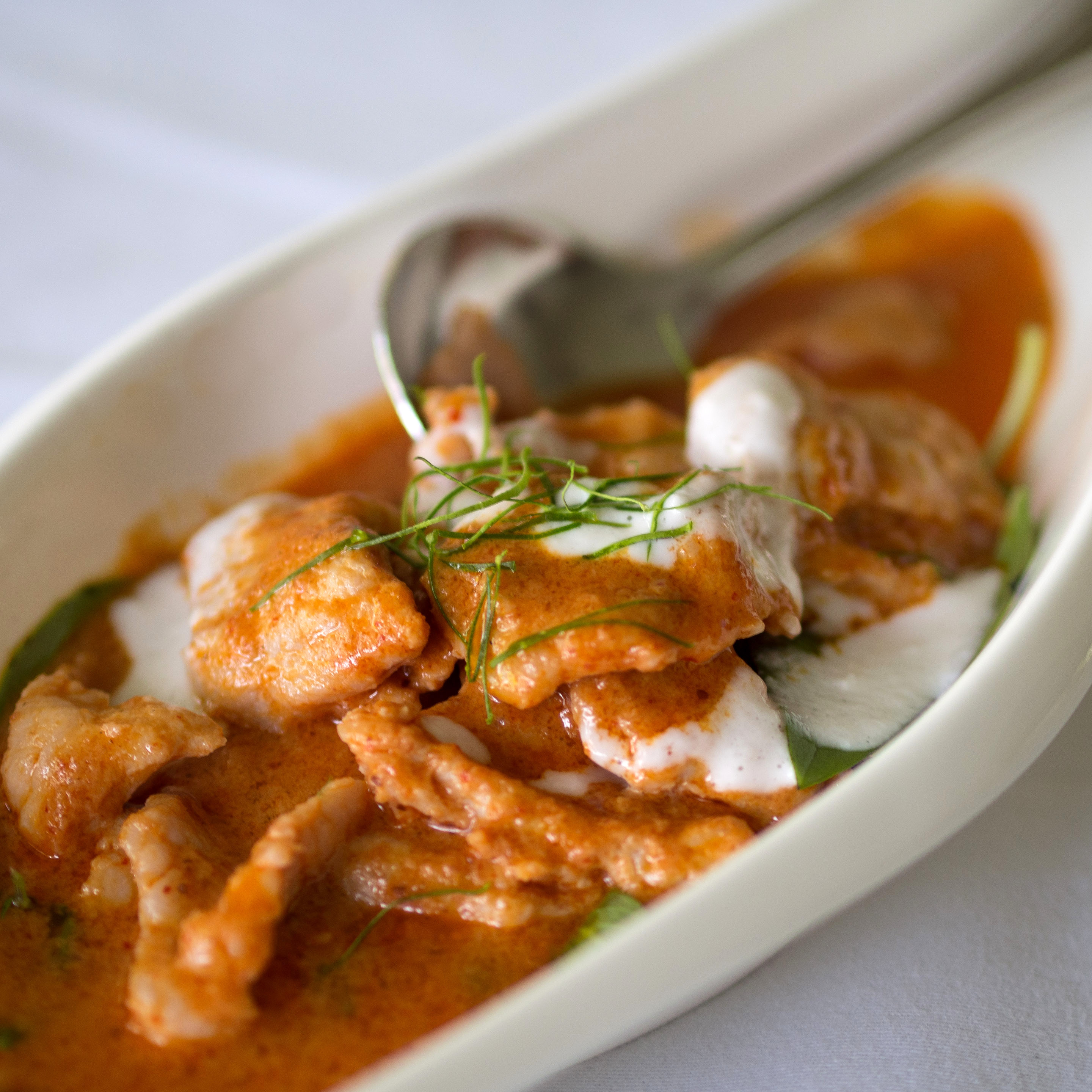
ペナン
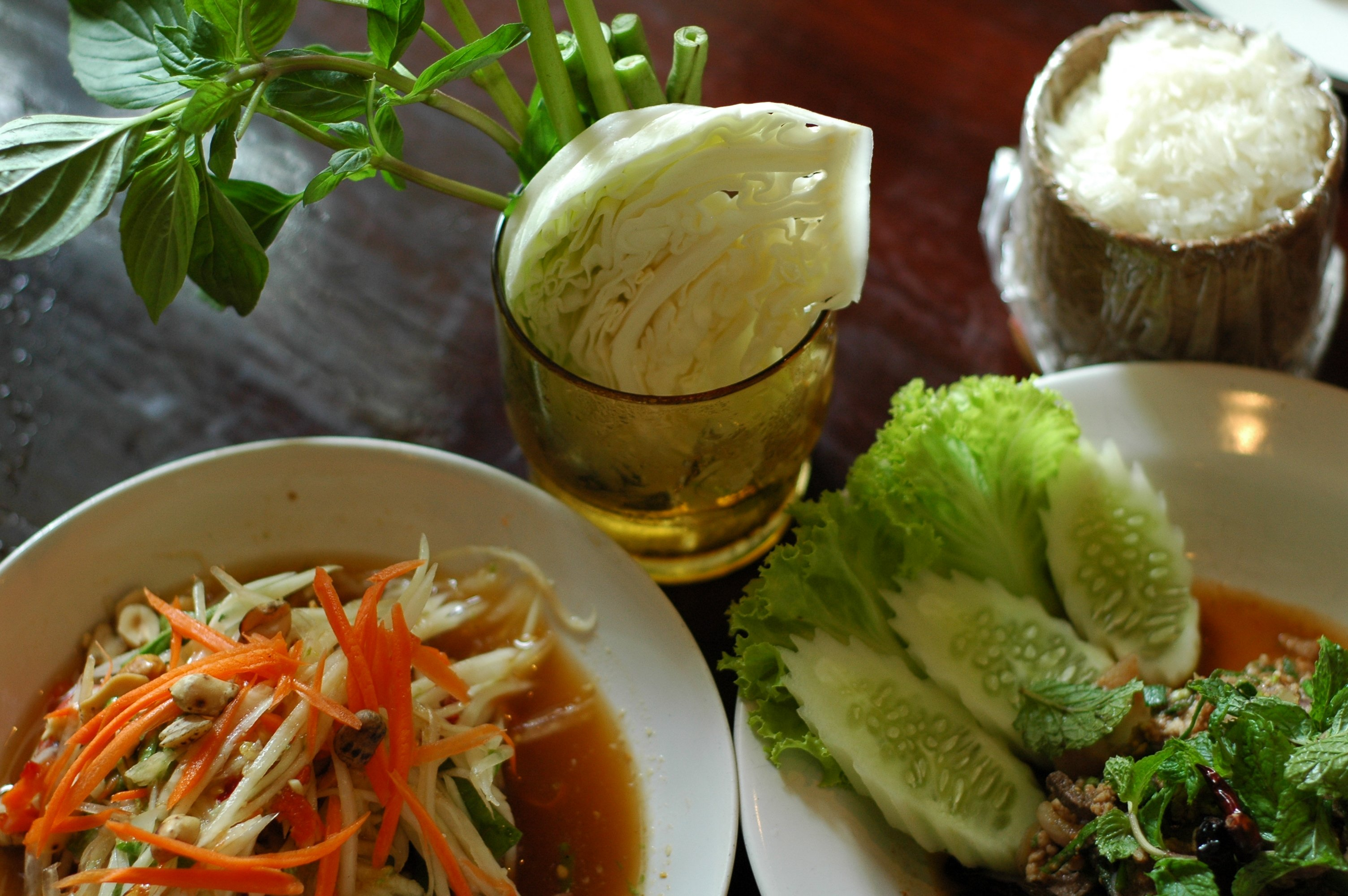
ソムタム

##### 屋台
タイ国内には都市部を中心に非常に沢山の屋台がある。どこにでも見られる1人分5バーツ程度の菓子類や麺類などの軽食から、また場所によってはツバメの巣やフカヒレスープなどの高級料理まで様々な味を楽しむことができる。タイへのリピーター観光客の中にはこの屋台での食事を楽しみにしている人が多いが、路上で営業するという事情から必ずしも衛生的と言い切れない面もあり、慣れない人は食あたりを起こす場合もあるとされる。

##### フードコート
デパートには必ずといっていいほどフードコート（食券式のセルフサービス食堂）が併設されている。高級ブランドのブティックばかりが入居する非常にしゃれたデパートにもフードコートはある。屋台よりは若干割高だがそれでも30バーツ程度から食事をすることができ、衛生的にも屋台よりは安心できる印象を与える店も多い。

#### タイの果物

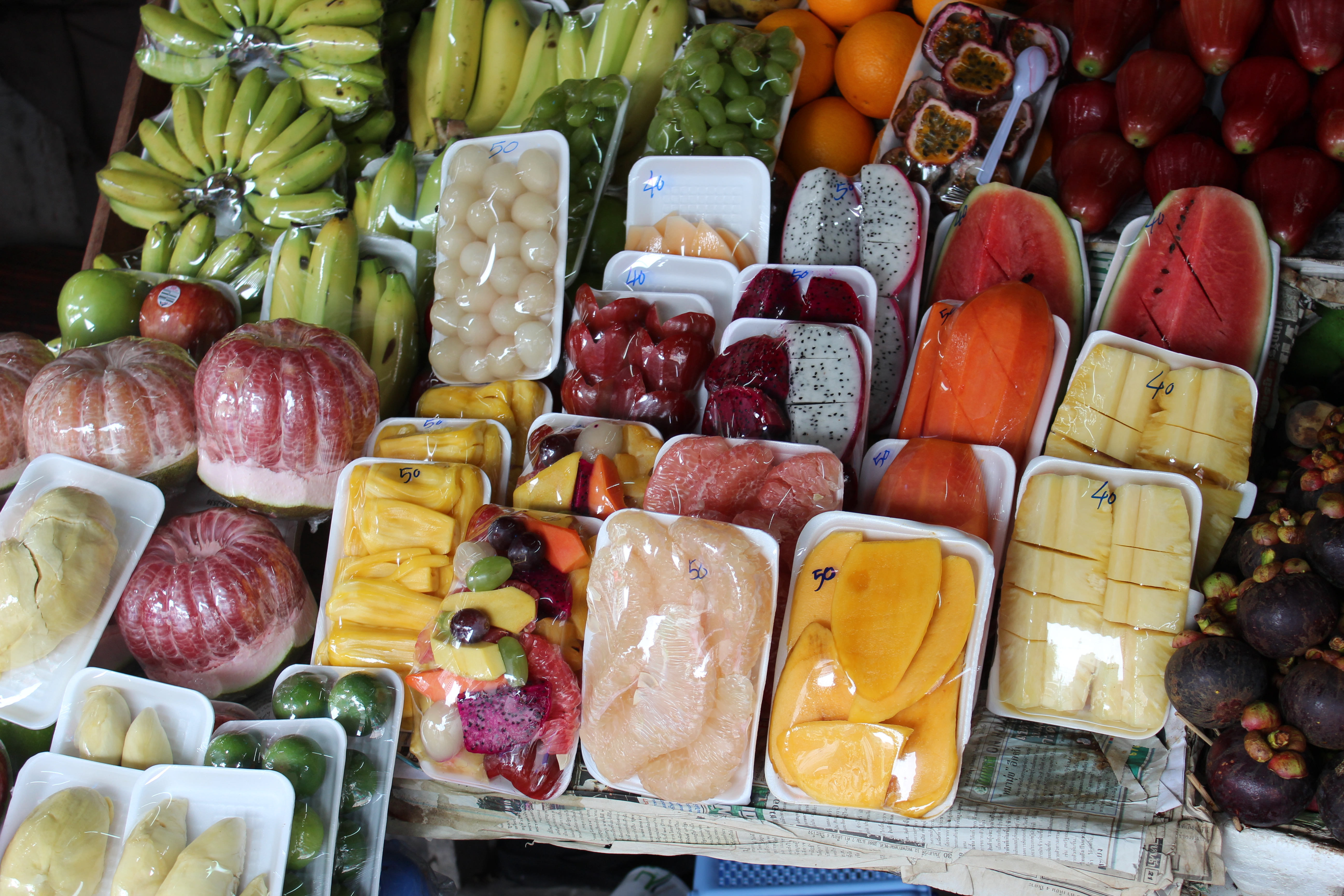
タイの果物

熱帯気候に属するタイは果物の種類も豊富であり、また美味である。特にタイで最も暑い時期とされる4月は、ドリアン、マンゴーなどが市場に出揃う。この季節をタイ人は「ドリアンの季節」「マンゴーの季節」とさえ呼んでいる。

#### 日本料理について
タイでは、日本料理がブームとなり、国内に600店以上の日本料理店があるという。市場規模は50億バーツ強。
ブームの背景には、「日本の食材＝身体にいい」という日本料理へのいいイメージが関係しているという。食材としてはワサビが人気である。これについては、辛いものが好きなタイ人にとってワサビは日本料理を自分たち好みの味にしてくれるからという指摘がある。

### 文学
タイ文学においては上座部仏教の「業」の思想が長らく主題とされ、また、釈迦の前世譚であるパーリ語経典『ジャータカ』が中世以来人気を集めてきた。
スコータイ王朝時代の文学は、ラームカムヘーン大王碑文に始まると言われる。これはスコータイの王、ラームカムヘーンが学者を動員して書かせたもので、初めてタイ文字が使われた。

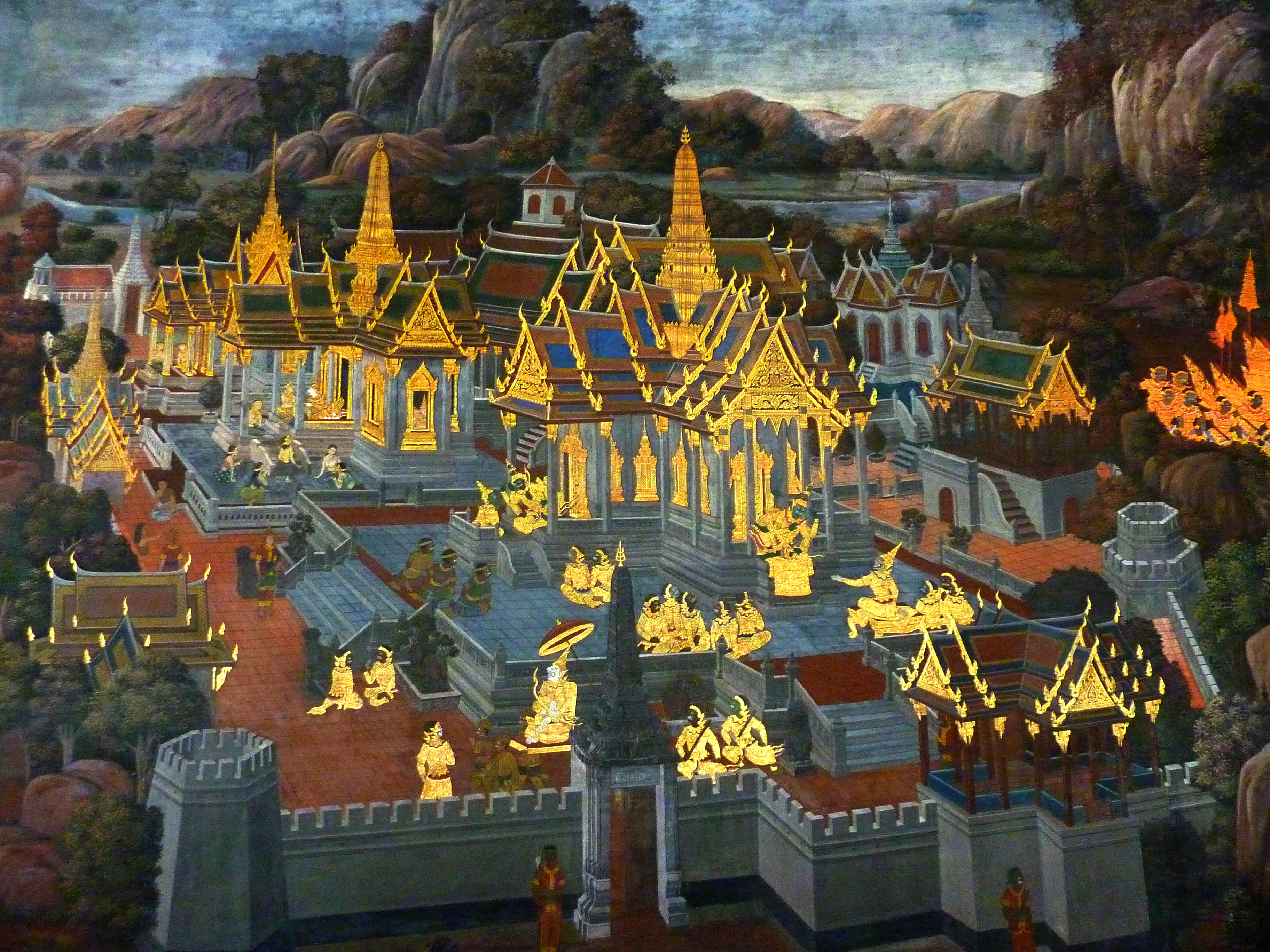
ラーマキエンの一場面（バンコク、ワット・シーラッタナーサーサダーラーム）

トンブリー王朝のタークシンは『ラーマーヤナ』のタイ版とも言われる『ラーマキエン』の編纂を行う。この作業はタークシンの処刑と共にチャクリー王朝のラーマ1世に受け継がれ学者などを動員して完成された。この作業時にはタイの説話なども取り入れられインドのヴァールミキ版とは筋は似通っているものの、全く別の趣を持つ文学作品に仕上がり、文学の典型として近代文学でも頻繁に引用される他、絵画、ラコーン（劇）などに大きな影響を及ぼした。ラーマ2世・ラーマ3世の時代にはこの形式の長ったらしい定型の叙事詩が大いに隆盛を極めた。

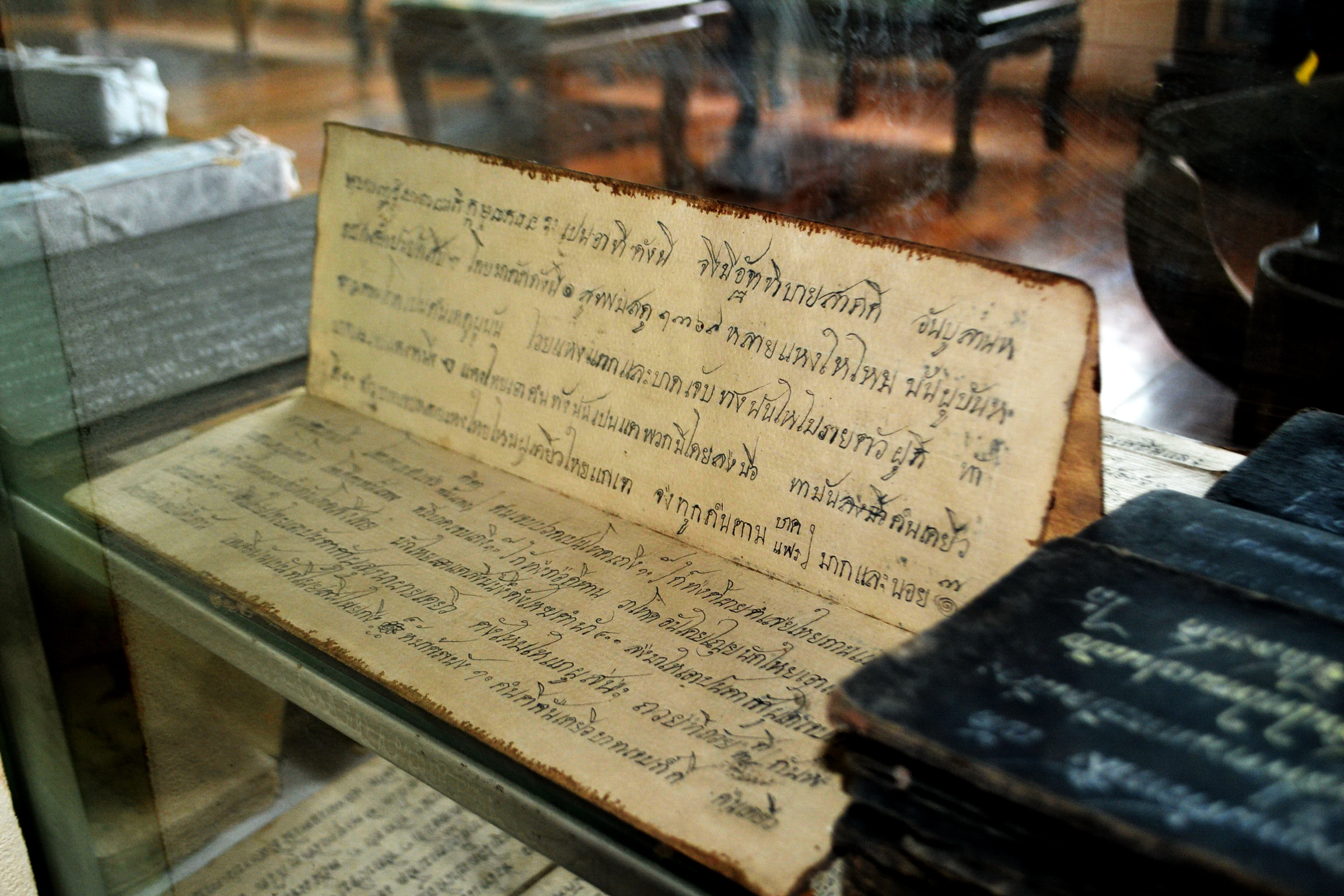
サムットタイ

前述とやや時代が前後するが散文の発達はラーマ1世時代に、ビルマのコンバウン王朝からの侵略に備えて志気を高めるためにチャオプラヤー・プラクランを編集長とする翻訳グループによって書かれた『サームコック』（三国志演義）、『ラーチャーティラート』などの忠誠の家来を描いた翻訳作品が挙げられる。これがタイの近代的な散文文学の曙となった。とくに『サームコック』は文体の格調の高さと、その文体の平易さから現代タイ語の書き言葉の模範となっている。『ラーチャティーラート』は散文であるが、古語を多用している。
特にラーマ2世に置いては世界で最も優れた詩人の一人とも言われることもあるスントーン・プーが現れた。スントーン・プーは代表作であり、一人の手による詩としては世界最長とも言われる雅俗混交体の『プラ・アパイマニー』を創作。ラーマ2世、3世とともに『クン・チャーン＝クン・ペーン』を共作した。ラーマ2世はジャワの『パンジー物語』を元に『イナオ』などを著作。また『サントーン』『クライトーン』などの現在でも古典的名作として取り上げられる著作を残した。

### エンターテインメント

#### 音楽
タタ・ヤンやパーミーなどの歌手は日本でもCDをリリースしオリコンの上位にランクされるなどヒットしている。2021年に発売された、2gether スペシャル・アルバムがオリコン週間アルバムランキングで7位、ビルボード・ジャパンで4位を記録しタイ出身のアーティストの最高位となっている。
近年、K-POPグループのメンバーとして活動する者も多く、代表的なアーティストとしてラリサ・マノバン（BLACKPINK）やニックン（2PM）がいる。4EVE，ATLAS，BUS，PiXXiE，PROXIE，PERSES，Empress，FELIZZ，VIIS，DEXX，QRRA，Wizzle，Gen1es，BNK48，CGM48，SIZZYのようなT-POPのアーティストも活動している。

#### 映画・ドラマ
近年はタイで制作された映画が日本へ輸出されることが多く、2000年以降2006年までに日本で公開されたタイ映画は25作品を数える。『アタック・ナンバーハーフ』『マッハ!!!!!!!!』などのタイ映画が全国で公開され若者を中心にヒットした。武術を題材とした作品も多く『マッハ!弐』『トム・ヤム・クン!』『マッハ!無限大』『チョコレート・ファイター』などがヒットしている。
2020年に放送された、ドラマ『2gether』をきっかけにBLドラマが爆発的な人気を獲得している。日本国内でもドラマの配信や俳優のファンミーティングが多数開催されており、2022年8月に開催された、『GMMTV FAN FEST 2022 LIVE IN JAPAN』では2日間で2万人以上を動員し、タイ出身のアーティストの来日公演としては最大規模となった。

### 美術と建築

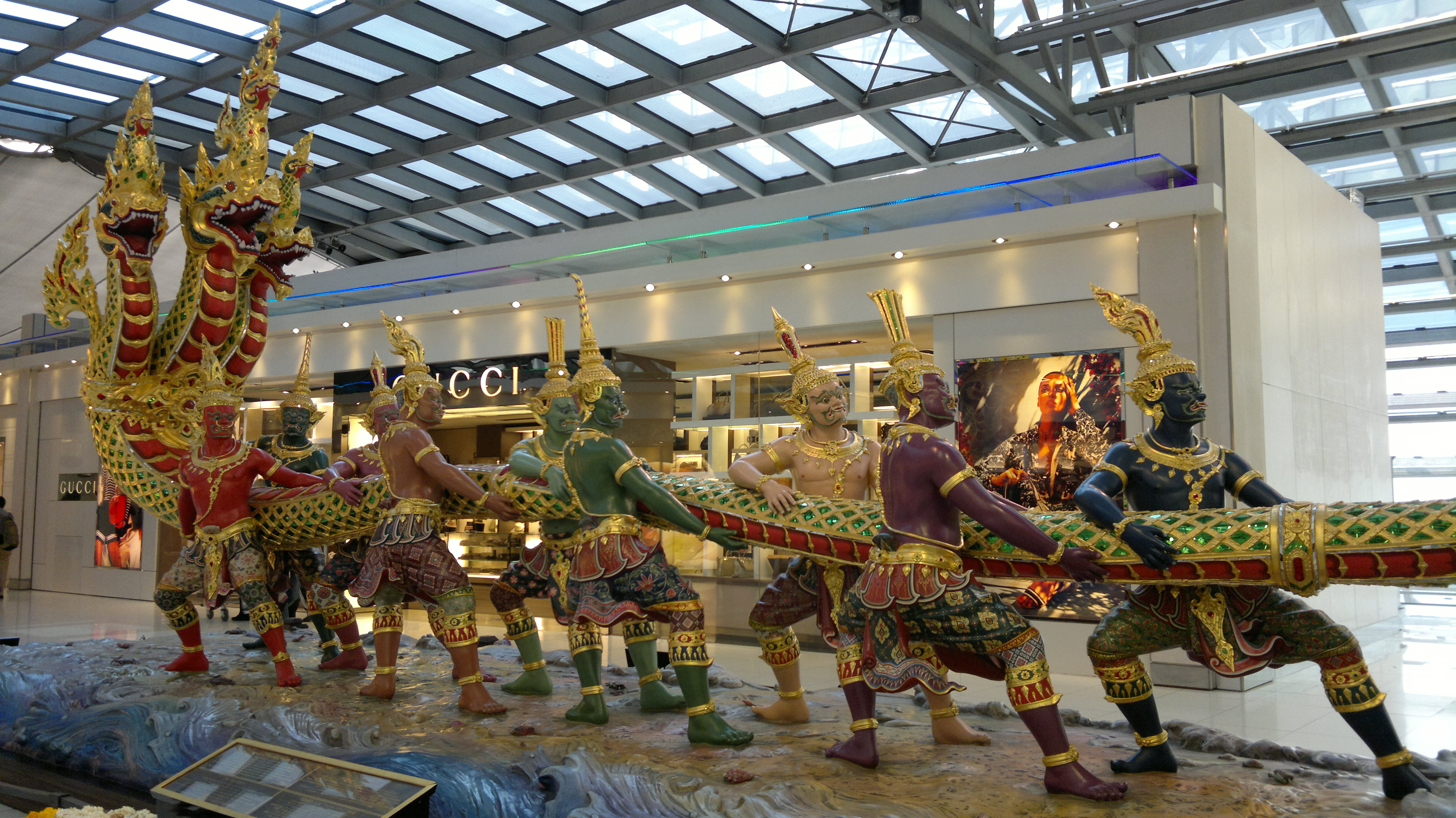
彫像「乳海攪拌」

この国の美術は工芸を除き前期を通じて仏教美術であるが、その史的展開はタイ族支配の確立（1300年頃）以前と以後とでは異なる。東南アジア諸国と同じく、初期の青銅遺品の多くは南インド系またはグプタ系の渡来の小さな仏像であり、6世紀以後になってようやく土着民族による美術が現れる。先住民族のドヴァーラヴァティー王国の美術がそれで、ロッブリーを中心とした。8～9世紀にグプタのインド様式を取り、造形的にも優れた作風を示しており、透けた薄い衣をまとい、目と口の表現に民族的特色を持つ石造りの仏立像が現れた。これより少し遅れて、シュリーヴィジャヤ王国の勢力下にあったマレー半島にジャワやスマトラの同時代の造りと極めて近い様式の美術が9～10世紀に行なわれた。チャイヤー及びリゴール（ナコーンシータンマラート）付近から尊像が発見されており、ことに青銅ローケーシュヴァラ（観音）像は高い造形理念になるタイの最も誇りうる遺品である。
最後にタイ族の美術は北端のチエンセーン地方を中心に12世紀頃から現れるビルマの影響による仏像彫刻を初めとし、13世紀以後のタイ族による全土の統一と平行してタイの国民美術が生まれる。

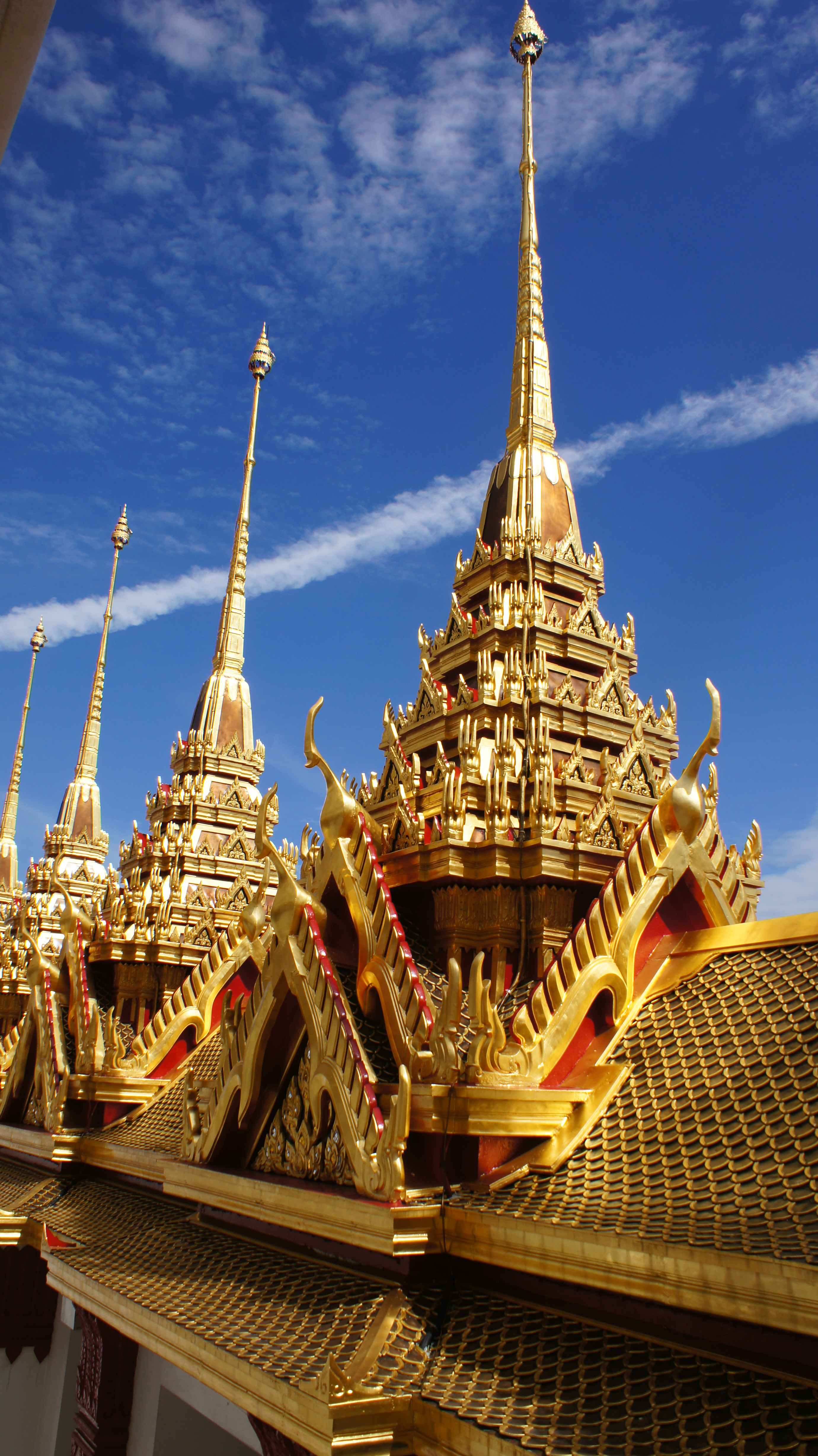
ワット・ラチャナダラム

建築は寺院を主とする。寺院または伽藍（がらん）をヴァットと呼び、その本堂は縦長のプランで正面と背面に切妻屋根をかけ、破風（はふ）を層に相重ね、豊富というより過多の木造装飾を施すのが普通で、ビルマの影響が最も顕著である。塔はインドのストゥーパに起源を持つプラ・チェーディと、クメール塔に習った砲弾形のプラ・プラントの2種があり、寺院内にはその他多種多様の建物が多くある。チエンマイにはインドのブッダガヤを模した建物があり、古都アユタヤは18世紀にビルマ軍に荒らされたが、それでも14～17世紀にわたる数多くの遺構遺跡を残しており、バンコクには王宮寺その他近世の壮麗な寺院が多い。

### 衣装

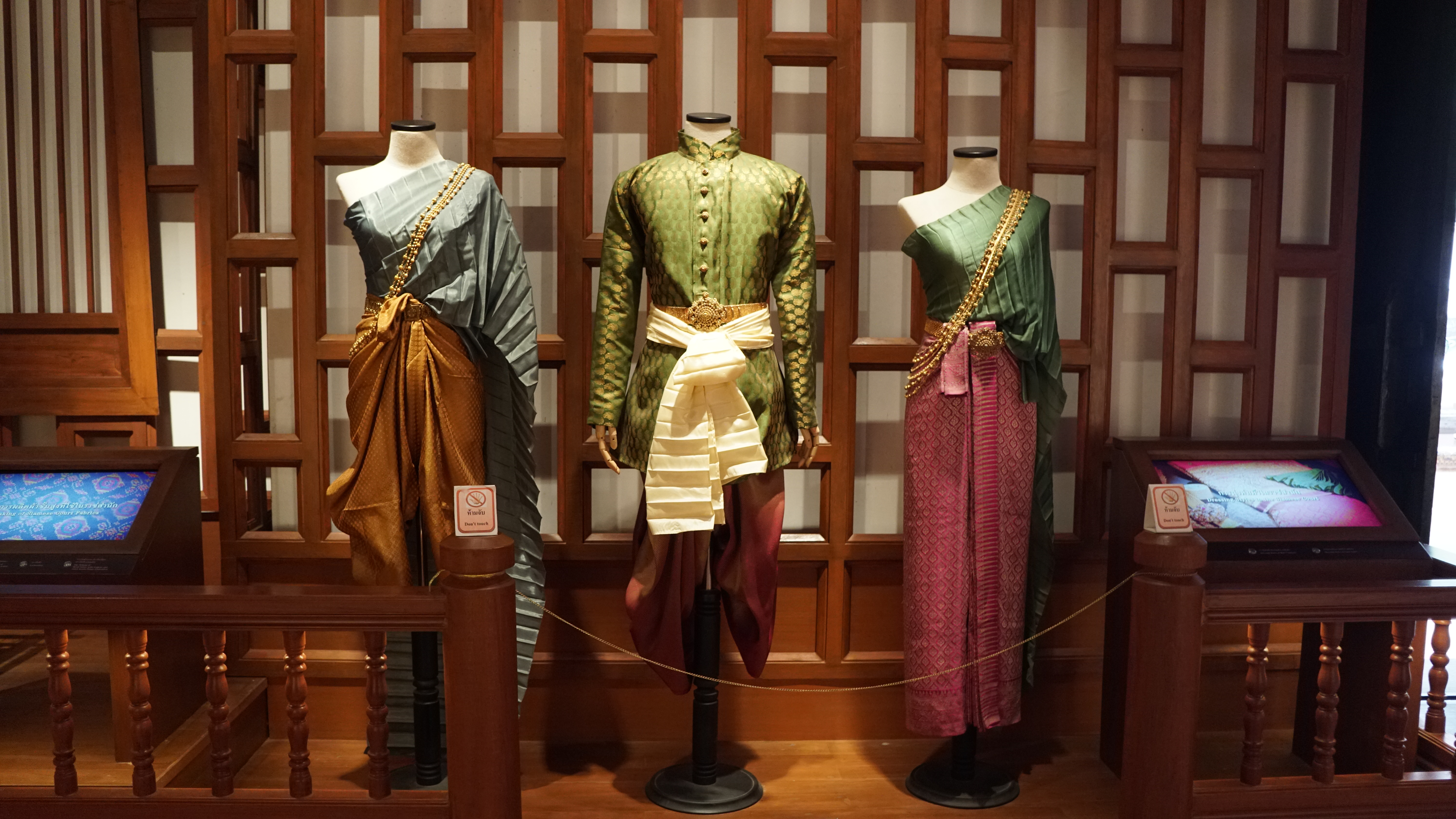
タイの伝統衣装
バンコク国立博物館にて撮影。

伝統衣装はチュットタイ（タイ語: ชุดไทย）と呼ばれ、これは「タイの服」を意味する文字通りの言葉である。この衣装は様々な形のものが存在しており、老若男女問わず着用されている。

### 世界遺産
タイ王国内には、ユネスコの世界遺産リストに登録された文化遺産が3件、自然遺産が2件存在する。

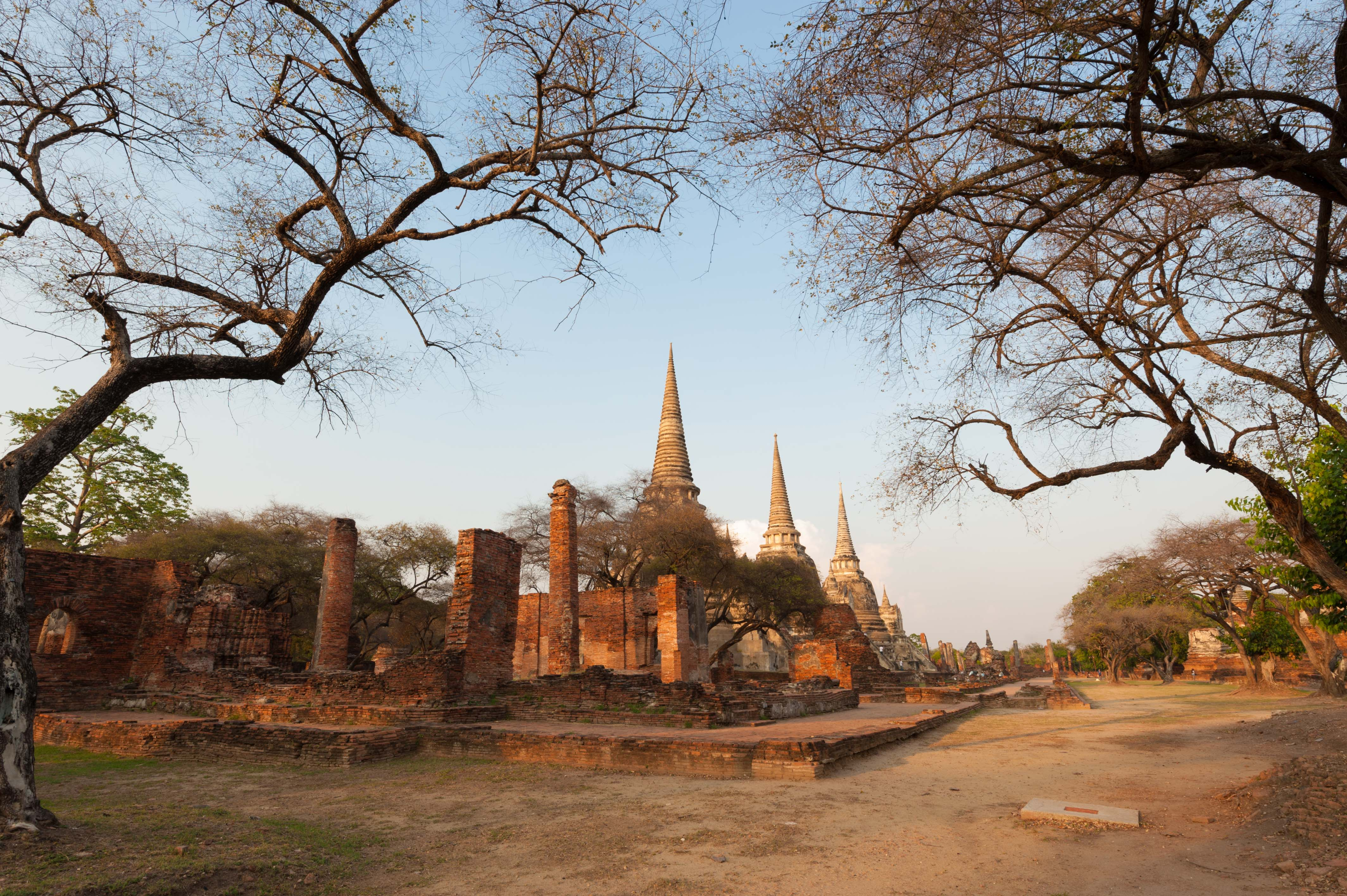
アユタヤ歴史公園
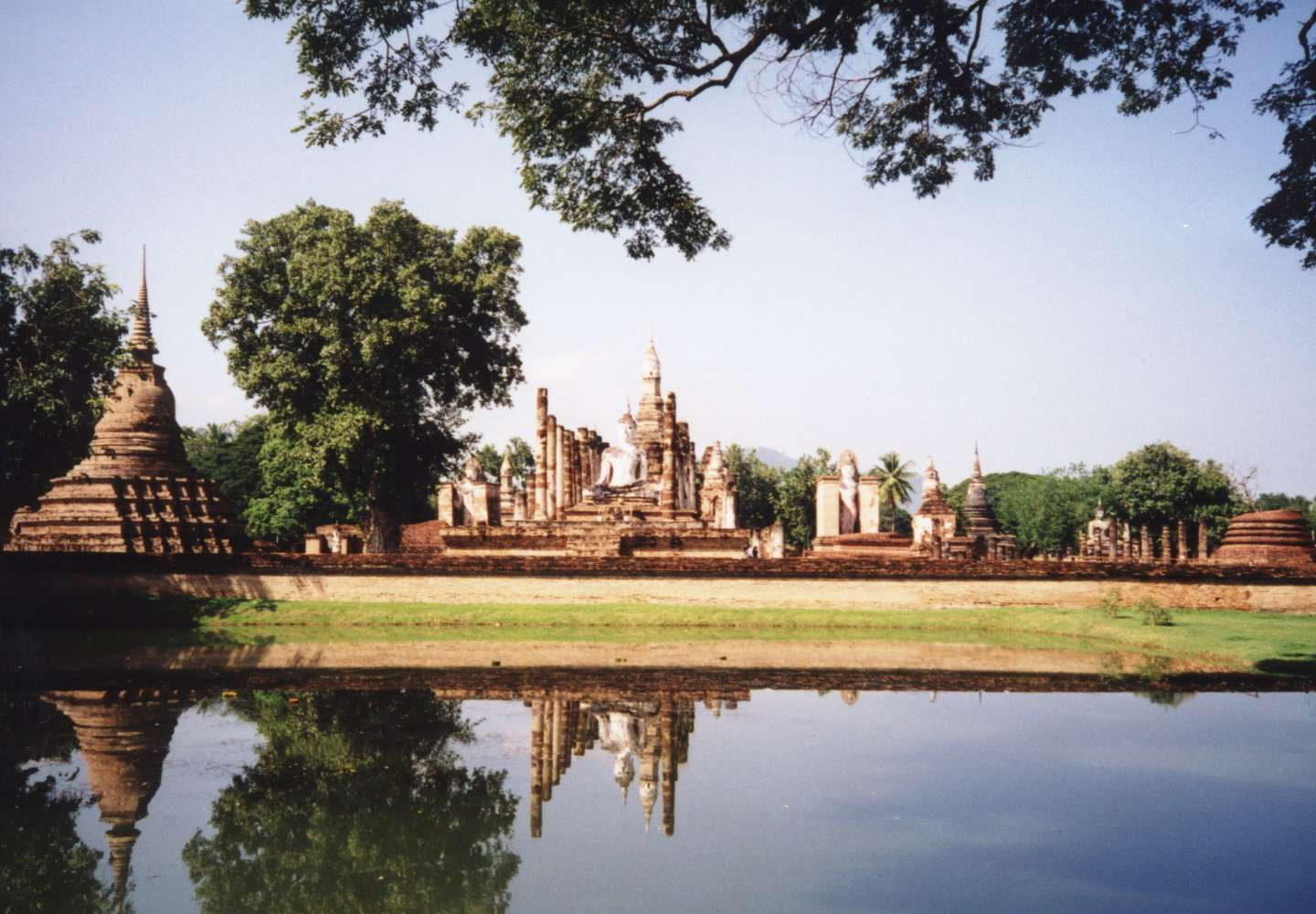
スコータイ歴史公園
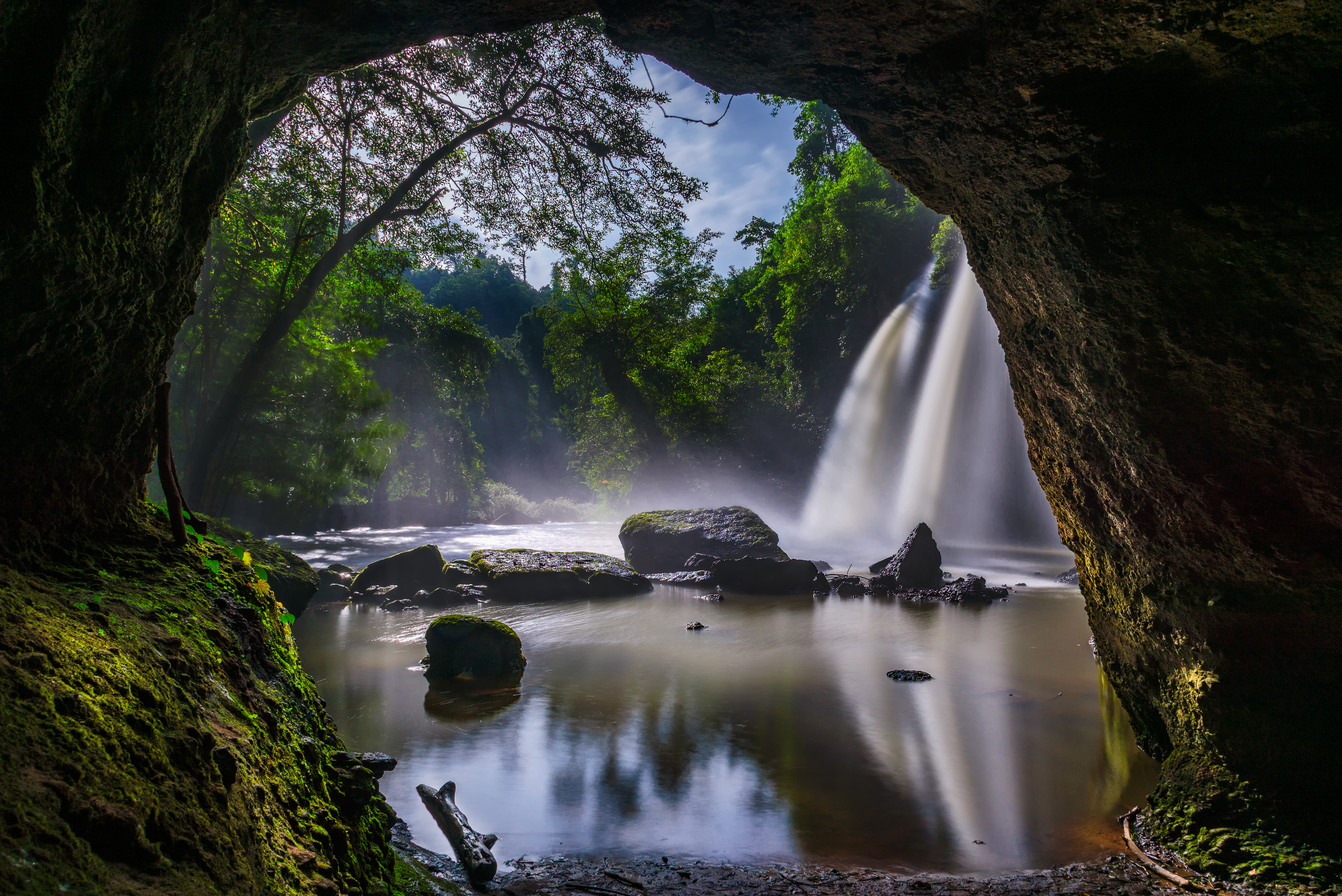
ドンパヤーイェン-カオヤイ森林地帯

### 祝祭日

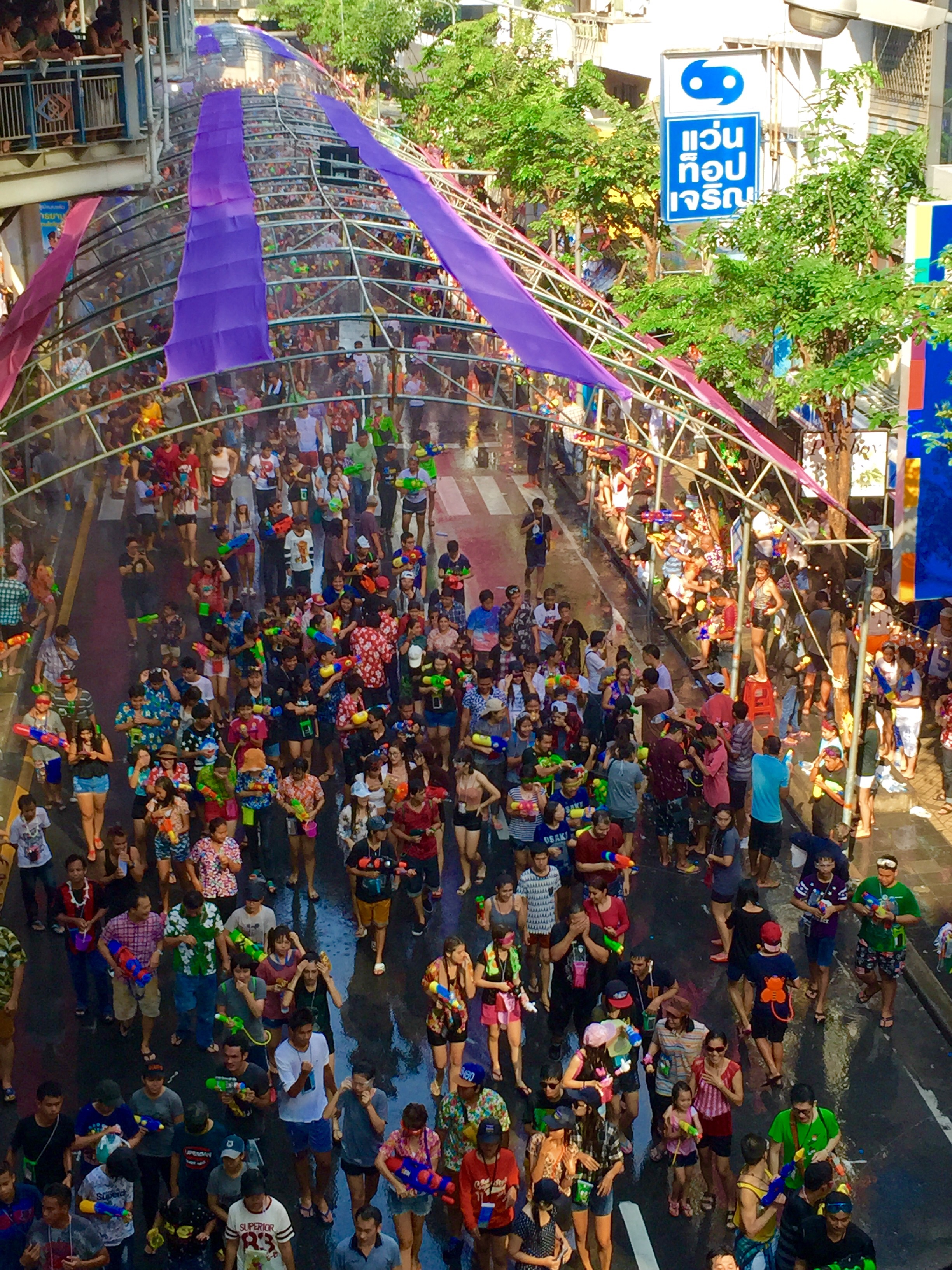
タイ正月

祝祭日は以下の通りである。土曜日または日曜日と祝祭日が重なった場合、翌日以降で最初の平日は振替休日となる。
なお、タイの紀年法について西暦も併用されているが、ラーマ6世によって1912年に導入された仏滅紀元（仏暦）が主に使用されている。導入された当初は太陰暦であったが、仏滅紀元2483年（1940年）にその年が9月で打ち切られ、グレゴリオ暦（太陽暦）との誤差が修正されたため、現在は西暦との間で日にちのずれがない。
| 日付          | 日本語表記                   | タイ語表記                                                                       | 備考 |
| ------------- | ---------------------------- | -------------------------------------------------------------------------------- | --- |
| 1月1日        | 元旦                         | วันขึ้นปีใหม่                                                                         | |
| 旧暦3月の満月 | 万仏節（ワンマーカブチャー） | วันมาฆบูชา                                                                         | 2020年では2月8日である。 |
| 4月6日        | チャクリー王朝記念日         | วันจักรี                                                                            | 1782年のこの日にラーマ1世が即位し、チャクリー王朝を創設した。                                                                          |
| 4月13-15日    | タイ正月                     | วันสงกรานต์                                                                        | 元々はバラモン陰暦の元旦を挟む3日間だが、現在では日付固定されている。 各地で水掛け祭りが行われる（「ソンクラーン」を参照）。           |
| 5月4日        | 国王戴冠記念日               | วันฉัตรมงคล                                                                        | 2019年のこの日に正式に戴冠。 プミポン国王時代では5月5日（1950年のこの日に正式に戴冠したため）。                                        |
| 旧暦6月頃     | 種耕節                       | วันพืชมงคล                                                                         | 年によって月日が異なる。2020年では5月11日である。                                                                                      |
| 旧暦6月の満月 | 仏誕節                       | วันวิสาขบูชา                                                                        | 2020年では5月6日である。 |
| 6月3日        | 王妃誕生日                   | วันเฉลิมพระชนมพรรษา สมเด็จพระนางเจ้าฯ พระบรมราชินี                                     | 2019年に祝祭日として規定された。 |
| 旧暦8月の満月 | 三宝節                       | วันอาสาฬหบูชา                                                                      | 2020年では7月5日である。 |
| 三宝節の翌日  | 安居入り                     | วันเข้าพรรษา                                                                       | 2020年では7月6日である。 ただし、対をなす「安居明け」（泰: วันออกพรรษา、旧暦11月の満月（2020年では10月2日）に当たる）は祝祭日ではない。 |
| 7月28日       | 国王誕生日                   | วันเฉลิมพระชนมพรรษา พระบาทสมเด็จพระเจ้าอยู่หัวฯ                                         | 2017年に祝祭日として規定された。 |
| 8月12日       | 王太后誕生日                 | วันเฉลิมพระชนมพรรษา สมเด็จพระบรมราชชนนีพันปีหลวง                                       | 母の日（泰: วันแม่แห่งชาติ）でもある。 |
| 10月13日      | プミポン国王記念日           | วันคล้ายวันสวรรคต พระบาทสมเด็จพระบรมชนกาธิเบศร มหาภูมิพลอดุลยเดชมหาราช บรมนาถบพิตร        | 2016年のこの日に崩御し、2017年に祝祭日として規定された。                                                                               |
| 10月23日      | チュラーロンコーン大王記念日 | วันปิยมหาราช                                                                       | 1910年のこの日に崩御した。 |
| 12月5日       | プミポン国王誕生日           | วันคล้ายวันพระบรมราชสมภพ พระบาทสมเด็จพระบรมชนกาธิเบศร มหาภูมิพลอดุลยเดชมหาราช บรมนาถบพิตร | 父の日（泰: วันพ่อแห่งชาติ）および国家の日（泰: วันชาติไทย）でもある。                                                                       |
| 12月10日      | 憲法記念日                   | วันรัฐธรรมนูญ                                                                       | 1932年のこの日にタイ史上最初の憲法を施行した。                                                                                         |
| 12月31日      | 大晦日                       | วันสิ้นปี                                                                            | |

### スポーツ
格闘技
国技のムエタイはスポーツとしての勝敗だけではなく賭けとしての関心も高い。ボクシングもまた人気の高いスポーツの一つであり、首都・バンコクには世界最大の団体であるWBCの直系のABCOの本部が置かれている。ただしタイではボクシングといえば通常ムエタイを指し、本来のボクシングはムアイ・サーコン（国際式）と呼ばれている。
総合格闘技の興行はムエタイのイメージを損ない1999年ボクシング法に触れるものとして、2012年3月27日以降は開催を禁止されていたが、タイの観光・スポーツ省の支援を受けて、2016年5月27日にONE Championship「Kingdom of Champions」が開催され、「デェダムロン・ソー・アミュアイシリチョークvs内藤のび太」と「マラット・ガフロフvs横田一則」の2つのタイトルマッチを含む、全9試合からなる総合格闘技の大会が行われた。
サッカー
サッカーもタイ国内で非常に人気のスポーツとなっている。タイサッカー協会（FAT）によって構成されるサッカータイ王国代表は、これまでFIFAワールドカップには未出場である。AFCアジアカップでは自国開催となった1972年大会で3位に輝いた。東南アジアサッカー選手権（AFF三菱電機カップ）では、大会最多となる6度の優勝を数える。
近年では日本のJリーグで活躍する選手が増加しており、著名な成功例では元川崎フロンターレのチャナティップや、元横浜F・マリノスのティーラトンなどが挙げられる。また、元日本代表監督の西野朗が2019年よりタイ代表を指揮していたが、2022年ワールドカップ・アジア二次予選で敗退し2021年7月29日に解任された。
モータースポーツ
モータリゼーションが進みつつある近年はパタヤ、プリラムなどに本格的なサーキットが建設され、自動車やオートバイによるレースなどのモータースポーツが盛んになってきている。古くはアジア人初のF1ドライバーであり、世界的に著名なレーシングドライバーであるプリンス・ビラの出身国でもある。現在はARTO大阪が橋渡し役となって、日本とタイでドライバーやチームの行き来が増えている。2014年からタイでSUPER GTの海外ラウンドが開かれるようになり、タイからはトヨタチームタイランドが日本ラウンドも含めてフル参戦している。2018年からロードレース世界選手権にてタイグランプリが開催されている。
その他の競技
タイ人の母を持つタイガー・ウッズの影響もあり、近年は男子のプラヤド・マークセン、キラデク・アフィバーンラト、アティウィット・ジェーンワッタナーノン、女子のアリヤ・ジュタヌガーン、サランポーン・ランクンガセットリン、ポルナノン・ファトラムら、タイ出身のプロゴルファーも海外で目覚ましい活躍をしている。さらにセパタクローも盛んである。

## 象徴

### 国花
タイの国花は二つある。一つは、2009年に選定された「ゴールデンシャワー」。日本語では「ナンバンサイカチ」、タイ語で「ラーチャプルック」つまり、国王の花という意味で、本来の花の名前は、「ドーク・クーン」。
もう一つの国花は、アカバナスイレン。